# Tweede Wereldoorlog
De Tweede Wereldoorlog was de escalatie van de Tweede Chinees-Japanse Oorlog die begon in 1937 en een Europese oorlog begonnen in 1939 tot een militair conflict dat van 1941 tot 1945 op wereldschaal werd uitgevochten tussen twee allianties: de asmogendheden en de geallieerden. In het westen worden meestal de jaren 1939 en 1945 aangehouden als begin en eind van de oorlog.
De Eerste Wereldoorlog eindigde in 11 november 1918 met een militaire overwinning van de drie grote westelijke democratieën: het Verenigd Koninkrijk, de Derde Franse Republiek en de Verenigde Staten. Die vormden daarna echter geen formeel militair bondgenootschap. Het VK en de VS ontbonden het grootste deel van hun strijdmachten. Daardoor kon weinig tegenwicht geboden worden aan de opkomst van agressieve autoritaire regimes: in 1918 de communistische Sovjet-Unie, in 1922 het fascistische Italië, na 1926 een Japanse militaire dictatuur en in 1933 Nazi-Duitsland.
Op 7 juli 1937 viel Japan China binnen. Nadat het noordoosten van dat land veroverd was, volgde een slepende oorlog die miljoenen slachtoffers eiste. In de zomer van 1939 versloeg de Sovjet-Unie Japan toen het Mongolië wilde veroveren. Japan besloot zich hierna op de verovering van Zuidoost-Azië te richten. De nationaalsocialistische dictator van Duitsland, Adolf Hitler, liet in 1936 het gedemilitariseerde Rijnland bezetten. In 1938 annexeerde Duitsland in de Anschluss Oostenrijk. In het Verdrag van München moest Tsjecho-Slowakije het Duitstalige Sudetenland afstaan. Toen Tsjecho-Slowakije in maart 1939 geheel werd onderworpen, beloofden het VK en Frankrijk om Polen bij te staan in het geval van een Duitse aanval. Ze hoopten dat Hitler nu van een invasie zou afzien omdat het Duitse leger zijn opbouw nog lang niet voltooid had. Op 23 augustus sloot hij echter het Molotov-Ribbentroppact met de Sovjet-Unie, waardoor hij meende dat een internationaal ingrijpen ook deze keer zou uitblijven.
De Duitse Wehrmacht en de SS vielen op 1 september 1939 Polen binnen. Het Verenigd Koninkrijk en Frankrijk verklaarden op 3 september 1939 de oorlog aan Duitsland. Polen werd na een maand veroverd. De Sovjet-Unie bezette het oosten van het land. Britten en Fransen begonnen een overmacht aan manschappen en materieel te verzamelen om Duitsland in 1941 te verslaan. In april 1940 echter veroverden de Duitsers Denemarken en Noorwegen. In mei 1940 werden de Lage Landen en Frankrijk verslagen door een verrassende opmars van tankeenheden door de Ardennen naar Het Kanaal. In juni 1940 verklaarde Italië de oorlog aan Frankrijk en het VK. De Britten wisten een invasie af te weren in de Slag om Engeland. Duitsland poogde in de jaren daarna vergeefs het VK te breken via een duikbootoorlog. De VS begonnen materiële steun aan het VK te leveren, sinds maart 1941 via de Leen- en Pachtwet. Mislukte Italiaanse aanvallen op Egypte en Griekenland dwongen Duitsland zich te mengen in een onderwerping van de hele Balkan en een langdurige Noord-Afrikaanse Veldtocht.
Hitler dacht in 1941 dat een "onoverwinnelijke" Wehrmacht de idealen van de nazi-ideologie kon verwezenlijken: het uitroeien van de Joden en het onderwerpen van de Slavische Untermenschen aan een bovenlaag van Germaanse kolonisatoren. Op 22 juni 1941 viel Duitsland de Sovjet-Unie binnen. Na grote terreinwinst liep dit offensief in de herfst vast in de modder. Op 7 december 1941 voerden vliegkampschepen van het Japans Keizerrijk een verrassingsaanval uit op de United States Pacific Fleet te Pearl Harbor. Hitler verklaarde vier dagen later de VS de oorlog, de grootste economie ter wereld. Zo raakten de Asmogendheden betrokken in een mondiaal conflict tegen een coalitie waarvan de militaire productie de hunne al in 1942 vele malen overtrof zodat hun nederlaag slechts een kwestie van tijd was. Dat jaar boekten ze nog successen die echter eindigden in pijnlijke echecs. Japan veroverde grote delen van Azië maar leed een beslissende nederlaag in de Slag bij Midway. Duitse legers rukten op in Egypte en naar de olievelden van de Kaukasus maar werden vernietigd in de Tweede Slag bij El Alamein en de Slag om Stalingrad. Van 1942 af voerden de Britten en Amerikanen steeds zwaardere bombardementen uit die wel de Duitse steden zouden verwoesten maar slechts een beperkt effect hadden op de industriële productie. Juli 1943 mislukte een laatste groot Duits offensief aan het Oostfront in de Slag om Koersk. Dezelfde maand landden de Britten en Amerikanen in Italië. De Italiaanse dictator Benito Mussolini werd ten val gebracht. De Duitsers bezetten het noorden van Italië. Tot mei 1944 kon het Rode Leger de Oekraïense sovjetrepubliek heroveren omdat Hitler beval een belangrijk deel van zijn pantserreserves in Frankrijk op te stellen. Desalniettemin lukte het de westelijke geallieerden op D-Day, 6 juni 1944, in Normandië te landen om uiteindelijk uit te breken en een groot deel van het Duitse leger te vernietigen. Ze bevrijdden Frankrijk en België. Tegelijkertijd vernietigde het Rode Leger de Duitse Legergroep Midden in Operatie Bagration. Finland, Roemenië en Bulgarije gingen over naar de geallieerde zijde. De Wehrmacht kon zich van de geleden verliezen niet meer herstellen. De geallieerde opmars werd echter vertraagd door bevoorradingsproblemen, het mislukken van Operatie Market Garden en het Duitse Ardennenoffensief. In 1944 gebruikten de Amerikanen hun materieel overwicht om de Japanse marine definitief te verslaan, eerst in de Slag in de Filipijnenzee tijdens de verovering van de Marianen, en vervolgens tijdens de herovering van de Filipijnen in de Slag in de Golf van Leyte. Vanaf de Marianen bombardeerden Amerikaanse zware bommenwerpers het Japanse vasteland. Januari 1945 verpletterde het Weichsel-Oderoffensief de Duitse troepen in Polen. De geallieerden trokken in het westen de Rijn over om in mei bij de Elbe contact te leggen met het Rode Leger dat Berlijn veroverd had. Hitler had zelfmoord gepleegd. Op 8/9 mei 1945 capituleerde Duitsland. In augustus 1945 vernietigden de Amerikanen Hiroshima en Nagasaki met een atoombom en verklaarde de Sovjet-Unie de oorlog aan Japan. Op 2 september capituleerde Japan.
Er ontwikkelde zich een samenwerking tussen de Sovjet-Unie enerzijds en de Britten en Amerikanen anderzijds, die gekenmerkt werd door veel wederzijdse onwennigheid en wantrouwen, waarop door de Duitsers werd ingespeeld. Deze samenwerking zou na het einde van de Tweede Wereldoorlog al gauw omslaan in een nieuwe periode van conflict, bekend als de Koude Oorlog. Belangrijke, deels op de ervaringen terug te voeren ontwikkelingen na de oorlog waren de oprichting van de Verenigde Naties – die in de plaats kwam van de machteloos gebleken Volkenbond – en de opstelling van de Universele Verklaring van de Rechten van de Mens.

## Benaming
Reeds in 1939 na de Brits-Franse oorlogsverklaring aan Duitsland wegens het binnenvallen van Polen werd de term Tweede Wereldoorlog (Second World War) gebezigd door de Britse conservatieve politicus Duff Cooper, die in 1940 door de nieuwe premier Winston Churchill zou worden benoemd tot Minister van Voorlichting (Minister of Information). Pas na 1945 zou deze aanduiding algemeen gangbaar worden, evenals de aanduiding Eerste Wereldoorlog voor de voorheen als Grote Oorlog (Great War) aangeduide gebeurtenissen van 1914-1918, hoewel die reeds in 1918 was gebezigd door Charles à Court Repington.

## België en Nederland
België en Nederland werden op 10 mei 1940 door Duitsland aangevallen. Op 14 mei gaf het Nederlandse leger zich over. De capitulatieovereenkomst werd getekend op 15 mei. De capitulatie gold niet voor de provincie Zeeland, waar nog enkele dagen strijd werd geleverd. België capituleerde na achttien dagen verzet op 28 mei. De daaropvolgende bezetting duurde in België tot 17 september 1944 en in Nederland ten noorden van de grote rivieren tot 6 mei 1945. Japan viel Nederlands-Indië binnen op 10 januari 1942 en capituleerde op 15 augustus 1945. Nederland zou nooit meer volledige controle over het eilandenrijk verkrijgen, dat in 1949 onafhankelijk werd.

## Oorzaken van de oorlog in Europa

### De strijd om de Europese hegemonie 1866 – 1918

Door het Duitse Rijk afgestane gebieden na de Eerste Wereldoorlog

Na de totstandkoming van het Duitse Keizerrijk in 1871 nam de Duitse militaire en economische macht snel toe, ondersteund door een verder voortschrijdende bevolkingsgroei en industriële ontwikkeling. De Duitse Bond en Noord-Duitse Bond hadden onder Pruisische leiding al de Tweede Duits-Deense Oorlog (1864) en de Oostenrijks-Pruisische Oorlog (1866) gewonnen. De snelle nederlaag van Frankrijk in de Frans-Duitse Oorlog in 1870-71, waarna Duitsland het grootste deel van Elzas en Lotharingen annexeerde, maakte duidelijk dat de machtsverhoudingen in Europa sinds de Napoleontische oorlogen grondig gewijzigd waren. De annexatie veroorzaakte een blijvend ernstig territoriaal geschil tussen Duitsland en Frankrijk.
De buitenlandse politiek van Wilhelm II van Duitsland schiep ook spanningen tussen het Duitse Keizerrijk en zowel het Verenigd Koninkrijk als het Russische keizerrijk. Voor de Britten speelde mee dat Duitsland zich steeds meer ontwikkelde tot een maritieme en industriële rivaal. Men vreesde vooral de dumping van Duitse goederen op de Britse markt. Voor de Russen was de steen des aanstoots de Duitse steun aan Oostenrijk-Hongarije in de Balkan, waar de Dubbelmonarchie ook Slavische volkeren overheerste. Britten, Fransen en Russen begonnen een anti-Duits blok te vormen, de Triple Entente. Dat versterkte de gevoelens van achterstelling in Duitsland waar een steeds virulenter nationalisme, militarisme en expansionisme voor het land een hegemonie opeiste die overeenkwam met zijn positie als sterkste landmacht ter wereld.
Toen de oplopende spanningen in 1914 leidden tot de Eerste Wereldoorlog bleek de Duitse militaire superioriteit niet afdoende voor een snelle overwinning. Aan het Westfront ontstond een bloedige patstelling. Een geallieerde blokkade van Duitsland veroorzaakte ernstige tekorten aan grondstoffen voor de industrie en hongersnood. Het voeren van een oorlog op twee fronten was een te grote belasting. De Duitsers waren echter niet bereid vrede te sluiten zonder territoriale winsten. De Duitse geheime dienst zond Lenin naar Rusland. Zijn nieuwe Sovjetregime sloot de Vrede van Brest-Litovsk. Met het Lenteoffensief van 1918 hoopte de Duitse generale staf nu in het westen de overwinning te behalen voordat de te hulp geschoten Amerikanen in 1919 een oppermachtige strijdkracht konden opbouwen. Tegelijkertijd bezette men Oekraïne om de voedselvoorziening te verbeteren. Deze uiterste krachtsinspanning leidde slechts tot een snelle totale uitputting van het Duitse leger, gevolgd door de Novemberrevolutie. Op 11 november 1918 zag Duitsland zich gedwongen een wapenstilstand te sluiten. Op dat moment liep de frontlijn nog door België en dat zou voer geven aan de dolkstootlegende, dat de fronttroepen verraden zouden zijn door defaitistische politici.
De Vrede van Versailles schiep in 1919 geen stabiele situatie. De Duitse bevolking voelde zich onbillijk behandeld vanwege enorme herstelbetalingen en territoriale verliezen. Ten dele Duitssprekende gebieden vielen toe aan Frankrijk (Elzas en Lotharingen) of het sinds 1793 weer onafhankelijke Polen. Oost-Pruisen raakte geïsoleerd van de rest van Duitsland door de corridor van Danzig. Dit leidde tot revanchisme en irredentisme. De geallieerden kregen geen dwingende garanties om een Duitse wederopstanding te voorkomen. Het Duitse leger werd in omvang en bewapening beperkt maar niet opgeheven. Alleen het Rijnland werd bezet en tegen de wens van Frankrijk niet permanent maar slechts voor vijftien jaar. De Franse maarschalk Ferdinand Foch omschreef het Verdrag van Versailles dan ook als "geen vrede, maar een wapenstilstand van twintig jaar".

### Duitse instabiliteit 1918 – 1929
Het politiek instabiele Duitsland viel na de wapenstilstand ten prooi aan chaos en armoede. Links en rechts streden om de macht. Deze strijd zou uiteindelijk worden beslecht in het voordeel van het totalitaire nationaalsocialisme. De essentie van deze fascistische stroming was dat de sterkere het recht heeft de zwakkere te overheersen. Dit verklaart zowel het radicaal nationalistische, antisemitische, militaristische, antidemocratische en anticommunistische karakter van deze beweging als de ideologisch geïnspireerde vernietigingsoorlog die hieruit voortvloeide. Dit proces duurde echter vijftien jaar.

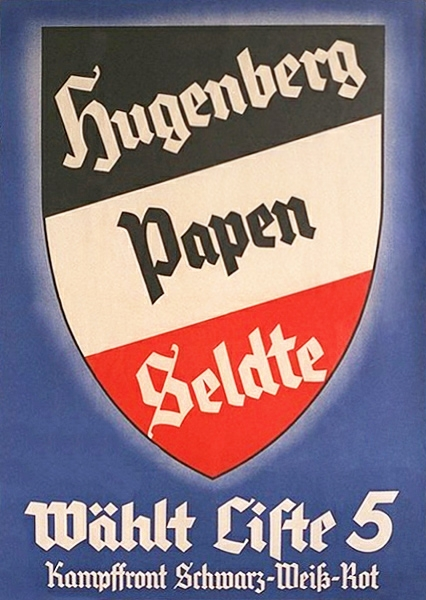
De DNVP bracht uiteindelijk Hitler aan de macht

De sociaaldemocratische, liberale en christendemocratische middenpartijen van de Weimarrepubliek probeerden een democratische rechtsstaat op poten te zetten, maar zagen zich meteen geconfronteerd met opstanden. De Russische communistische Oktoberrevolutie van 1917 leidde tot een revolutiegolf in heel Europa. In Beieren riepen de communisten begin 1919 een radenrepubliek uit en in Berlijn was er de Spartacusopstand. Premier Friedrich Ebert zag zich gedwongen met rechts-radicale milities van teruggekeerde frontsoldaten, de vrijkorpsen, de opstanden neer te slaan. Bij deze nationalistische groeperingen ontbrak ieder besef dat Duitsland alle ellende weleens aan zichzelf te wijten zou kunnen hebben, het zij dan dat men de strijd niet met voldoende hardheid gevoerd had. Vermeende "verraders" als de minister van buitenlandse zaken Walther Rathenau en ex-vicekanselier Matthias Erzberger kwamen om door rechtse terreur. Het oude regime van adel, bureaucratie en leger had alle gezag verloren, zoals bleek uit de Kapp-putsch, een opstand van Freikorpsen tegen het ontbinden van hun legereenheden, die uitmondde in een mislukte poging tot staatsgreep. Tijdens de algemene verkiezing van juni 1920 wonnen de uiterst linker- (Unabhängige Sozialdemokratische Partei Deutschlands) en uiterst rechterflank (Duits-nationalen) ten koste van het midden. Rechtse groepen van conservatieven en nationalisten wilden echter niet de regeringsverantwoordelijkheid overnemen.

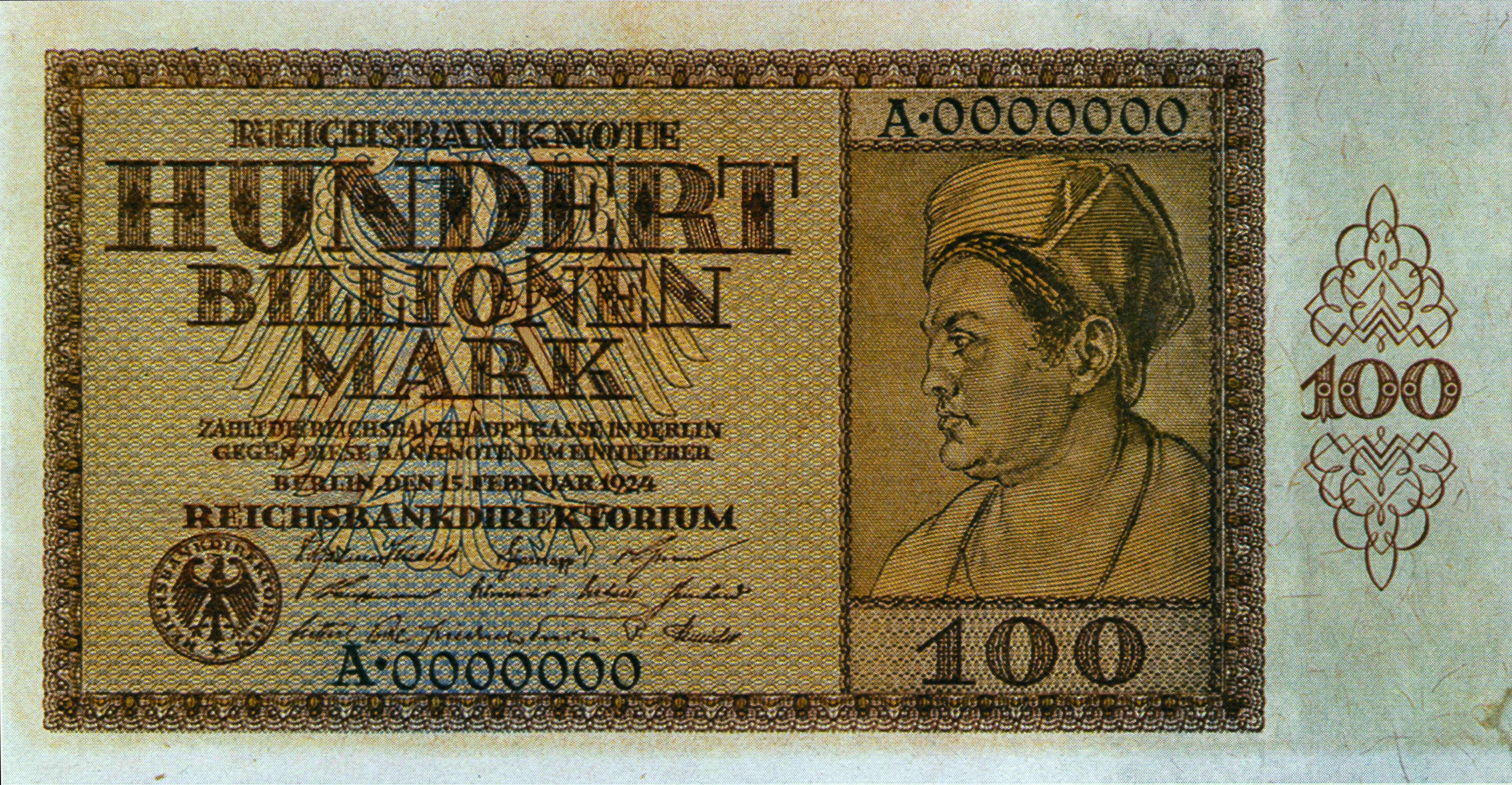
Een biljet van honderd biljoen mark

Toen in 1922 de situatie in Duitsland enigszins begon te stabiliseren, werd het land een gigantische herstelbetaling van 136 miljard mark opgelegd, die het met geen mogelijkheid kon voldoen. Frankrijk en België bezetten hierop, zonder de steun van Engeland en Amerika, het Ruhrgebied, waar de industriële productie stilviel. Gecombineerd met monetaire financiering, het drukken van geld zonder dekking, leidde dit tot een hyperinflatie die de spaartegoeden van de middenklasse waardeloos maakte. De nieuwe directeur van de Rijksbank, Hjalmar Schacht, beëindigde de inflatie door twintig miljard oude marken gelijk te stellen aan één nieuwe mark. De nieuwe valuta werd waardevast door enorme leningen verstrekt door de Verenigde Staten en Nederlandse banken, die drie miljard mark uitleenden. Hierdoor kon de geldcirculatie weer op gang komen en werd het mogelijk voor Duitsland om de herstelbetalingen te verrichten. Daarmee losten Frankrijk en het Verenigd Koninkrijk hun schulden aan de Verenigde Staten weer af.
Kort daarna, in 1923, mislukte in Beieren een rechtse poging tot een staatsgreep, de Bierkellerputsch. Indertijd trok die weinig aandacht maar een van de deelnemers was Adolf Hitler van de Nationaalsocialistische Duitse Arbeiderspartij. Hitler werd tot vijf jaar gevangenisstraf veroordeeld, waarvan hij uiteindelijk een jaar moest uitzitten. Tijdens deze detentie dicteerde hij Mein Kampf, dat later een centrale plaats in de nazipropaganda zou innemen.
In 1924 braken er iets betere tijden aan voor Duitsland. Gustav Stresemann, de Duitse minister van Buitenlandse Zaken tijdens het presidentschap van Hindenburg (1925 - 1934), zocht toenadering tot de westelijke landen. Charles Dawes stelde als voorzitter van een internationale commissie het Dawesplan, een betalingsregeling voor de Duitse herstelbetalingen, op. Premiers Ramsay MacDonald en Édouard Herriot stemden in met het Dawesplan, en ook Duitsland ging akkoord. In 1925 sloot Duitsland met Frankrijk, Groot-Brittannië en een aantal andere buurlanden het Verdrag van Locarno. De Roertroepen werden teruggetrokken en de nieuwe westelijke grenzen werden wederzijds gegarandeerd. Ook werd de weg vrijgemaakt voor een lidmaatschap van de Volkenbond, dat in 1926 zijn beslag zou krijgen.
Mei 1928 koos het Duitse volk duidelijk voor een vredespolitiek door de sociaaldemocraten een verkiezingsoverwinning te bezorgen terwijl Hitler maar 2,5 percent van de stemmen kreeg. Op 27 augustus 1928 tekende minister Stresemann in Parijs naast andere voornaamste mogendheden het Briand-Kelloggpact. Internationale geschillen moesten niet door middel van oorlog opgelost worden, maar door vreedzame middelen zoals arbitrage. De Weimarrepubliek handelde in deze zaak echter niet geheel te goeder trouw. Het was Duitsland verboden tanks te bezitten maar dat ontdook men door een geheime wapenontwikkeling in Zweden en de Sovjet-Unie.
In het voorjaar van 1929 kwam de Amerikaanse diplomaat Owen D. Young met het Young-plan. Het verzachtte de betalingen tot 114 miljard te voldoen over 59 jaar, gelijk aan ongeveer 3% van het BNP. De Duitsers hadden een veel grotere reductie verwacht. De Duitse Nationale Volkspartij stelde het zo voor alsof het Duitse volk nog steeds ondraaglijk belast werd en groeide sterk in populariteit. Een referendum (Volksentscheid) verwierp het plan met grote meerderheid maar was niet bindend. De Duitse regering aanvaardde het plan tijdens de Eerste Haagse Herstelconferentie en de Tweede Haagse Herstelconferentie van 1930, voornamelijk omdat ze nu het recht kreeg de herstelbetalingen twee jaar op te schorten. Het vooruitzicht daarop destabiliseerde al in de zomer van 1929 het hele internationale financiële systeem.

### Grote Depressie
De Beurscrash van 1929 deed de Amerikaanse economie instorten. De Amerikaanse banken eisten hun leningen in Europa op. Alom gingen regeringen over tot protectionisme, het belemmeren van import, waardoor de wereldhandel inzakte. De Grote Depressie was een feit. Duitsland werd zwaar getroffen. Het in maart 1930 aangetreden kabinet van Heinrich Brüning reageerde met strenge bezuinigingen, gecombineerd met plannen voor herbewapening door generaal Kurt von Schleicher. Bij verkiezingen in september 1930 won de NSDAP 18,5% van de stemmen. In juni 1931 schortte Brüning de herstelbetalingen op, wat leidde tot een internationale bankenrun. De werkloosheid steeg tussen 1929 en 1933 van twee naar zes miljoen, 30% van de beroepsbevolking. In 1932 werd Duitsland in de Conferentie van Lausanne van verdere herstelbetalingen ontheven, wat echter een onbelangrijk punt was geworden in het licht van de fundamentele crisis waarmee men zich geconfronteerd zag. De communisten ageerden voor de invoering van een planeconomie zodat van staatswege de stilliggende fabrieken weer aan het werk gezet konden worden. De middenklasse vreesde echter zo'n bolsjewistische machtsovername. Een alternatief was de NSDAP met haar mengsel van socialisme en nationalisme. Het aantal kiezers van de NSDAP groeide tot bijna veertien miljoen, 39,9% van de stemmen, bij de verkiezingen van juli 1932. Met de Sturmabteilung intimideerde men tegenstanders.
President Paul von Hindenburg weigerde echter Hitler als rijkskanselier te benoemen. Bij de verkiezingen van november 1932 verloren de nazi's aan aanhang. Kanselier Franz von Papen begon toen echter al een zeer autoritair bewind te voeren. In januari 1933 haalden von Papen en Alfred Hugenberg, de leider van de DNVP, Hindenburg over om Hitler tot rijkskanselier te benoemen in een kabinet, waar zij ook zitting in zouden hebben. Op 27 februari 1933 vond de Rijksdagbrand plaats, die door de nazi's aangegrepen werd om via een noodverordening (de Rijksdagbrandverordening) leden van de linkse partijen zonder vorm van proces te vervolgen en in concentratiekampen op te sluiten. Bij de Rijksdagverkiezing van 5 maart 1933 kreeg Hitlers partij 44% van de stemmen en die van Hugenberg 8%. Hitler had dus geen absolute meerderheid, maar hij liet door middel van vervolging van de linkse partijen en intimidatie van de overige partijen de Machtigingswet aannemen en kon hierop de macht overnemen. Hitler verbood alle partijen behalve de NSDAP zelf en liet geen vrije verkiezingen meer houden, het land in feite regerend als dictator.

### 1933 – 1939

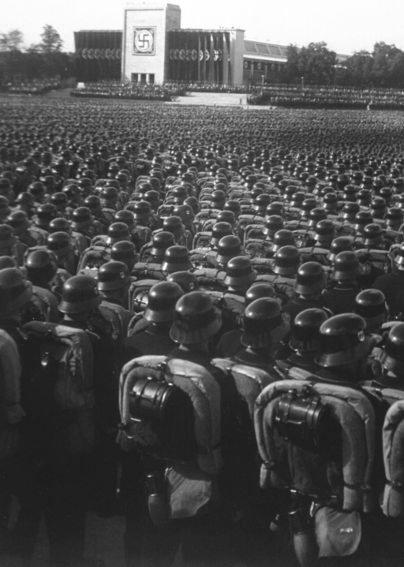
Rijkspartijdag, 1935

Hitlers regime was economisch erg succesvol. In 1939 was de werkloosheid vrijwel uitgebannen en het BNP bijna verdubbeld. De infrastructuur, zoals het wegennet, werd sterk verbeterd. Dat aspect van zijn bewind kreeg ruime steun van de Duitse bevolking. Het succes was echter te danken aan een geleide loonpolitiek. De lonen waren in 1932 ingezakt en mochten daarna niet meer stijgen. Stakingen waren verboden. Een groot deel van de economische groei werd opgeslokt door de wapenindustrie. Het regime kon de pretentie niet waarmaken dat de welvaart werd herverdeeld en duurdere consumptiegoederen beschikbaar kwamen voor de massa van de bevolking. Hitler dacht dat een koopkrachtstijging en verdere groei afhankelijk zouden zijn van een toegang tot strategische grondstoffen en aardolie waar Duitsland een structureel gebrek aan had. Er was, mede door oplopende begrotingstekorten, steeds een tekort aan buitenlandse deviezen om die op de wereldmarkt te kopen. Sinds de hyperinflatie was het taboe om de mark te devalueren om de export te bevorderen. Hitler wilde ook geen deel meer uitmaken van het internationale financiële en economische systeem dat beheerst werd door de VS en het VK. Het alternatief was de toegang tot grondstoffen te verzekeren via veroveringsoorlogen. Die optie paste veel beter bij de nazi-ideologie. Oorlog was daarin niet alleen middel maar ook een doel op zich. In de eeuwige strijd tussen de rassen was het de historische bestemming van het superieur geachte Arische Duitse Herrenvolk de Slavische Untermenschen te onderwerpen en overheersen.

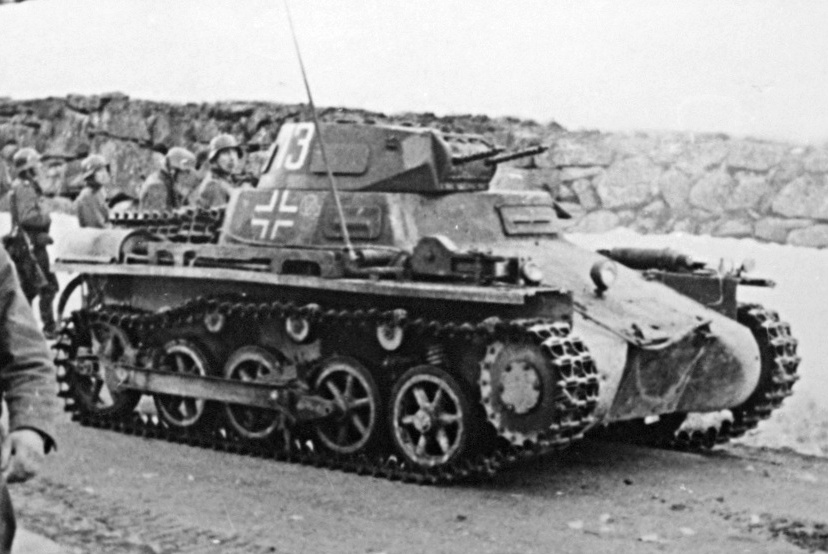
De Duitse pantsermacht stelde eerst nog niet veel voor

Ondanks intensieve militaristische en racistische indoctrinatie kwam het Duitse volk echter bepaald niet in een oorlogsstemming. De veiligheidsdiensten meldden dat, met de gruwelen van de vorige wereldoorlog nog vers in het geheugen, de animo voor een nieuwe slachting gering was. De Wehrmacht zelf achtte zich pas in 1943 klaar voor een militair conflict. Versailles had de omvang van de Reichswehr beperkt tot honderdduizend man. Tanks en een luchtmacht waren verboden; de marine mocht slechts lichtere schepen hebben. Maart 1935 begon een openlijke herbewapening. Ondanks steeds hogere militaire uitgaven, stijgend tot 18% van het BNP in 1938, was het lastig de achterstanden in te lopen. Het meeste geld ging naar kazernes, training en bunkers. Aan dure en snel verouderende zware wapens kon niet voldoende worden uitgegeven. Midden 1939 beschikte de Wehrmacht over 9000 kanonnen, 2500 tanks, 2300 vliegtuigen, 57 onderzeeërs en 45 oppervlakteschepen. In al die wapentypen liep men achter op potentiële vijanden. De bewapening leidde tot geldgebrek dat alleen door een agressie-oorlog leek te kunnen worden opgelost maar was toch niet voldoende om puur op getalsmatig overwicht daarin een overwinning te kunnen garanderen.
Kort na de oorlog was de theorie populair dat de nazi's voor dit probleem een uitweg vonden in de innovatieve tactiek van de blitzkrieg. Er zou zelfs een "blitzkriegstrategie" geweest zijn: door te investeren in tanks en die te concentreren in een klein aantal hoogwaardige pantserdivisies kon men op een snelle moderne wijze de vijand verslaan en zo op een uiteindelijk goedkope manier de wereldheerschappij verwerven. Hoewel zulke campagnes in de eerste jaren van de oorlog inderdaad gevoerd zijn, bleek door historisch onderzoek in de jaren vijftig dat zo'n strategie nooit bestaan heeft. Hitler had geen uitgewerkt plan om de wereld te veroveren en was zich slechts vaag bewust van het belang van pantsereenheden. Later werd ook duidelijk dat er zelfs geen blitzkriegdoctrine geweest is. In het Duitse leger waren vrij traditionele en degelijke denkbeelden dominant. Hitler was vooral een opportunist. Met het streven Duitstalige gebieden Heim ins Reich te brengen, probeerde hij het Duitse volk warm te maken voor althans een beperkt conflict. Zo'n beroep op het zelfbeschikkingsrecht der volkeren kon ook concessies afdwingen bij de Britten en Fransen. Die waren daarvoor gevoelig omdat ze meenden bedreigd te worden door een veel gevaarlijker tegenstander dan Duitsland.

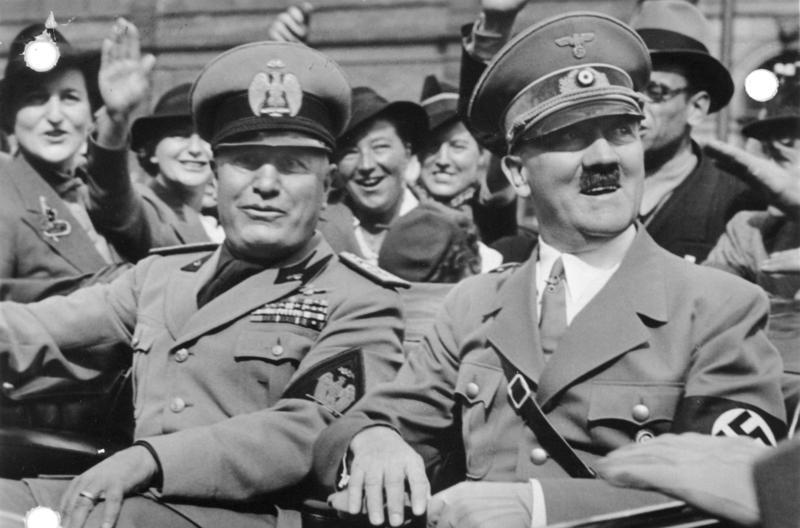
Mussolini en Hitler in 1938

Rond 1928 had Jozef Stalin in de Sovjet-Unie alle macht naar zich toegetrokken. Het land begon een transformatie tot een supermacht. Het Rode Leger groeide uit tot de grootste strijdmacht ter wereld. Het Verenigd Koninkrijk en Frankrijk vreesden dat Stalin beoogde een wereldrevolutie te ontketenen. Ze versterkten het cordon sanitaire, een keten van anticommunistische staten. Al begin jaren dertig begonnen ze intensiever moderne wapens te ontwikkelen. In reactie op de Grote Depressie waren ze echter aan het bezuinigen geslagen. Ze waren onwillig hun defensiebegrotingen heel snel te laten stijgen. Ze hoopten dat een conservatieve en militair sterke Duitse staat de Sovjet-Unie in bedwang kon houden. Daarom grepen ze niet in toen Duitsland een herbewapening aankondigde. In januari 1935 beëindigde Frankrijk zijn mandaatbestuur over het Saarland. Het greep maart 1936 niet in toen het Rijnland, in 1930 door de Franse troepen ontruimd op voorwaarde van een blijvende demilitarisering, weer door Duitse troepen bezet werd.

De deling van Tsjecho-Slowakije, 1938–39

De oude Entente handhaafde de internationale rechtsorde dus niet meer. Ook de VS, met maar een minimale landmacht en een bevolking die sterk voor isolationisme was, hielden zich afzijdig. Agressieve landen zagen nu hun kans schoon. Duitsland verliet in 1933 de Volkenbond. In oktober 1935 viel Italië Abessinië binnen. In juli 1937 viel Japan China binnen. Duitsland verbond zich in 1936 met Japan in het Anti-Kominternpact en met Italië in de as Rome-Berlijn. Deze asmogendheden kregen in mei 1939 een nog nauwere band in het Staalpact. In maart 1938 dwong Duitsland Oostenrijk tot een annexatie in de Anschluss. Het steeds sterkere en radicalere Duitsland begon nu bij het VK en Frankrijk meer angst op te wekken dan de Sovjet-Unie ondanks de proxy war die dit land met de As voerde in de Spaanse Burgeroorlog. Stalin richtte zich op zijn interne problemen en zijn eigen strijdmacht vrezend roeide hij het officierenkorps daarvan grotendeels uit. De Britten en Fransen gingen zich krachtig bewapenen. Omdat ze al een grote militaire infrastructuur, veel nog bruikbare artillerie uit de vorige oorlog en de moderne fortengordel van de Maginotlinie hadden, wisten ze dat ze het op korte termijn tegen Duitsland konden opnemen. Toen Hitler in de herfst van 1938 het Duitstalige Sudetenland opeiste van Tsjecho-Slowakije overwoog men de strijd aan te gaan. Tsjecho-Slowakije was goed bewapend en had een sterke fortengordel; Frankrijk zou het Rijnland kunnen binnenvallen nu de Westwall nog niet klaar was. De Britse premier Neville Chamberlain wilde echter de peace in our time nog een kans geven en stond toe dat het Verdrag van München het Sudetenland bij Duitsland voegde.
Deze appeasementpolitiek zou mislukken. Zij leerde Hitler slechts dat hij beloond werd als hij zijn beloften brak. In maart 1939 dwong Hitler de rompstaat Tsjecho-Slowakije zich te delen in het Duitse Protectoraat Bohemen en Moravië en de Eerste Slowaakse Republiek, een vazalstaat. De omvangrijke Tsjechische uitrusting en wapenindustrie vielen in zijn handen. Voor het VK en Frankrijk was de maat vol en zij gaven militaire garanties aan Polen. De Polen wezen hierop de eis van Hitler af hun Duitstalige gebieden op te geven en ook een vazalstaat te worden. De Duitse militaire top en ook veel nazikopstukken vreesden een oorlog omdat Duitsland daar nog lang niet klaar voor was. Op 24 augustus wist Hitler echter een enorme diplomatieke overwinning te boeken. De Entente had aangenomen dat de Sovjet-Unie zich hoe dan ook tegen haar ideologische vijand nazi-Duitsland zou keren. Hitler bood Stalin echter aan Oost-Europa onderling te verdelen in ruil voor neutraliteit en levering van grondstoffen. Ze sloten het Molotov-Ribbentroppact op 24 augustus 1939. In dezelfde maand was de Duits-Sovjet Kredietovereenkomst van 1939 al ondertekend. Dit vormde het begin van een grote toename van handel tussen beide landen. De Sovjet-Unie werd een belangrijke leverancier van grondstoffen voor Duitsland, zoals aardolie, metalen, hout en graan. De kwartiermeester-generaal van de Duitse krijgsmacht Eduard Wagner gaf achteraf aan dat de economische samenwerking met de Sovjet-Unie de redding was voor het Duitse leger.
Hitler nam nu aan dat de Britten en Fransen opnieuw zouden afzien van een militaire reactie. Op 1 september om 05:00 uur viel Duitsland Polen binnen. Het VK en Frankrijk lieten weten, dat ze hun verdragsverplichtingen jegens Polen zouden nakomen.
Op 2 september stelde de Italiaanse minister van buitenlandse zaken Galeazzo Ciano voor een conferentie te houden van vijf staten in San Remo, na een wapenstilstand. Het VK stelde als voorwaarde dat Duitsland eerst zijn troepen zou terugtrekken uit Polen; toen dit uitbleef, richtten het VK al in de avond en Frankrijk in de nacht van 3 september zich met een formele oorlogsverklaring tot Duitsland en was de Tweede Wereldoorlog daarmee onherroepelijk een feit.

## De oorlog in Europa

### De inval in Polen

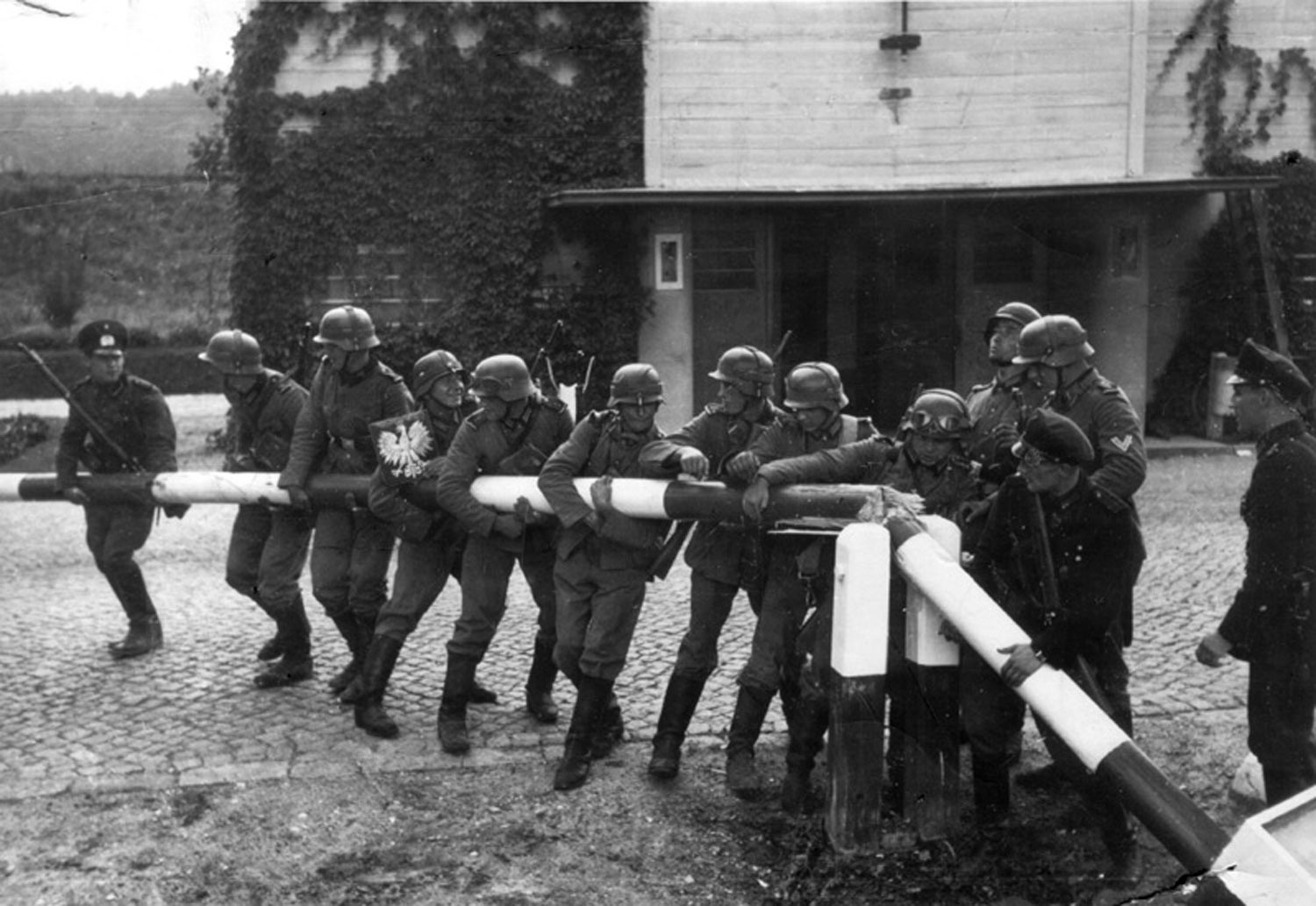
Polen, 1939

Het plan Fall Weiss volgend viel Duitsland op 1 september 1939 Polen binnen. Deze inval was als aanvalsoorlog in strijd met het in 1928 ook door Duitsland ondertekend Briand-Kelloggpact. Als schijnbare rechtvaardiging diende het Gleiwitz-incident. De Fransen hadden Polen beloofd met zestig divisies een westelijk front in Duitsland te openen maar beperkten zich in feite tot het zwakke Saaroffensief met negen divisies. Dat stond de Duitsers toe van Silezië uit een sterke hoofdaanval richting Warschau uit te voeren. De Polen waren daar verzwakt doordat ze hun leger nog niet volledig gemobiliseerd hadden om Hitler niet te provoceren en belangrijke krachten geconcentreerd hadden rond Poznań voor een verrassingsaanval richting Berlijn. Na enkele dagen zware strijd brak het Poolse front tegenover Silezië. De oprukkende Duitse hoofdmacht werd toen echter op de linkerflank overvallen door het Poolse leger in Posen. Dat wist men af te schudden en te vernietigen waarna men het beleg legde voor Warschau. Intussen hadden Duitse pantsertroepen de corridor van Danzig doorsneden om via Oost-Pruisen Warschau van de oostzijde aan te vallen. Pogingen om de stad stormenderhand te nemen mislukten maar na een bombardement capituleerde de hoofdstad op 28 september. De Duitsers begonnen meteen systematisch alle Poolse intellectuelen te vermoorden.

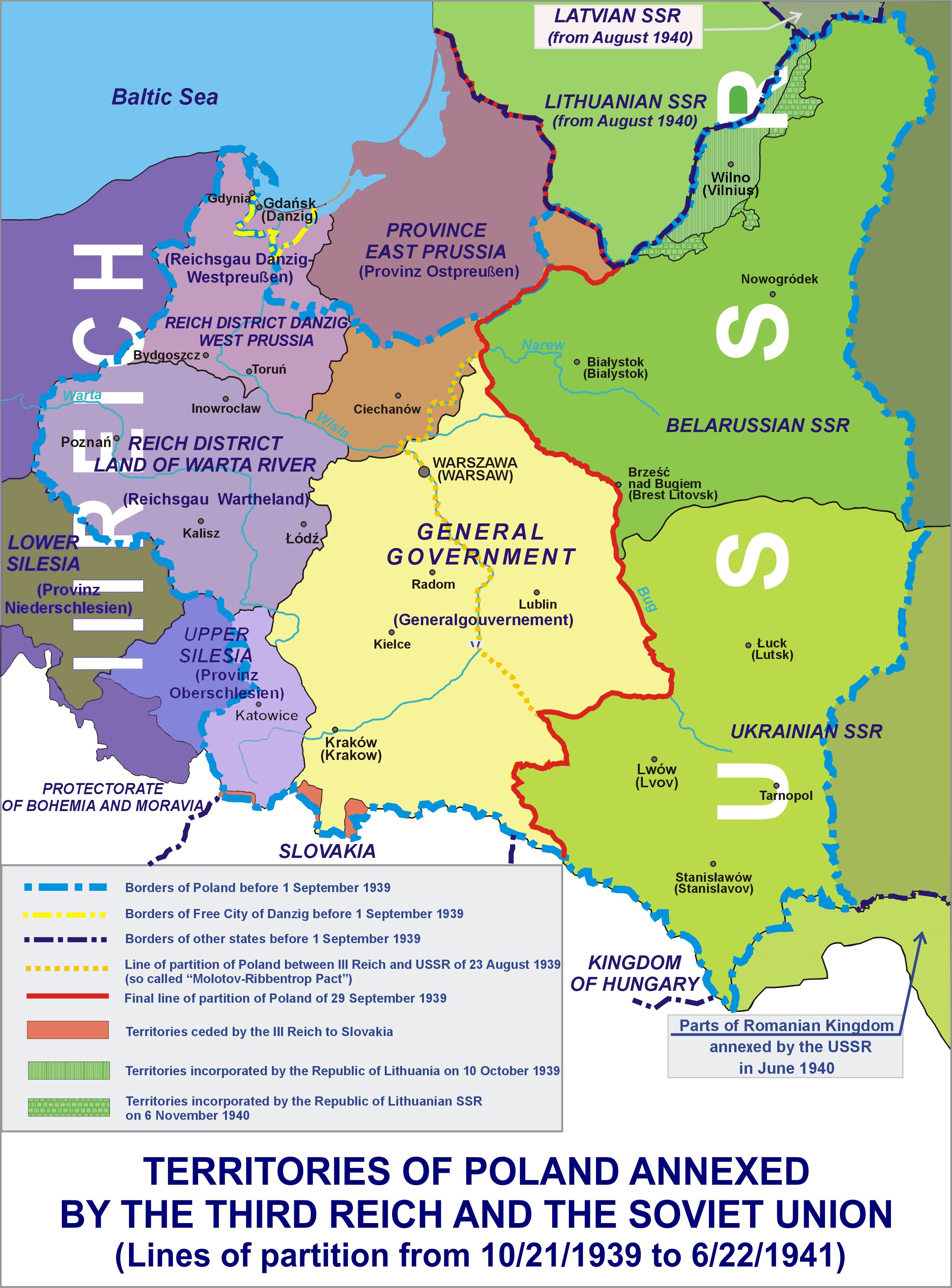
De deling van Polen

De Sovjet-Unie viel op 17 september 1939 Oost-Polen binnen onder het voorwendsel Wit-Russische en Oekraïense minderheden te beschermen. Officieel bleef het land neutraal. De gevechten in Polen werden beëindigd op 6 oktober 1939, maar het Poolse Karpatenleger en de regering weken via Roemenië uit naar Frankrijk waar ze weer gevechtseenheden oprichtten die in 1940 opnieuw moesten vluchten, naar Engeland.

### Schemeroorlog
Na oktober beëindigden de Fransen hun offensief. Daarna waren er nauwelijks nog gevechtscontacten aan de Frans-Duitse grens. Beide partijen onthielden zich van strategische bombardementen. Deze schemeroorlog, die tot april 1940 zou voortduren, heette in het Engels de phoney war en in het Frans de drôle de guerre; in het Duits de Sitzkrieg.
De rust aan de fronten verhulde echter een koortsachtige activiteit in het voorbereiden van toekomstige campagnes. Duitsland bood vrede aan maar de geallieerden weigerden de bezetting van Polen te accepteren. Ze hoopten hun vijand uit te putten door een economische blokkade, net als in de Eerste Wereldoorlog. De sovjetleveranties zouden dat echter moeilijk maken. Daarom gingen ze over tot een echte oorlogseconomie om een overmacht aan manschappen en materieel op te bouwen en Duitsland daarmee te verslaan. In het VK was al in april 1939 de dienstplicht ingevoerd, en Frankrijk, dat door lage geboortecijfers weinig rekruten had, importeerde die en masse uit Noord-Afrika. Voor de tienduizenden tanks en vliegtuigen die men nodig had, wilde men het grootste industrieland ter wereld inschakelen, de Verenigde Staten van Amerika. Amerikaanse neutraliteitswetgeving verbood het leveren van oorlogsmaterieel aan een strijdende partij maar op 5 november 1939 voerde president Franklin Delano Roosevelt het systeem van Cash and carry in: oorlogvoerenden mochten wapens aanschaffen als ze die meteen konden betalen en zelf vervoeren. Dat bevoordeelde de Entente sterk want Duitsland kon geen van beide. Overigens had men geen haast. Men verwachtte op zijn vroegst in de zomer van 1941 klaar te zijn voor een aanval op Duitsland en vermoedelijk pas in 1942, wanneer het VK vijfenvijftig divisies in het veld hoopte te brengen, alle gemotoriseerd, de modernste strijdmacht ter wereld.
Voor de Duitse militaire top was het een somber vooruitzicht. Die voorzag dat Duitsland het bewapeningstempo niet zou kunnen bijbenen. Aan geld en strategische grondstoffen zou een nijpend tekort gaan ontstaan. In maart 1940 was de Duitse import met 80% gekrompen. Het beste waarop men zou mogen hopen was weer een patstelling maar zo'n slepende oorlog zou het land nog verder uitputten. Toen Hitler daarom al voor oktober een aanval op het Westen beval, werd hem erop gewezen dat de munitie voorlopig op was. Toch zou op korte termijn de machtsbalans iets in het voordeel van Duitsland verschuiven. De aanval op Polen was mogelijk gemaakt door een dertigtal zeer professionele divisies van het staande leger, zo'n zeshonderdduizend man. Haastig was men daarna 1,1 miljoen rekruten en 1,7 miljoen veteranen van de Eerste Wereldoorlog gaan trainen. Als dat voltooid was in het voorjaar van 1940, had Duitsland een grote strijdmacht verworven waarmee al manoeuvrerend wellicht de positie verbeterd kon worden voordat de geallieerde opbouw hun front onaantastbaar zou hebben gemaakt. Duitslands beste tacticus, Heinz Guderian, en strateeg, Erich von Manstein, stelden daartoe in de herfst van 1939 samen een gewaagd plan op. Het leger moest dwars door de Ardennen oprukken, de Maas overschrijden en dan met tanks een diepe strategische penetratie uitvoeren naar het Kanaal. Dit soort aanvallen, waaraan later de naam Blitzkrieg verbonden zou gaan worden, was voor de oorlog veel in boeken besproken maar in 1939 door geen enkel leger als methode aanvaard. Het plan werd onder de aandacht van Hitler gebracht en dat dwong chef-staf Franz Halder althans het element van de Ardennen over te nemen, hoewel het slechte wegennet zo'n opmars zeer riskant zou maken. Er was volgens hem echter geen alternatief: zonder zo'n gok zou men toch al verliezen.

### De Sovjetexpansie

De geplande en de feitelijke verdeling van Oost-Europa

In 1939 was in de Sovjet-Unie Maksim Litvinov als Minister van Buitenlandse Zaken vervangen door Vjatsjeslav Molotov, waarna het land een tegen het westen gerichte koers leek in te zetten. De Sovjet-Unie dwong Estland, Letland en Litouwen in 1939 garnizoenen te accepteren van het Rode Leger. Eigenlijk was in augustus 1939 afgesproken dat Litouwen binnen de Duitse invloedssfeer zou vallen — maart 1939 had men al het Memelland moeten afstaan — maar het land werd geruild voor een strook Pools grondgebied dat toegevoegd werd aan het Generaal-gouvernement, het Poolse hartland dat niet door Groot-Duitsland geannexeerd werd. Litouwen kreeg ook een strook Pools gebied, met de stad Vilnius.
Stalin wilde van Finland de Karelische Landengte annexeren, vlak bij Leningrad, de tweede stad van de USSR, in ruil voor een strook Finstalig gebied in Oost-Karelië. De Finse regering weigerde omdat op de isthmus de Mannerheimlinie lag, die essentieel was voor de Finse verdediging. Op 30 november 1939 begon het Rode Leger een offensief om Finland te veroveren. In deze Winteroorlog liep men echter vast op de Mannerheimlinie terwijl noordelijker over ijzige woudpaden oprukkende pantserdivisies door de Finnen in de pan gehakt werden. Men verloor tweeduizend tanks en tweehonderdduizend man tegenover de Finnen vijfentwintigduizend. Het Franse kabinet overwoog nu ook de Sovjet-Unie de oorlog te verklaren en het dappere landje te hulp te schieten. Tegelijkertijd herleefden in Duitsland oude pro-Finse sentimenten. Stalin liet daarop met een grote overmacht aan troepen de Mannerheimlinie alsnog forceren en nam bij de wapenstilstand van 13 maart 1940 genoegen met de landengte en Oost-Karelië. Het gebeuren tastte het prestige van het Rode Leger ernstig aan en droeg in hoge mate bij aan de Duitse onderschatting van zijn militaire kracht.

De Sovjet-Unie annexeerde in 1940, na de Val van Frankrijk, de Baltische Staten en van Roemenië Bessarabië en Noord-Boekovina. Honderdduizenden inwoners van deze gebieden werden naar het oosten gedeporteerd.

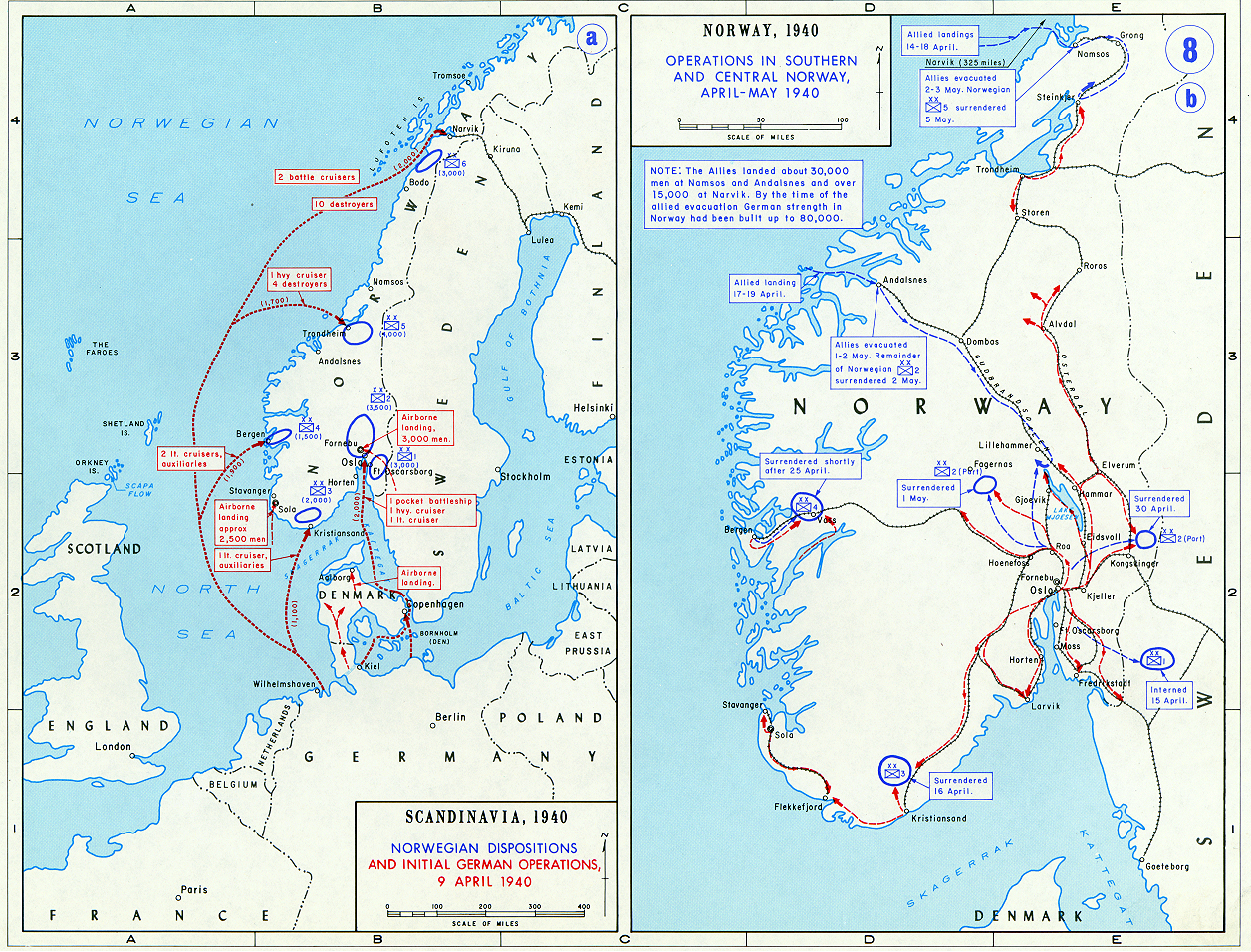
Weserübung

### Denemarken en Noorwegen
Noorwegen was voor de Duitse oorlogvoering belangrijk als aanvoerroute van Zweeds ijzererts via de haven van Narvik, goed voor de helft van de Duitse staalproductie, en als potentiële vlootbasis voor de Kriegsmarine. Ook konden Duitse koopvaardijschepen via de neutrale Noorse wateren de Britse blokkade ontwijken. Om deze redenen wilden zowel de Duitsers als de Engelsen landingen doen in Noorwegen. Begin april 1940 schoten beide partijen ongeveer gelijktijdig in actie: op 8 april legden de geallieerden zeemijnen in de Vestfjord voor Narvik, om de Duitse aanvoerroute van ijzererts te blokkeren. Ook wilden de geallieerden beperkte landingen in Noorwegen uitvoeren, ter bescherming van die mijnenvelden, maar de Duitse invasie op 9 april doorkruiste die plannen echter. De Duitsers landden op 9 april in Oslo, Bergen, Trondheim, Kristiansand, Egersund en Narvik. De landing in Oslo verliep niet volgens plan en de Noorse koning en regering konden op tijd vluchten en het verzet organiseren. Fort Oscarsborg bracht eerst de zware kruiser Blücher tot zinken en beschadigde daarna het vestzakslagschip Lützow zwaar. De landing in Narvik was geslaagd, maar op 10 en 13 april werden tien Duitse torpedobootjagers gekelderd door tegenaanvallen van de Britse vloot. Op 15 april voerden de Britten landingen uit in Midden-Noorwegen bij Namsos en Åndalsnes. Deze expeditietroepen werden echter verslagen door de Duitsers. Meer succes hadden tegenaanvallen bij Narvik. Franse en Britse troepen heroverden de haven. Vanwege de Duitse inval in Frankrijk, moest men echter de expeditiemacht evacueren. Het Noorse leger capituleerde op 9 juni 1940. Koning en regering weken uit naar Engeland. De Duitse oppervlaktevloot raakte door de verliezen blijvend ernstig verzwakt.

Op 9 april overschreden Duitse troepen de Deense grens en overviel men Kopenhagen. Na twee uur strijd gaf de Deense regering zich over nog voor men de tijd had Duitsland de oorlog te verklaren. Officieel bleef Denemarken zo een onbezet neutraal land met een klein Duits garnizoen maar ook met een eigen koning, kabinet, parlement en strijdmacht. Op 12 april bezetten de Britten de Faeröer en op 10 mei IJsland dat in 1941 onder Amerikaans bestuur geplaatst werd. Groenland stelde zich later in 1941 op eigen initiatief ook onder Amerikaanse bestuur, nog voor de VS een oorlogspartij werden. Augustus 1943 werd Denemarken alsnog onder Duits militair bestuur geplaatst. IJsland verklaarde zich in 1944 onafhankelijk.

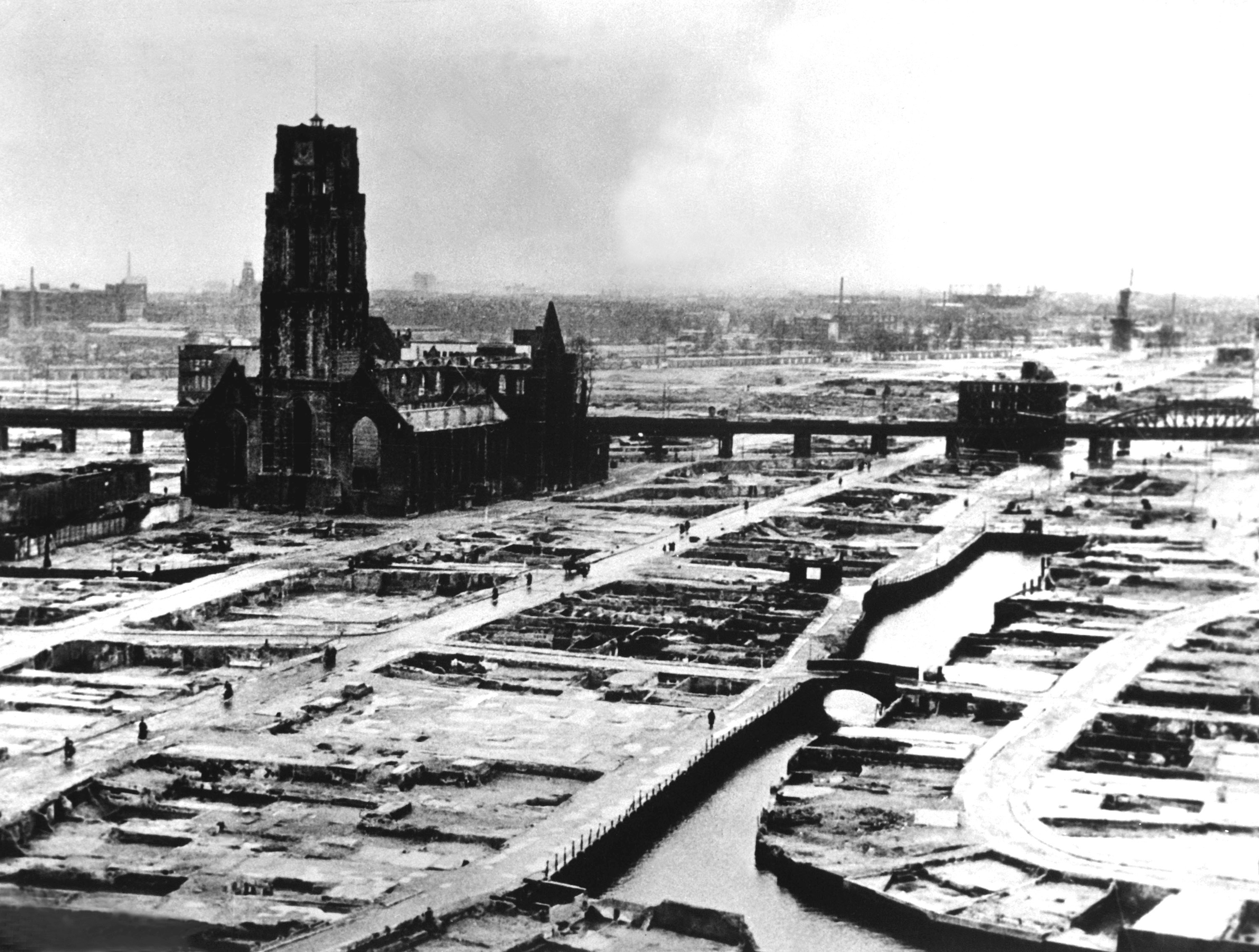
Rotterdam na het bombardement in 1940

### De Westelijke Veldtocht 1940

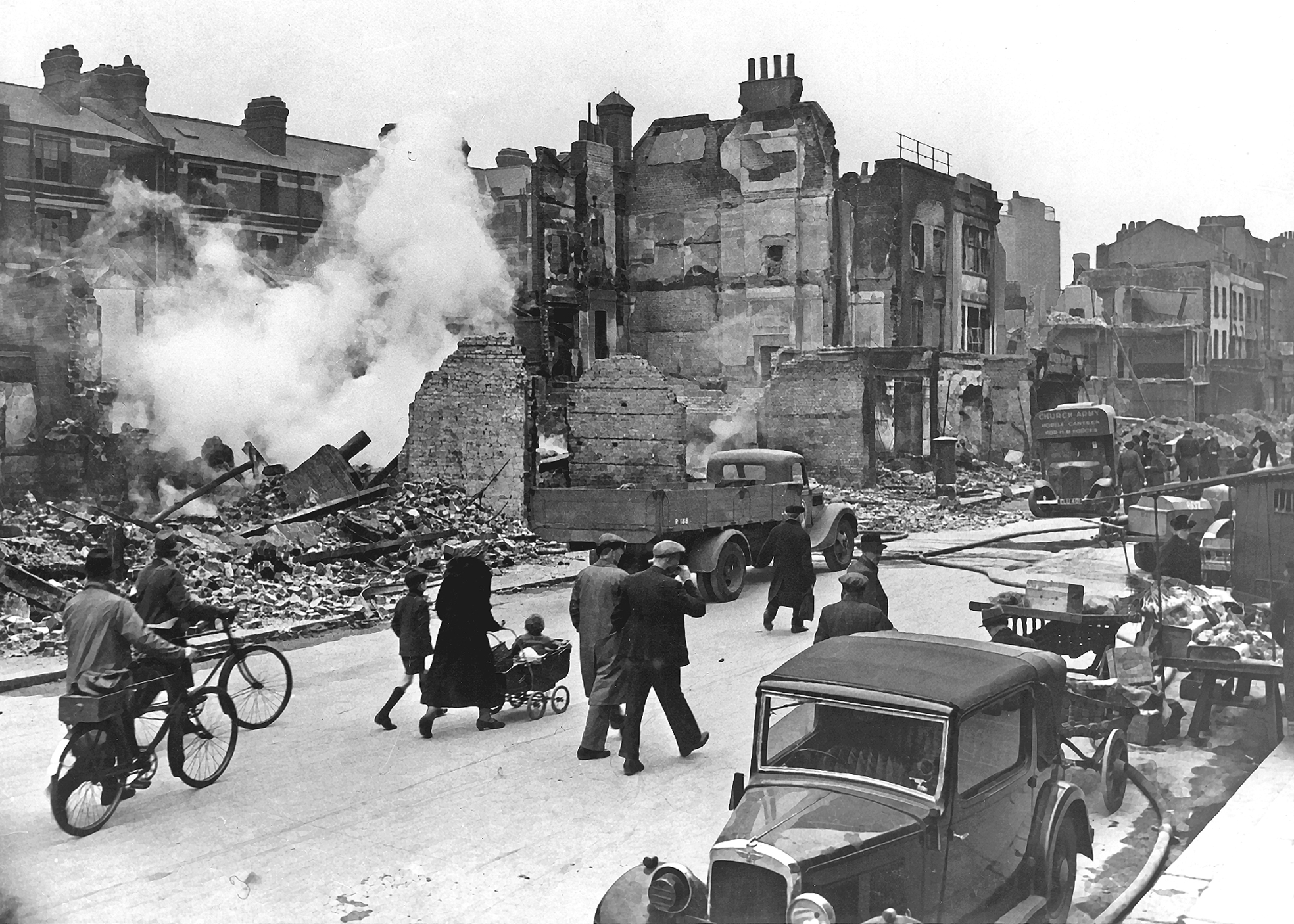
Bombardementen op Londen leidden maar tot beperkte schade

Op 10 mei 1940 begon de Duitse Wehrmacht Fall Gelb uit te voeren, het plan om Nederland, België en Luxemburg te bezetten teneinde van daaruit bombardementen te kunnen uitvoeren op Engeland. Ook blokkeerde men dan een mogelijke opmarsroute voor de verwachte offensieven van de Entente. Omdat de geallieerden een numerieke overmacht aan manschappen, tanks en artillerie bezaten, wilde men via een slimme strategie toch een overwinning boeken. Men hoopte met een afleidingsaanval door Legergroep B de beste Britse en Franse troepen naar het noorden te lokken om ze daarna via de Ardennen af te snijden. De Nederlandse verdediging werd op het verkeerde been gezet door uitgebreide Duitse luchtlandingen. Een aanval op Den Haag mislukte weliswaar maar via de veroverde bruggen bij de Moerdijk en Dordrecht drong 9. Panzerdivision de Vesting Holland binnen. Heinkel He 111s voerden op 14 mei het Bombardement op Rotterdam uit en dreigden Utrecht te vernietigen, waarna opperbevelhebber generaal Winkelman zijn troepen in Nederland in de late middag overgaf, met uitzondering van Zeeland. Op woensdagochtend 15 mei 1940 werd de militaire capitulatieovereenkomst getekend. Regering, koningin Wilhelmina en de marine weken uit naar Engeland.

De Duitse doorbraak naar het Kanaal

Het Britse Expeditieleger en het Franse 7e en 1e Leger verenigden zich met het Belgische leger in Midden-België. Intussen trok Legergroep A door de Ardennen. Op 13 mei braken continue en massale bombardementen het Franse hoofdfront bij Sedan en Duitse gemotoriseerde infanterie overschreed de Maas. In strijd met het plan van Halder verlieten de Duitse pantsergeneraals als Guderian en Erwin Rommel nu zonder op versterkingen te wachten de bruggehoofden en voerden, in de stijl van een Blitzkrieg, een strategische penetratie uit naar het Kanaal dat op 20 mei bereikt werd. Een "haltbevel" van de door het succes overrompelde Hitler voorkwam echter dat Duinkerke meteen genomen werd en via die haven wisten tot 2 juni 330 000 Britse en Franse troepen in de evacuatie van Duinkerke aan de omsingeling te ontsnappen, met achterlating van hun zware materieel. Het Belgische leger capituleerde echter op 28 mei, zijn Achttiendaagse Veldtocht beëindigend. Leopold III van België bleef in het land achter maar de regering week uit.
Het Duitse succes was groter geweest dan men had durven hopen en men besloot dit uit te buiten door meteen Frankrijk als geheel te verslaan volgens het plan Fall Rot. Op 5 juni begon een aanval aan de Somme, op 9 juni gevolgd door een hoofdoffensief dat het centrum van het Franse front openscheurde. De tactiek van de strategische penetratie was nu door het Duitse opperbevel omhelsd. Op 14 juni werd Parijs tot een open stad verklaard en op 17 juni bereikten de Duitse tanks de Zwitserse grens, de Maginotlinie omsingelend. Italië verklaarde op 10 juni de oorlog, zich beperkend tot zwakke grensgevechten.

Duitsland had eenvoudig heel Frankrijk kunnen veroveren maar Hitler wilde graag met een Franse regering tot een vergelijk komen om te verhinderen dat men de oorlog uit de koloniën zou voortzetten en om ook de Britten tot vrede te verlokken. Op 22 juni 1940 ondertekende Frankrijk een wapenstilstand waarin het Elzas-Lotharingen afstond en het land verdeeld werd in een noordelijke bezettingszone en een zuidoostelijke marionettenstaat Vichy-Frankrijk, met de conservatief-nationalistische maarschalk Philippe Pétain als staatshoofd. Generaal Charles de Gaulle had echter op 18 juni al aangekondigd dat hij de strijd zou voortzetten als leider van de Vrije Fransen; die hadden voorlopig maar een minimale aanhang. Op 24 juni stond Frankrijk in Rome aan Italië een zone van 800 km² af. Op 3 juli brachten de Britten een deel van de Franse vloot tot zinken in de Aanval op Mers-el-Kébir, uit vrees dat die in Duitse handen zou vallen.

### De Slag om Engeland
Na de Franse nederlaag wachtte Hitler vergeefs op een Brits vredesaanbod. De nieuwe premier Winston Churchill, op 10 mei 1940 Neville Chamberlain opgevolgd, wilde de oorlog voortzetten. Weliswaar was de Britse landmacht voorlopig zwak maar het overwicht van de Royal Navy, de grootste vloot ter wereld, maakte een Duitse invasie praktisch onmogelijk. Hitler en de Duitse marine zagen dat ook in. Hopend de Britten te intimideren gaf hij desalniettemin op 16 juli 1940 opdracht Operatie Seelöwe voor te bereiden, een landing. Planning en landingsvaartuigen ontbraken in eerste instantie. Om een schijn van kans te maken, poogde de Luftwaffe, het best uitgeruste Duitse krijgsmachtonderdeel, gedurende bijna twee maanden het luchtoverwicht te verwerven door de vliegvelden van de Royal Air Force in het zuiden van Engeland uit te schakelen. Door de snel stijgende Britse vliegtuigproductie en een nieuw netwerk van radarinstallaties, ging dat erg moeizaam. Beide partijen raakten uitgeput.
Het op 24 augustus 1940 per ongeluk bombarderen van een woonwijk in Londen, leidde tot een Britse vergeldingsaanval op Berlijn. Hitler beval een massaal bombardement op Londen. Vanaf 7 september 1940 werd getracht de Britse oorlogswil te breken door stelselmatige terreurbombardementen op de burgerbevolking, maar dit bleek een fatale vergissing. De duizenden slachtoffers en de schade aangericht in Londen en andere steden braken het moreel niet. Duitsland had geen strategische bommenwerpermacht en was fysiek niet in staat Engeland te verwoesten. De RAF herstelde haar vliegvelden en bracht de Duitsers steeds zwaardere verliezen toe. Seelöwe werd uitgesteld en uiteindelijk afgeblazen. De Luftwaffe was meer dan 1500 vliegtuigen kwijtgeraakt, wat eind maart 1941 zou stijgen tot 3132.
Voor Churchill was het succes een grote opsteker. Het bewees dat de Duitsers verslagen konden worden en overtuigde de Britse bevolking van de noodzaak en uitvoerbaarheid van een verdere strijd. Het heldhaftige verzet kreeg volle sympathie van de Amerikaanse bevolking en maakte het Roosevelt eenvoudiger een pro-Britse politiek te voeren.

### Duitse en Amerikaanse strategie

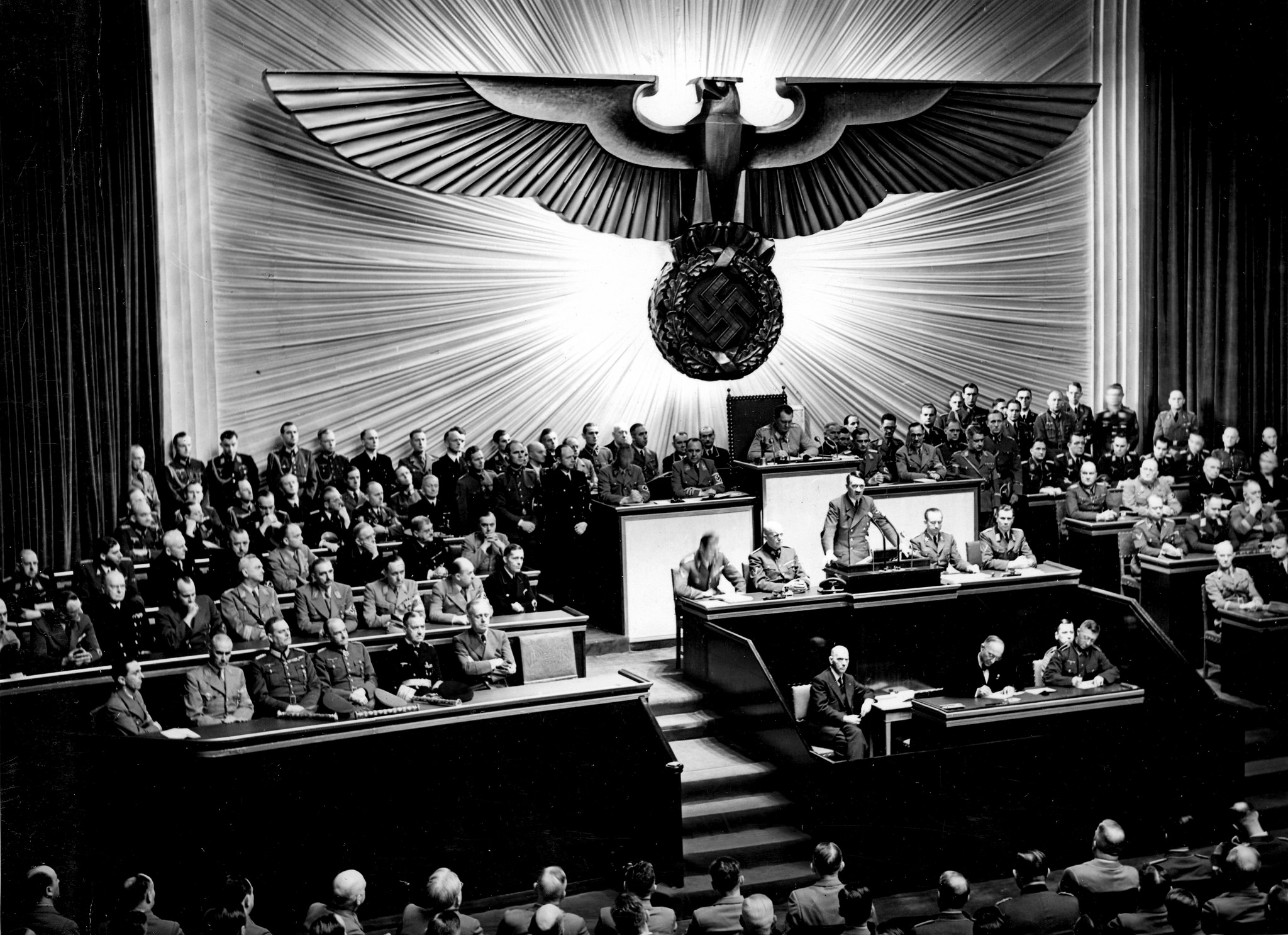
Hitler dacht in 1941 dat hij de hele wereld aankon en was voor het einde van dat jaar met zowel de USSR als de VS in oorlog

De Val van Frankrijk kwam voor de hele wereld als een schok. Het hield een omwenteling in de geostrategische situatie in. Frankrijk had de reputatie gehad de sterkste landmacht ter wereld te zijn. Die status viel nu toe aan Duitsland dat de hegemonie op het Europese continent verwierf. De nazi's zagen het als de vestiging van een Nieuwe Orde. De "decadente" liberale democratieën hadden afgedaan. De vier grote totalitaire dictaturen konden de wereld, vooral het Britse Imperium, onderling verdelen: aan Italië zou Afrika toevallen, aan de Sovjet-Unie India en aan Japan Zuid-Oost-Azië. Het zou echter niet komen tot een vreedzaam samenwerkingsverband. De overwinning voedde Hitlers grootheidswaan. Hij maakte zichzelf wijs dat zij te danken was aan zijn genie als veldheer. Hij begon te geloven in de eigen propaganda dat de Wehrmacht een "onoverwinnelijke oorlogsmachine" was. Niet van zins afhankelijk te blijven van leveranties door Stalin, beval hij al in juni 1940 de onderwerping van de Sovjet-Unie voor te bereiden. Als het VK vrede gesloten had, was hij in september tot een aanval in het oosten overgegaan.

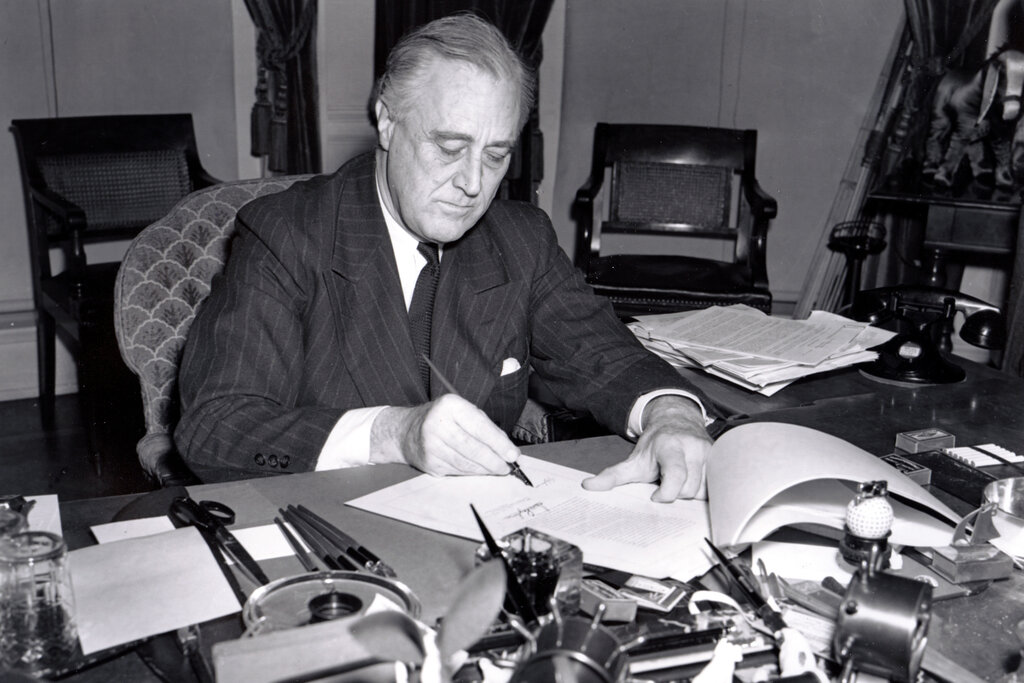
Roosevelt ondertekent de Lend-Lease Bill

De Duitse bevolking was door de snelle overwinning, met maar een fractie van het aantal gesneuvelden in de Eerste Wereldoorlog, erg opgelucht. Hitler bereikte het toppunt van zijn populariteit. Men verwachtte daarvan ook de economische vruchten te kunnen plukken in de zin van een hogere levensstandaard. Uit Frankrijk en de Lage Landen geroofde luxegoederen als koffie en cacao kwamen voor korte tijd beschikbaar. Verdere welvaartsgroei zat er echter niet in. Integendeel, door de overgang naar een oorlogseconomie daalde de productie van consumptiegoederen. De voedselopbrengsten daalden doordat kunstmestfabrieken overschakelden op de fabricage van explosieven. Hitler poogde de pijn te verzachten door het beslag van de militaire uitgaven op het BNP te beperken tot 38%, vergeleken met de 60% die men in 1943 zou bereiken. Dit dwong tot het maken van duidelijke keuzen in de inzet van de beperkte productiecapaciteit. Een duur en onzeker plan voor de ontwikkeling van een atoombom werd al in een vroeg stadium afgewezen. In een tweefrontenoorlog wilde Hitler gelijktijdig het VK en de USSR verslaan. Het eerste hoopte hij te doen door honderden onderzeeërs te bouwen. Daarnaast bleef de luchtmacht een beslag van 40% leggen op de wapenproductie. Schaarste aan ijzererts en arbeidskrachten verhinderde dat hier bovenop ook nog de tienduizenden tanks geproduceerd konden worden die volgens Guderian nodig waren voor een mogelijk langdurige oorlog in het oosten. Optimistisch nam men daarom aan dat de nieuwe tactiek van de Blitzkrieg een snelle overwinning op het Rode Leger garandeerde.

Ook de Amerikanen waren geschokt. De bevolking begon nazi-Duitsland voor het eerst als een serieuze bedreiging te zien. Roosevelt kwam tot de overtuiging dat een deelneming van de VS aan de oorlog aan de zijde van het VK onvermijdelijk was. Hij moest echter voorzichtig handelen omdat het isolationisme nog zeer sterk was. Begin juni 1940 zond hij op presidentieel bevel oude voorraden geweren en munitie naar de Britten. Op 2 september kwam hij met Churchill de Destroyers-for-bases deal overeen: in ruil voor vijftig oude torpedobootjagers, zeer nuttig voor de konvooidienst, werden aan de Amerikanen Britse bases op het westelijk halfrond geleased. Op 16 september voerden de VS de dienstplicht in. Toen Roosevelt in november voor de tweede keer herkozen werd, kon hij openlijker in het voordeel van de Britten handelen. Op 29 december noemde hij de VS in een radiopraatje het "Arsenaal van de Democratie" en kondigde een gigantisch wapenproductieprogramma aan. Aanbevolen als middel om de Britten te laten vechten in plaats van Amerikanen werd het in feite voornamelijk gebruikt om de grootste economie van de wereld ook in een militaire supermacht te veranderen. Op 11 maart 1941 werd de Leen- en Pachtwet van kracht. Die stond het de Amerikaanse regering toe om gedurende de oorlog voor vijftig miljard dollar aan oorlogsmaterieel kosteloos aan andere geallieerden te leasen. Op 14 augustus 1941 sloten het VK en de VS het Atlantisch Handvest waarin ze hun visie over de situatie na de oorlog vastlegden. De tweede helft van 1941 begeleidden Amerikaanse oppervlakteschepen konvooien op de westelijke Atlantische Oceaan en vochten er met Duitse onderzeeërs.

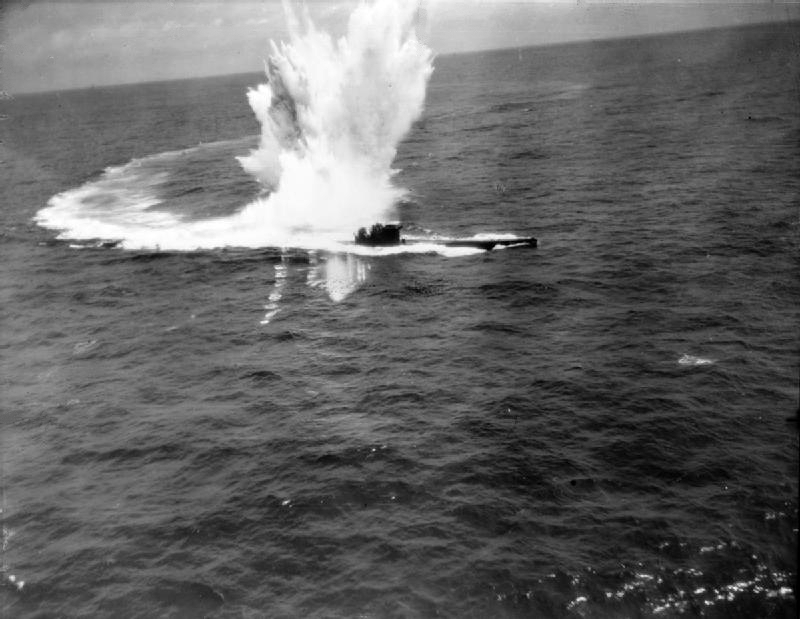
Een U-boot wordt aangevallen door vliegtuigen

### De Slag om de Atlantische Oceaan
De achilleshiel van het VK was in 1939 het feit dat 70% van het voedsel geïmporteerd moest worden. Een effectieve blokkade kon Groot-Brittannië dus uithongeren. Uit schrik voor een onbeperkte duikbotenoorlog voerde Engeland in september 1939 direct een konvooisysteem in voor alle transatlantische scheepvaart. De Duitse marine kon geen blokkade instellen tegen Engeland, maar probeerde via een tonnage-oorlog zoveel mogelijk schepen te vernietigen. De onderzeebootvloot was daarvoor echter nog te klein. Pas begin 1939 aan het opbouwen geslagen via het Z-Plan was de Duitse marine niet voorbereid op een conflict met Engeland. Na de val van Frankrijk en de bezetting van Noorwegen beschikte de Kriegsmarine over betere uitvalhavens zodat de weinige U-boten veel effectiever ingezet werden. Door een gebrek aan Britse escorteschepen, konden de onderzeeërs veel slachtoffers maken met hun roedeltactiek om 's nachts in groep, aan de oppervlakte varend, konvooien aan te vallen. Hulpkruisers vielen de handelsroutes op verre zeeën aan, en oorlogsschepen waren als raider actief op de vitale Noord-Atlantische route. De Luftwaffe bombardeerde havens en langeafstandsvliegtuigen (Fw 200 'Condor') vielen schepen aan op volle zee.
In februari 1941 greep Churchill in: de slag om de Atlantische Oceaan kreeg voorrang en Britse bommenwerpers vielen Duitse bases en scheepswerven aan. De Britse Home Fleet bracht het Duitse slagschip Bismarck tot zinken waarna geen raiders meer westelijk ingezet werden. Wel vielen ze, van de Noorse fjorden uit, tot 1944 geallieerde konvooien naar Moermansk aan. Door het breken van de Duitse enigma vlootcodes konden konvooien de U-boot-patrouilles ontwijken. Ook breidde Amerika de neutraliteitszone steeds verder uit waardoor Amerikaanse schepen de escortetaken van Britse schepen overnamen. Uit vrees voor het uitbreken van vijandelijkheden met de Amerikanen liet Hitler de U-boten terugtrekken van de Noord-Atlantische konvooiroutes. Na de oorlogsverklaring aan Amerika, besloot Dönitz in Operatie Paukenschlag de Amerikaanse kusten aan te vallen, waar schepen nog niet gekonvooieerd werden. De eerste zes maanden van 1942 werden grote successen geboekt.
Midden 1942 daalden de resultaten aan de Amerikaanse kust drastisch, en werden de aanvallen hervat op de levensader van Engeland: de Noord-Atlantische konvooien. Met een snel groeiend aantal U-boten en een B-Dienst die konvooiberichten kon decoderen, werd in november 1942 een recordaantal schepen tot zinken gebracht. In maart 1943 piekten de verliezen aan gekonvooieerde schepen en even zag het ernaar uit dat het gehele konvooisysteem zou falen. In mei 1943 bereikte het aantal Duitse operationele onderzeeërs een piek van 240. Die maand keerde de situatie echter volledig: escortevliegkampschepen en langeafstandsvliegtuigen konden heel het Atlantische traject van luchtdekking voorzien. Radar en sonar maakten de opsporing steeds eenvoudiger. Zo weinig vrachtschepen en zoveel onderzeeërs gingen verloren, dat Dönitz de slag om de Atlantische Oceaan moest opgeven. Pas in oktober 1943 werd er weer een poging gedaan om met nieuwe wapens zoals de akoestische torpedo, het offensief te hernieuwen, maar na een eerste succes werd deze bedreiging snel afgeweerd. Daarna beperkten U-boot aanvallen zich tot patrouillevaarten van individuele schepen en was de Slag om de Atlantische Oceaan voorbij. Hoewel uiteindelijk 3500 geallieerde koopvaarders op de Atlantische Oceaan tot zinken werden gebracht, verloren de Duitsers 783 onderzeeërs.

### Luchtoorlog

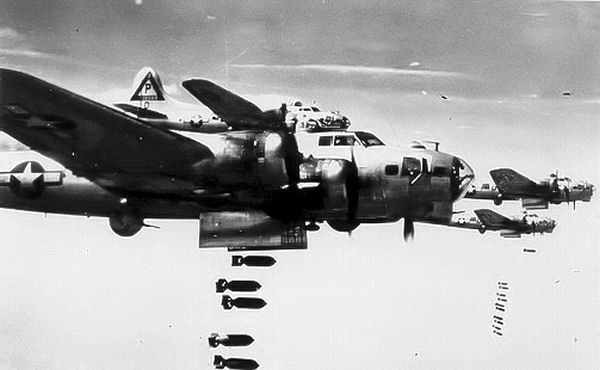
Bombarderende B-17s

Anders dan Duitsland zou het Verenigd Koninkrijk wel viermotorige strategische bommenwerpers met een groot vliegbereik in massaproductie nemen. Vanaf februari 1941 probeerde het daarmee Duitse bevolkingscentra en industrieën te treffen. Tot ver in 1944 was dit de enige mogelijkheid Duitsland direct aan te vallen. De bombardementen hadden eerst weinig effect, onder andere door de noodzaak om voor de veiligheid alleen 's nachts te opereren. In 1942 voegden de VS zich in de luchtoorlog. De zwaarbewapende B-17 Flying Fortress stond de Amerikanen toe ook overdag te vliegen. In 1943 waren de geallieerden zo sterk geworden dat men systematisch alle Duitse steden kon gaan verwoesten. Dit dwong de Duitsers te investeren in een brede gordel van radarinstallaties, vliegvelden en luchtafweergeschut, in zowel Frankrijk, de Lage Landen als Duitsland zelf. Dat verminderde de wapenleveranties aan de fronten. In 1944 had 20% van de Duitse munitieproductie en 30% van de gefabriceerde direct-vuur-wapens de luchtafweer als bestemming. Begin 1944 kwam de Amerikaanse P-51 Mustang beschikbaar, een langeafstandsjager die de bommenwerpers tot in Duitsland kon begeleiden. Midden 1944 veroverden de geallieerden Frankrijk, wat een gat sloeg in de Duitse luchtafweer en ze in staat stelde bases vlak bij Duitsland te gebruiken.
De effectiviteit van de tapijtbombardementen was beperkt. Het moreel van de burgerbevolking werd er niet door gebroken en de productie van de Duitse oorlogsindustrie bleef ieder jaar verder stijgen. Pas in de tweede helft van 1944 daalde de Duitse industriële productie scherp.
De luchtoorlog vergde aan beide zijden een grote inzet van manschappen en materieel. De geallieerde verliezen waren met veertigduizend vliegtuigen hoog, maar hun grote productiecapaciteit compenseerde dat. De Duitsers verloren in totaal vijftigduizend vliegtuigen in deze strijd. De geallieerden wierpen anderhalf miljoen ton bommen op Duitsland, waarbij een half miljoen Duitse burgerdoden vielen.

Het Italiaanse rijk in juni 1940 (in rood): de Dodekanesos-eilanden, Libië, Albanië, Italiaans Somaliland, Abessinië (Ethiopië) en Eritrea. In blauw de maximale expansie

### Afrika en de Middellandse Zee
Italië, met een zwak leger en beperkte industriële capaciteit, ging een reeks militaire avonturen aan waarin alleen Duitse hulp een snelle nederlaag voorkwam. In augustus 1940 bezette het Brits Somaliland. Daarna dwong Mussolini op 13 september 1940 een onvoorbereid Italiaans leger vanuit Libië het door de Britten beheerste Koninkrijk Egypte binnen te vallen. De Italiaanse aanval kwam al na enkele dagen en zestig kilometer terreinwinst tot stilstand.
De Royal Navy viel op 11 november 1940 de Italiaanse vloot aan in haar haven te Tarente en stelde drie van de vijf Italiaanse slagschepen buiten gevecht. Deze aanval zou de Japanners later inspireren tot de aanval op Pearl Harbour. Op 9 december lanceerde een klein Brits leger Operatie Compass en slaagde er de volgende maanden in om het veel grotere Italiaans leger voortdurend verder in Libië terug te dringen. De Italiaanse vloot werd op 28 maart 1941 verslagen in de Slag bij Kaap Matapan waarna ze tot in augustus 1941 terugtrok in haar havens. Een Britse tegenoffensief tot november 1941 veroorzaakte het verlies van Italiaans Somaliland, Eritrea en Abessinië.
Het Duitse Afrikakorps onder Erwin Rommel heroverde begin 1941 de Cyrenaica weer. Nadat het gebied eind 1941 voor hem weer verloren ging, rukte Rommel in 1942 eerst op naar Gazala en toen tot El Alamein, slechts 106 kilometer ten westen van Alexandrië. Het lukte hem niet meer door de Britse stelling daar heen te breken. Perzië werd in augustus 1941 door de Britten en Sovjets bezet.

### De Balkan
Albanië was reeds in april 1939 door de Italianen bezet. Mussolini, jaloers op de Duitse successen, begon op 28 oktober 1940 de Grieks-Italiaanse Oorlog. Het Italiaanse offensief liep vast en een Grieks tegenoffensief wierp na 14 november 1940 de Italianen tot ver over de Albanese grens. In eerste instantie weigerden de Grieken Britse steun, om Hitler niet te provoceren. Alleen werd een kleine basis toegestaan op Kreta.

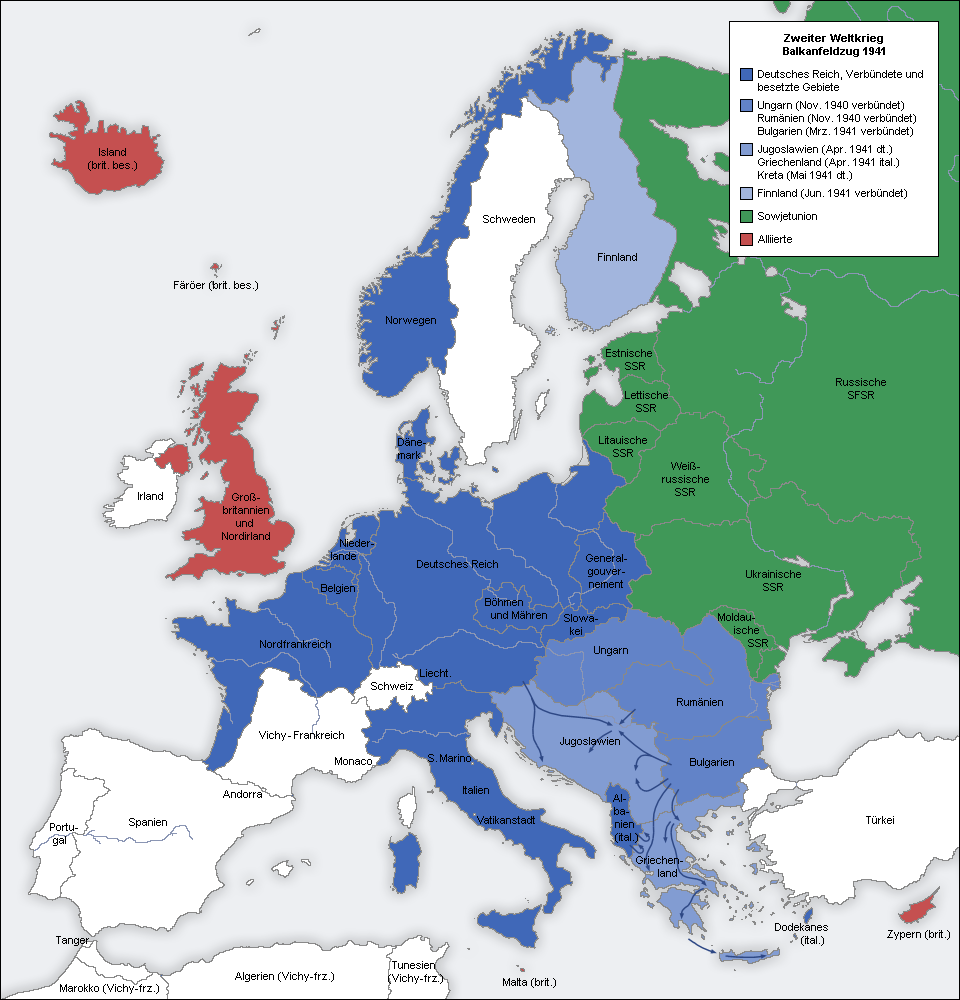
Europa in april 1941

Duitsland begon territoriale veranderingen door te voeren op de Balkan. Voornaamste slachtoffer was Roemenië dat Zevenburgen moest afstaan aan Hongarije, Bessarabië aan de Sovjet-Unie en het zuiden van de Dobroedzja aan Bulgarije. Hongarije, Roemenië, en Bulgarije werden gedwongen zich bij de As aan te sluiten. Nadat Duitse troepen Bulgarije binnentrokken, stonden de Grieken toe dat er Britse troepen landden op hun vasteland.
Joegoslavië sloot zich ook aan bij de As maar op 27 maart 1941 vond er in reactie een staatsgreep plaats. In de Invasie van Joegoslavië overweldigden Duitse, Italiaanse, Hongaarse en Bulgaarse troepen daarom vanaf 6 april 1941 de versnipperde verdediging van de Joegoslaven. Tegelijkertijd vielen Duitse strijdkrachten Griekenland vanuit Bulgarije binnen in Operatie Marita. De Grieken lieten na de Metaxaslinie voldoende te versterken en met het Albanese front te verbinden zodat de Grieks-Britse strijdmacht het begaf onder de Duitse overmacht. Op 27 april 1941 viel Athene. Op 20 mei voerden Duitse parachutisten een landing op Kreta uit, dat zij na tien dagen van zware gevechten op de Britten wisten te veroveren. Joegoslavië en Griekenland werden verdeeld. Hitler zou later het uitstel van de inval in de Sovjet-Unie van mei naar juni wijten aan operatie Marita, maar moderne historici zijn het erover eens dat het uitstel te wijten is aan andere oorzaken. Stalin zag deze operatie als een geruststelling dat de Duitsers eerder het Suezkanaal zouden aanvallen, dan de Sovjet-Unie.
De asmogendheden hadden de Balkan schijnbaar onder controle, maar zouden in Joegoslavië, Albanië en Griekenland te maken krijgen met een felle partizanenstrijd, die door de westelijke geallieerden met wapenleveranties gesteund werd en vele divisies bond. De nationalistische en communistische verzetsbewegingen vochten ook onderling wat leidde tot de Griekse Burgeroorlog die tot 1949 zou duren. In Joegoslavië en Albanië waren de communisten sterk genoeg om de Duitsers min of meer op eigen kracht uit grote gebieden te verdrijven, zodat zij in het naoorlogse communistische blok buitenbeentjes konden blijven. Uit Griekenland trokken de Duitsers zich eind 1944 uit eigen beweging terug, toen het oprukkende Rode Leger ze dreigde af te snijden.

### Het oostfront

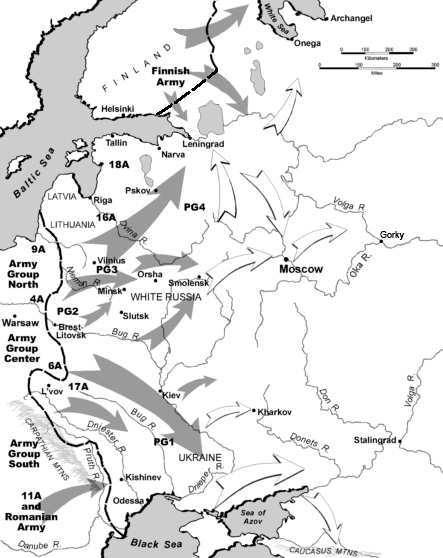
Duits plan voor Operatie Barbarossa

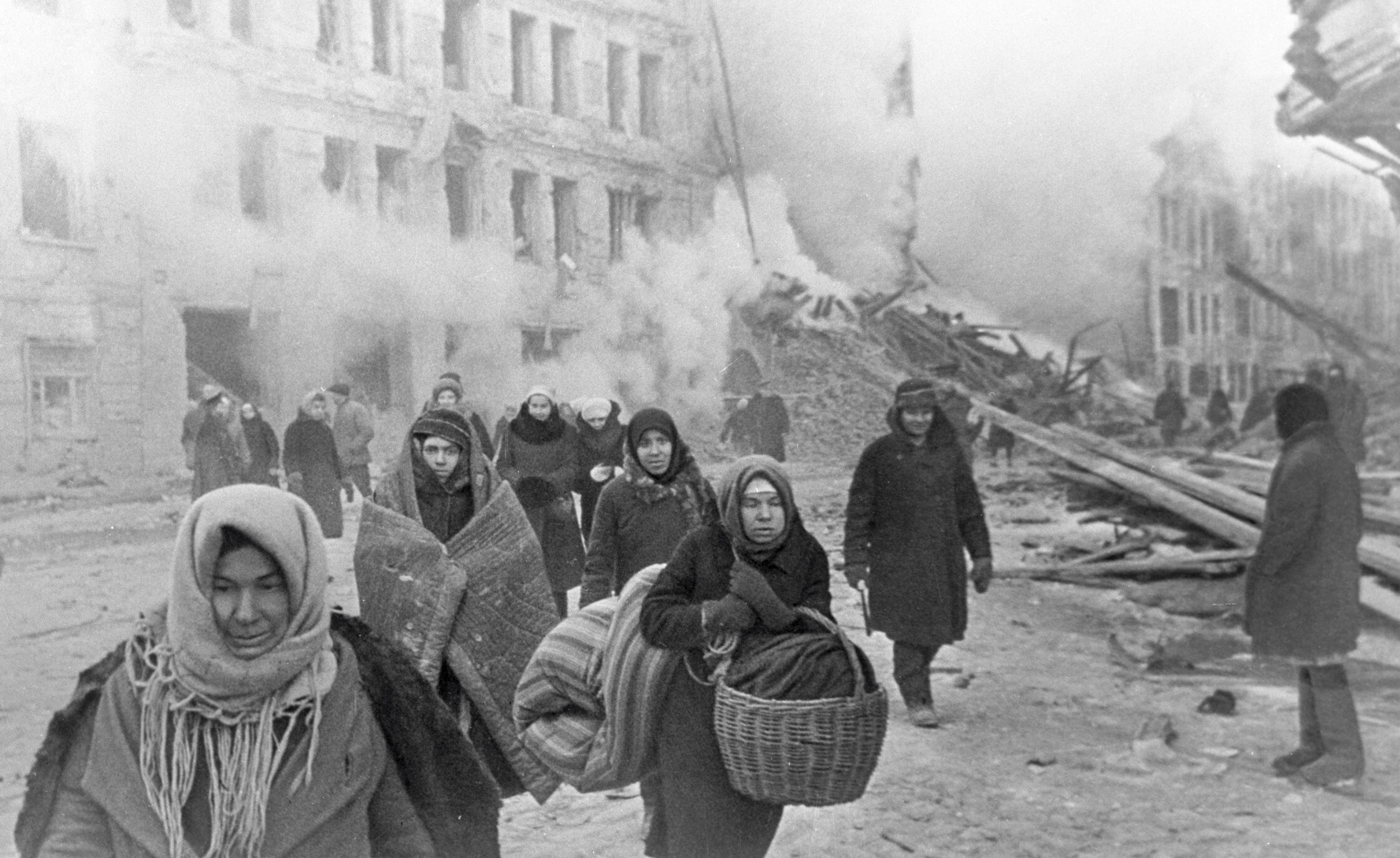
Beleg van Leningrad 1942

De strijd aan het oostfront was tussen 1941 en 1945 het kernconflict in Europa, waarin de twee grootste Europese mogendheden de afloop van de oorlog grotendeels bepaalden. Het nationaalsocialisme wilde Lebensraum verwerven door in het oosten de Joden uit te roeien, het communisme te vernietigen en volgens het Generalplan Ost een uitgedunde Slavische bevolking blijvend te onderwerpen aan een bovenlaag van Germaanse kolonisatoren. Meer dan een imperialistisch streven naar grondgebied of grondstoffen was het voor beide staten een existentiële worsteling op leven en dood.
Aan het oostfront vielen de meeste slachtoffers, onder burgers en soldaten. Van de 3 251 868 gesneuvelden en vermisten in het Duitse veldleger tot 30 november 1944, waarna er geen exacte gegevens meer zijn, vielen 2 416 784 aan het oostfront. Dat weerspiegelt de relatieve inzet van manschappen, voorraden en materieel.
Op het oostfront is Duitsland verslagen. Omdat het verloop op andere fronten veel minder was en luchtmacht, luchtafweer of marine een beslag legden van een derde op de beschikbare militairen, bevond zich op ieder gegeven moment overigens maar een minderheid van de Duitse totale sterkte in het oosten. Hoewel de mankracht van de Wehrmacht in 1943 tot tegen de tien miljoen steeg, viel de sterkte aan het oostfront onder de drie miljoen, mede omdat de meesten er alles aan deden om elders ingezet te worden. Het Rode Leger registreerde het sneuvelen van 6 329 000 soldaten.

#### Operatie Barbarossa
Op 22 juni 1941 bevond het Duitse leger zich op het toppunt van zijn slagkracht doordat een massa van 153 divisies op volle sterkte en compleet bevoorraad paraat stond voor de invasie van de Sovjet-Unie. Meer dan drie miljoen Duitse soldaten, uitgerust met 3580 tanks, 7184 kanonnen en 2740 vliegtuigen begonnen Operatie Barbarossa, ondersteund door het Roemeense en Finse leger. Het veel grotere Rode leger van bijna zes miljoen soldaten, 25 700 tanks en 18 700 vliegtuigen was de mindere in ervaring, competentie, training, slagvaardigheid en logistieke ondersteuning. In de eerste fase maakten de Sovjets de fout de Duitse moderne bewegingsoorlog te willen imiteren in plaats van zich in te graven of in de diepte op te stellen. Als gevolg werden hun grenslegers en gemechaniseerde korpsen binnen vijf weken omsingeld en vernietigd.
Eind juli leek Duitsland de oorlog tegen de Sovjet-Unie te hebben gewonnen — en daarmee de hele Tweede Wereldoorlog. Wapenbestellingen voor het leger werden vast verminderd. De Duitse Legergroep Noord moest nu naar Leningrad oprukken, Legergroep Zuid de olievelden in de Kaukasus bereiken en Legergroep Midden Moskou veroveren. Voor oktober moest al het gebied ten westen van de Wolga worden bezet voordat de herfstmodder het onverharde wegennet onbegaanbaar maakte. Weerstand van betekenis werd niet meer verwacht. In feite vormden zich weer grote Sovjetlegers op de lijn Loega - Smolensk - Kiev. Men had de mobilisatiecapaciteit van het Rode Leger ernstig onderschat: het zou tot het einde van de oorlog bijna dertig miljoen reservisten en rekruten oproepen. De tegenslag leidde tot een crisis in de Duitse bevelsvoering. Het besef begon door te dringen dat de strijd niet enkele maanden maar vele jaren zou duren terwijl het land niet voorbereid was op een slepende oorlog. Het Duitse leger gebruikte de maand augustus om zich te bevoorraden en een nieuwe strategie vast te stellen. Hierbij deed zich voor de Duitsers een tweede dreigende ontwikkeling voor: Hitler, hoewel een totale amateur, begon zich in toenemende mate met het operationeel bevel te bemoeien. Hij beval Legergroep Midden naar het zuiden af te buigen om samen met Legergroep Zuid het Sovjetleger bij Kiev te vernietigen. Toen de troepen weer terug in positie waren, liep het offensief tegen Moskou in oktober vast in de modder. Tijdens de vroege vorst bereikte men weliswaar de lijn Leningrad - Moskou - Rostov, maar toen werden de slecht bevoorrade troepen getroffen door de Russische koude, zonder dat men winteruitrusting had. Het eerste echte tegenoffensief van de Sovjet-Unie in december en januari 1942 wierp legergroep Midden bijna tweehonderd kilometer terug.
Op 11 december verklaarde Hitler de Verenigde Staten van Amerika de oorlog. Binnen vier maanden was Duitsland van een schijnbaar gewonnen positie in een geostrategisch rampzalige situatie beland.

Stalingrad wordt wel gezien als het "springtij" van de Duitse opmars

#### Stalingrad
Het Duitse leger aan het oostfront raakte in de winter van 1941/1942 blijvend verzwakt. De Duitse wapenproductie nam slechts geleidelijk toe en de tanksterkte zou de drieduizend nooit meer bereiken. De veel grotere wapenindustrie van de Sovjet-Unie echter was uit Leningrad en Charkov naar de Oeral geëvacueerd en zou in 1942 ruim twintigduizend tanks fabriceren, van de superieure typen T-34 en KV-1. De nieuwe Sovjetlegers werden voornamelijk voor Moskou geposteerd. Hierdoor bleef de zuidelijke sector slechter bezet. Hitler beval daardoorheen te breken met een vijftigtal divisies die men nog wel op sterkte had weten te brengen. Zo hoopte hij de olievelden in de Kaukasus te veroveren en daarmee zowel brandstof als tijd te winnen voor een opbouw van de Duitse oorlogsindustrie. De Duitse pantsereenheden bereikten in de zomer van 1942 de Don en bogen toen af naar het zuiden voor een verre tocht richting Bakoe, dat echter nooit bereikt zou worden. Hun rol als pantserreserve konden ze niet meer vervullen terwijl de lange flanken van hun opmars alleen gedekt konden worden door de inzet van inferieure Italiaanse, Hongaarse en Roemeense legers.
De situatie werd nog riskanter doordat Hitler beval aan de Wolga Stalingrad te veroveren, een belangrijk centrum voor de wapenindustrie. Het Zesde Leger onder Friedrich Paulus liet zich, in een zinloze prestigestrijd, verwikkelen in bloedige stadsgevechten. Een tangbeweging, dwars door flankerende Roemeense legers, omsingelde november 1942 in Operatie Uranus een kwart miljoen man van het Zesde Leger. Een poging tot ontzet door de haastig uit de Kaukasus teruggeroepen pantsertroepen mislukte en op 2 februari 1943 capituleerden de restanten. Nog nooit eerder was een heel Duits leger verloren gegaan. Opvolgende Sovjetoffensieven vernietigden ook de Hongaarse en Italiaanse troepen waarna bijna het hele gebied boven de Kaukasus door de Duitsers ontruimd moest worden en pantserspitsen honderden kilometers naar het westen oprukten.

Het prestigeverlies voor Duitsland was groot. Joseph Goebbels riep de "totale oorlog" uit, dus met nog zwaardere lasten voor de Duitse bevolking. De slag liet zien dat het Rode Leger geleidelijk de operationele capaciteit verwierf om met een numeriek overwicht van kwalitatief mindere troepen de beter getrainde Duitse eenheden te verslaan.

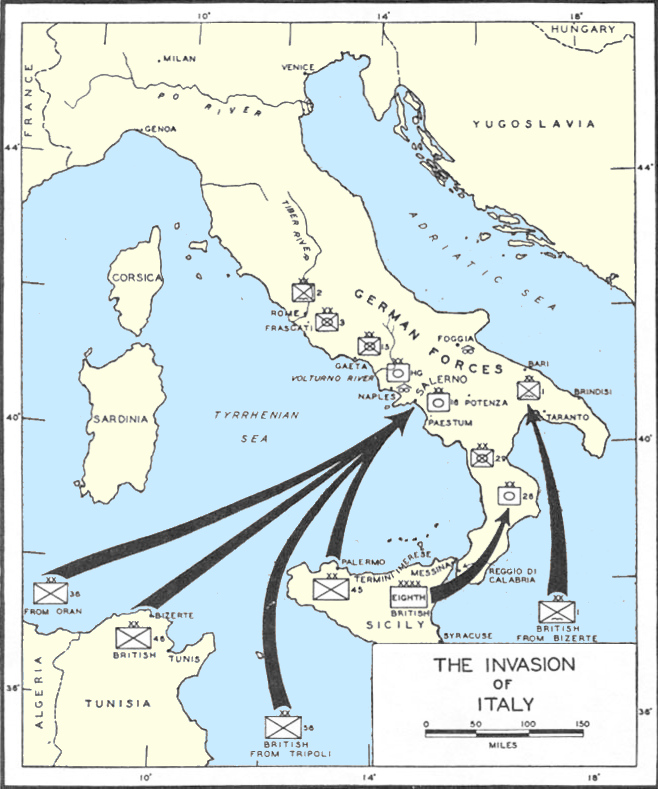
Landingen in Italië

### El Alamein,Torchen Italië
Tegelijk met de Slag om Stalingrad bracht Bernard Montgomery, aanzienlijk versterkt met Amerikaans materieel, in de Tweede Slag bij El Alamein Rommel in november 1942 een vernietigende nederlaag toe. Dezelfde maand landden Britten en Amerikanen in Algerije en Marokko in Operatie Torch. Rommel rukte naar het westen op tot in Tunesië maar het leger van de Asmogendheden werd daar in mei 1943 vernietigd zodat ze geheel uit Afrika verdreven waren.
De geallieerden landden op 10 juli 1943 op Sicilië, wat op 25 juli leidde tot de val en arrestatie van Benito Mussolini, waarna de regering van Pietro Badoglio heimelijk over vrede ging onderhandelen. Op 3 september 1943 werd de Straat van Messina overgestoken. Italië sloot op 8 september een wapenstilstand en koos op 13 oktober de geallieerde zijde. De Duitsers waren al van begin augustus af bezig Italië te bezetten volgens Fall Achse en ondervonden weinig Italiaans verzet. Zo'n zevenhonderdduizend Italiaanse krijgsgevangenen voerden ze af als arbeidsslaven. Duitse pantsereenheden die op 9 september Operatie Avalanche weerstonden, de landing bij Salerno, trokken zich terug en vormden met de versterkingen een sterk hoofdfront ten zuiden van Rome. Pogingen er in de Slag om Monte Cassino doorheen te breken mislukten. Wel voelden de Duitsers zich al in 1943 gedwongen Sardinië en Corsica te ontruimen. In januari 1944 probeerden de geallieerden de linie in de rug aan te vallen via de Landing bij Anzio maar ook dat bleef een geïsoleerd bruggehoofd. Pas in mei 1944 werd de linie gebroken en op 4 juni 1944 Rome bevrijd. Daarna blokkeerden de Duitsers noordelijker een opmars in de Gotenstellung die pas in april 1945 viel waarna de Duitsers in Italië op 30 april capituleerden.

Het Italiaanse front legde beslag op een dertigtal Duitse divisies en veroorzaakte zo een ernstige verzwakking van het oostfront. Op 12 september 1943 werd Mussolini door een Duitse commandoactie bevrijd en leidde daarna de Italiaanse Sociale Republiek, een rompstaat zonder het zuiden en Zuid-Tirol dat bij Duitsland gevoegd werd. De ISR leverde maar een geringe oorlogsinspanning. Op 28 april 1945 werd Mussolini door partizanen geëxecuteerd.

Churchill en Roosevelt in Casablanca

### De conferenties van Casablanca en Teheran
De grote coalitie die zich in 1941 gevormd had tussen het Verenigd Koninkrijk, de USSR en de Verenigde Staten, had moeite tot een gezamenlijke strategie te komen. Er was steeds de dreiging dat de westelijke geallieerden of de Sovjet-Unie een aparte vrede met Duitsland zouden sluiten. Een vrede in het westen zou de grote geallieerde wapenleveranties aan het Rode Leger beëindigen, Hitler toegang verschaffen tot olie en grondstoffen en miljoenen soldaten vrijmaken voor een wellicht succesvolle strijd aan het oostfront. Omgekeerd zouden zonder zo'n oostfront succesvolle landingen in Europa uiterst problematisch worden en de bevrijding van West-Europa twijfelachtig.

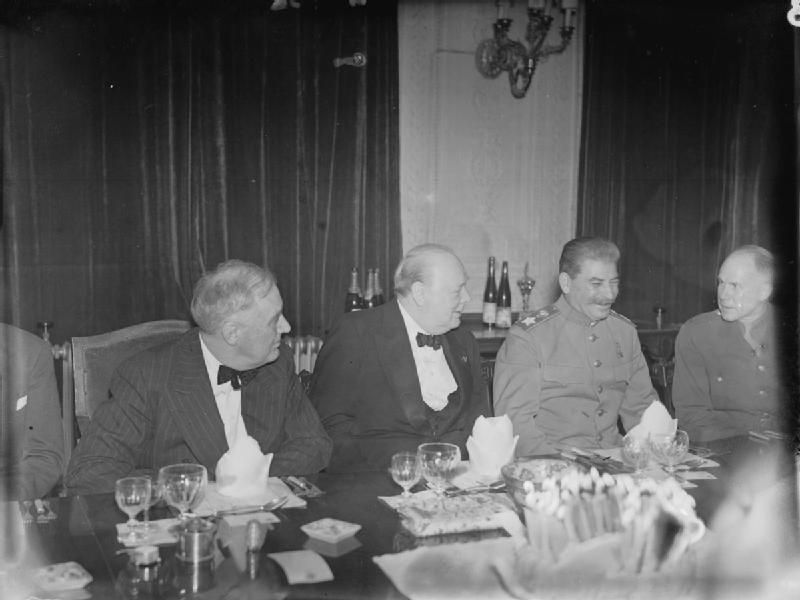
In Teheran hield Stalin een diner in de Sovjetambassade

Tussen het VK en de VS bestonden ook onderling twistpunten. Ze hadden al op 27 maart 1941 afgesproken voorrang te verlenen aan de strijd in Europa boven die tegen Japan. In 1942 boekte Japan echter grote overwinningen en Roosevelt wenste een grotere Britse bijdrage aan de oorlog in Azië en hoopte de eindoverwinning tegen Hitler zo snel mogelijk af te handelen zodat Amerikaanse krachten zouden vrijkomen voor de gevechten in de Stille Oceaan. Hij zette in op het openen van een Tweede Front in 1943, iets waar ook Stalin sterk op aandrong. De Britten achtten dit echter niet realistisch. Churchill wenste dat de "zachte onderbuik" van Europa werd aangevallen, eerst door een landing in Italië en dan door een landing in de Balkan. Hij was altijd al een fervent anticommunist geweest en hoopte zo een overheersing van Oost-Europa door de Sovjet-Unie te voorkomen. Churchill was niet afkerig van een aparte vrede met Duitsland, mits Hitler ten val werd gebracht.
In januari 1943 werden tijdens de Conferentie van Casablanca de meningsverschillen tussen de westelijke geallieerden ten dele opgelost. Eerst zou men Tunesië veroveren en in Italië landen maar daarna in Frankrijk en niet in de Balkan. Men probeerde de Gaulle's Vrije Fransen en de Franse autoriteiten in Noord-Afrika te verzoenen zodat heel geleidelijk Frankrijk weer de rol van volwaardige partner in de oorlog zou herwinnen, iets wat vergemakkelijkt werd doordat Duitsland na Torch Vichy-Frankrijk bezet had. Roosevelt liet in de Verklaring van Casablanca de eis van een "onvoorwaardelijke overgave" van de Asmogendheden opnemen, wat een aparte vrede vrijwel uitsloot.
Stalin was in Casablanca niet aanwezig geweest. In november 1943 ontmoette hij Churchill en Roosevelt bij de Conferentie van Teheran. Churchill stemde daar in met een landing in Frankrijk in mei 1944, het einde voor zijn plannen in de Balkan. Stalin beloofde voor dat jaar een groot zomeroffensief. Churchill en Stalin bereikten een overeenkomst over de nieuwe grenzen van Polen. Ook werd afgesproken om Duitsland te verdelen. Roosevelt opperde de vorming van een Verenigde Naties. Daarmee maakte hij Stalin warm voor het idee na de oorlog de wereld in twee machtsblokken te verdelen, die vreedzaam naast elkaar konden bestaan.

### Koersk en Oekraïne

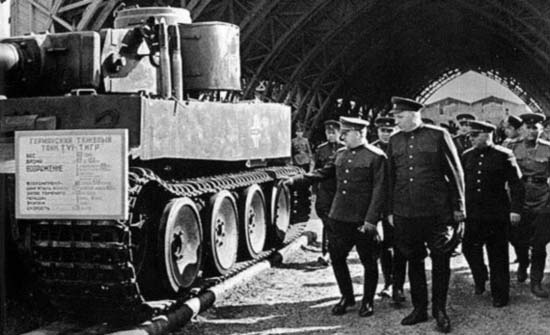
Bij Koersk verloren de Duitsers meer zwaar materieel dan ze zich konden veroorloven

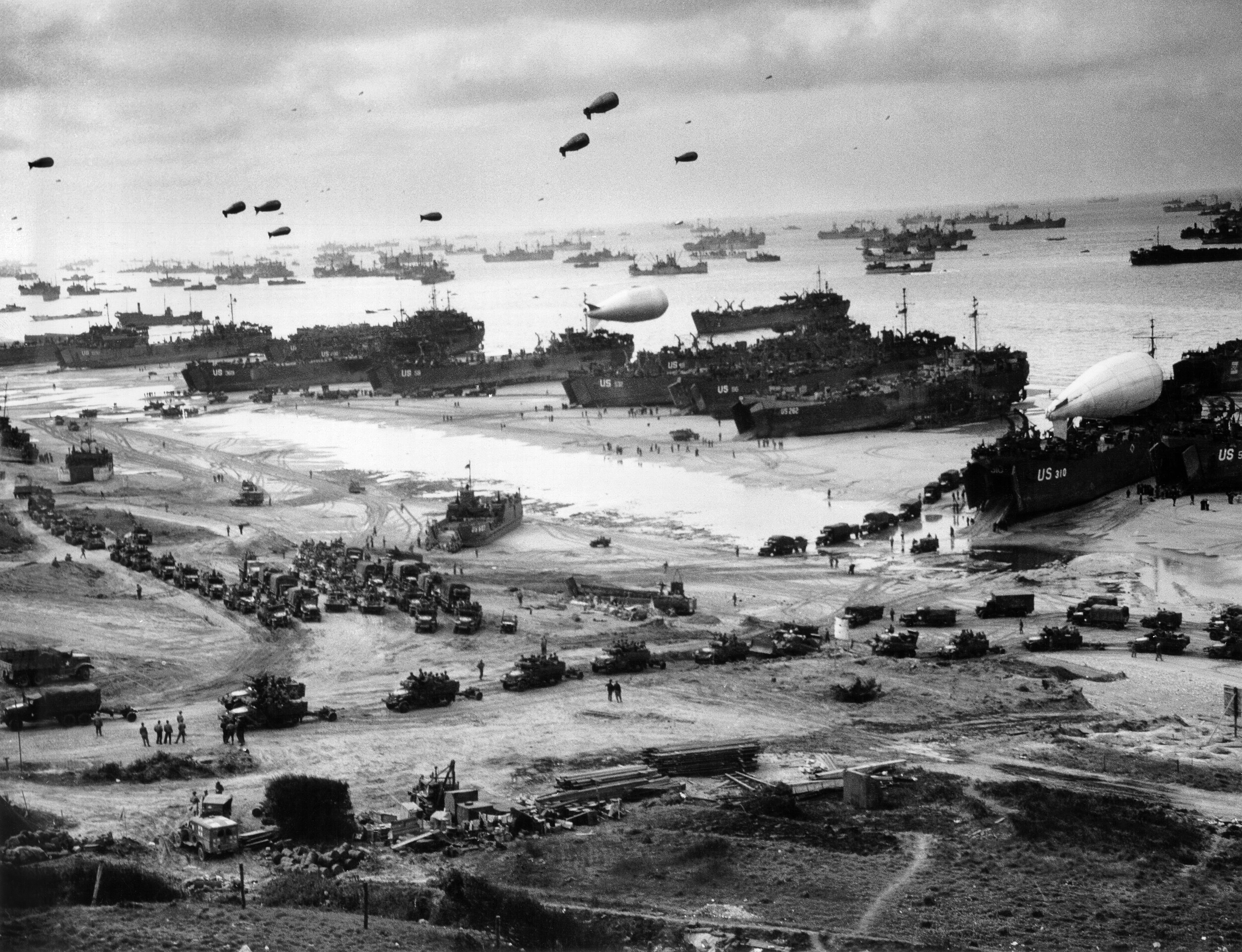
Omaha Beach in Normandië, juni 1944

De ineenstorting van het Duitse front in Oekraïne deed Hitler inzien dat hij het operationeel bevel aan het oostfront in de handen van een professional moest leggen. In een briljante campagne vernietigde Von Manstein gedurende februari en maart 1943 de pantserspitsen van het Rode Leger en stabiliseerde de situatie waarbij Charkov heroverd werd. Het zou de laatste grote Duitse overwinning in de oorlog blijven. Gedurende 1943 steeg de Duitse tankproductie. Guderian drong er bij Hitler op aan daarmee een grote pantserreserve in het oosten te vormen van zo'n tweeduizend tanks. Als een gelijk aantal in het westen verzameld kon worden, was er goede hoop iedere geallieerde aanval af te slaan. Dat hing samen met de oprichting van uitgebalanceerde pantsergrenadierdivisies, waarin infanterie, uitgerust met half-tracks, nauw samenwerkte met tanks en duikbommenwerpers.
Hitler gaf echter prioriteit aan zijn politieke doelstellingen. Bang voor een staatsgreep door de generaals, liet hij de Waffen-SS uitgroeien tot een parallel leger. De daaraan bestede mankracht had veel efficiënter gebruikt kunnen worden door de structureel onderbezette reguliere divisies op sterkte te brengen. De SS beklemtoonde de vermeende waarde van een fanatieke nationaalsocialistische "wil tot overwinnen" boven professionaliteit. Die wil moest ook Hitlers bevel rechtvaardigen steeds stand te houden, zelfs als een terugtocht de enig zinnige optie was. Hitler wilde na Stalingrad de indruk wegnemen dat Duitsland de oorlog al verloren had. Daarvoor was het nodig om net als in 1941 en 1942 een groot zomeroffensief uit te voeren. Als begin van die operatie werd de frontboog bij Koersk uitgekozen. Duitsland had in reactie op de T-34 een nieuwe generatie tanks ontwikkeld: de Tiger I en de Panther. Die typen bleken duur om te produceren en Hitler stelde de aanval uit tot er wat meer van beschikbaar kwamen. Dat stelde het Rode Leger in staat bij Koersk brede afweergordels van antitankgeschut aan te leggen.

In de Slag om Koersk van juli 1943 liep deze laatste grote aanval van de Duitsers vast. Ze verloren voorgoed het strategisch initiatief maar ook de kans op een effectieve verdediging. Hun aantal operationele tanks daalde naar de duizend, onvoldoende om hun zwakke linies, bezet door onderbemande infanteriedivisies die nog van paardentransport afhankelijk waren, na een doorbraak van vijandelijke tanklegers te sluiten. In september vluchtte het Duitse leger naar de Dnjepr. Het hoopte aan de brede stroom een Ostwall aan te leggen waarachter men zich kon herstellen. Het Sovjetbevel besefte dat dit koste wat kost voorkomen moest worden. Het Rode Leger overschreed de rivier en voerde tot april 1944 een reeks offensieven uit waarin met een massale inzet van manschappen en tanks de Duitsers uit West-Oekraïne gedreven werden. Hitler verbood pantserdivisies uit Frankrijk aan te voeren uit vrees dat dit deel was van een plan om hem ten val te brengen. Zijn enige hoop was nog de "invasie" te doen mislukken. Zijn verbod terug te trekken leidde tot onnodig zware Duitse verliezen.

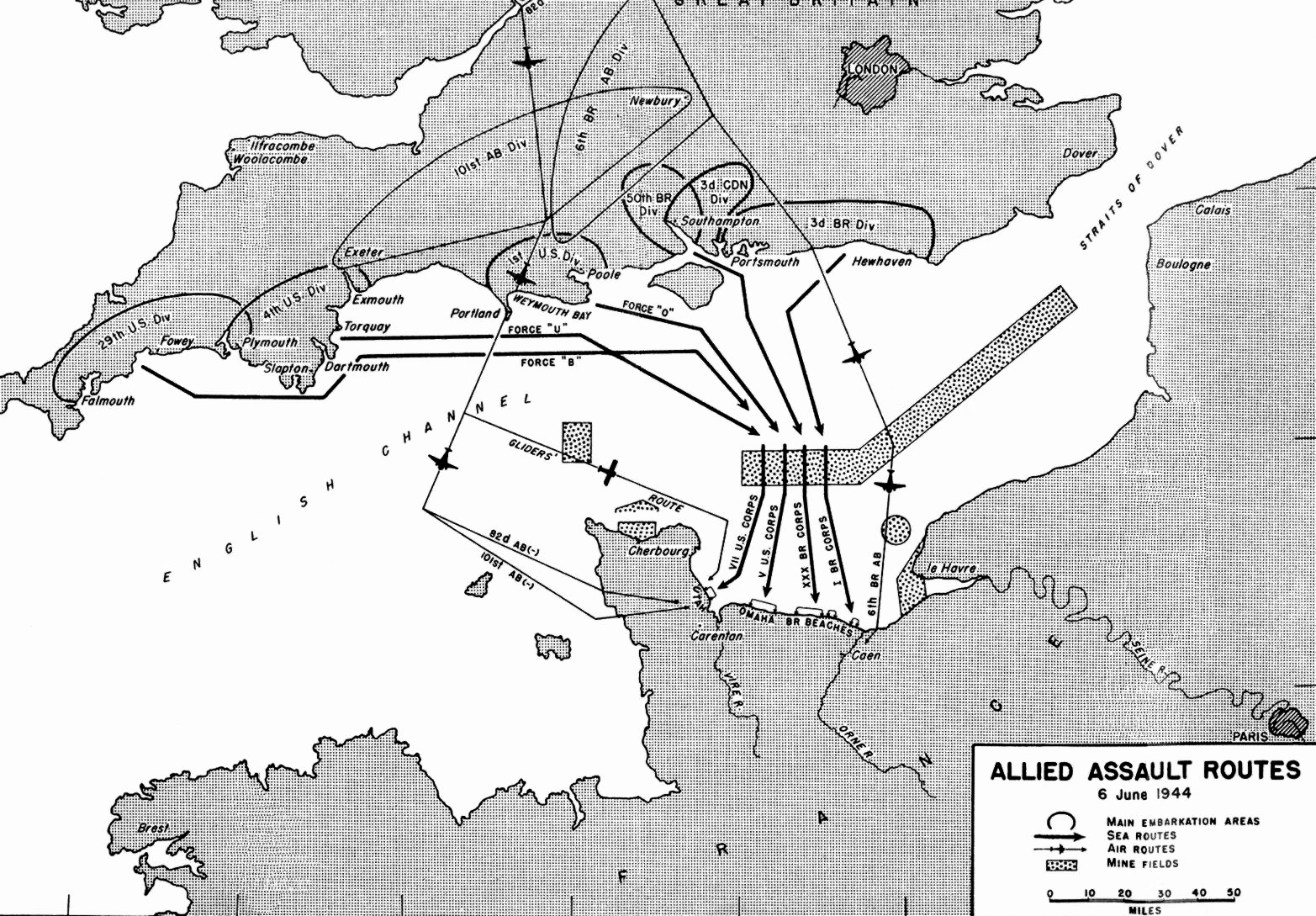
Aanvalsroutes 6 juni 1944

### Landing in Normandië
Tot de zomer van 1944 waren de grote legers en materieelreserves die de westelijke geallieerden hadden opgebouwd, nog nauwelijks ingezet. Ze konden pas een beslissende factor worden na een invasie van West-Europa. Voor een geslaagde verdediging van Duitsland was het essentieel dat zo'n landing zou mislukken. Door de verliezen aan het oostfront had Hitler in Frankrijk echter maar de helft van de benodigde pantserreserves verzameld, ondanks een gestegen tankproductie. Het geallieerde luchtoverwicht zou het moeilijk maken die reserves te verplaatsen. Rommel hoopte de landingstroepen al in de eerste 24 uur in de zee te drijven want de verdedigingslinie aan de westkust, de Atlantikwall, had weinig diepte. Men durfde echter niet te gokken waar de landingen precies zouden plaatsvinden en de reserves werden verspreid.
Op 6 juni 1944, D-Day, begon Operatie Overlord, de grootste gecombineerde amfibische en luchtlandingsoperatie in de geschiedenis met meer dan zesduizend vaartuigen, ondersteund door twaalfduizend vliegtuigen, landend in vijf bruggehoofden op de kust van Normandië. De geallieerden wonnen wegens hun materieelvoorraden de uitputtingsslag met de langzaam aankomende Duitse reserves. Eind juli 1944 braken de Amerikanen uit in Operatie Cobra, van het westen uit het Duitse hoofdfront omvattend. Hitler verbood een terugtocht en de Duitse strijdkrachten in Normandië werden grotendeels vernietigd. Op 15 augustus landden de geallieerden in Zuid-Frankrijk, in Operatie Dragoon, en rukten snel op naar het noorden. Parijs werd door de Vrije Fransen bevrijd op 25 augustus 1944. Het Duitse leger vluchtte naar het noordoosten. Al begin september waren Frankrijk en België grotendeels bevrijd.

### Operatie Bagration
Na D-Day werd een belangrijk deel van de Duitse pantserdivisies uit het oosten naar Frankrijk overgebracht. Het Duitse oostfront was nu erg kwetsbaar. Door het verlies van West-Oekraïne was de frontlijn tot zo'n vierduizend kilometer uitgerekt. Wat er nog aan pantserreserves resteerde, moest in het zuiden van Polen geplaatst worden om te voorkomen dat het Rode Leger in één keer naar de Oostzee zou doorstoten. Legergroep Midden, die nog zeventig tanks overhad, werd op 22 juni 1944 aangevallen in Operatie Bagration en binnen een maand praktisch vernietigd. Wit-Rusland werd bevrijd en de opmars isoleerde uiteindelijk Legergroep Noord in Koerland.
Finland beëindigde op 5 september alle oorlogshandelingen tegen de Sovjet-Unie. Op 20 augustus opende het Rode Leger een groot offensief tegen Roemenië. Twee Duitse legers werden er omsingeld en vernietigd waarna het land de geallieerde zijde koos. Dit beroofde Duitsland van de enige grotere bron van aardolie. Op 5 september verklaarde de Sovjet-Unie de oorlog aan Bulgarije dat onmiddellijk alle verzet staakte. Het Rode Leger overschreed de Karpaten en rukte op tot voor Boedapest.

### Vertraging in de geallieerde opmars

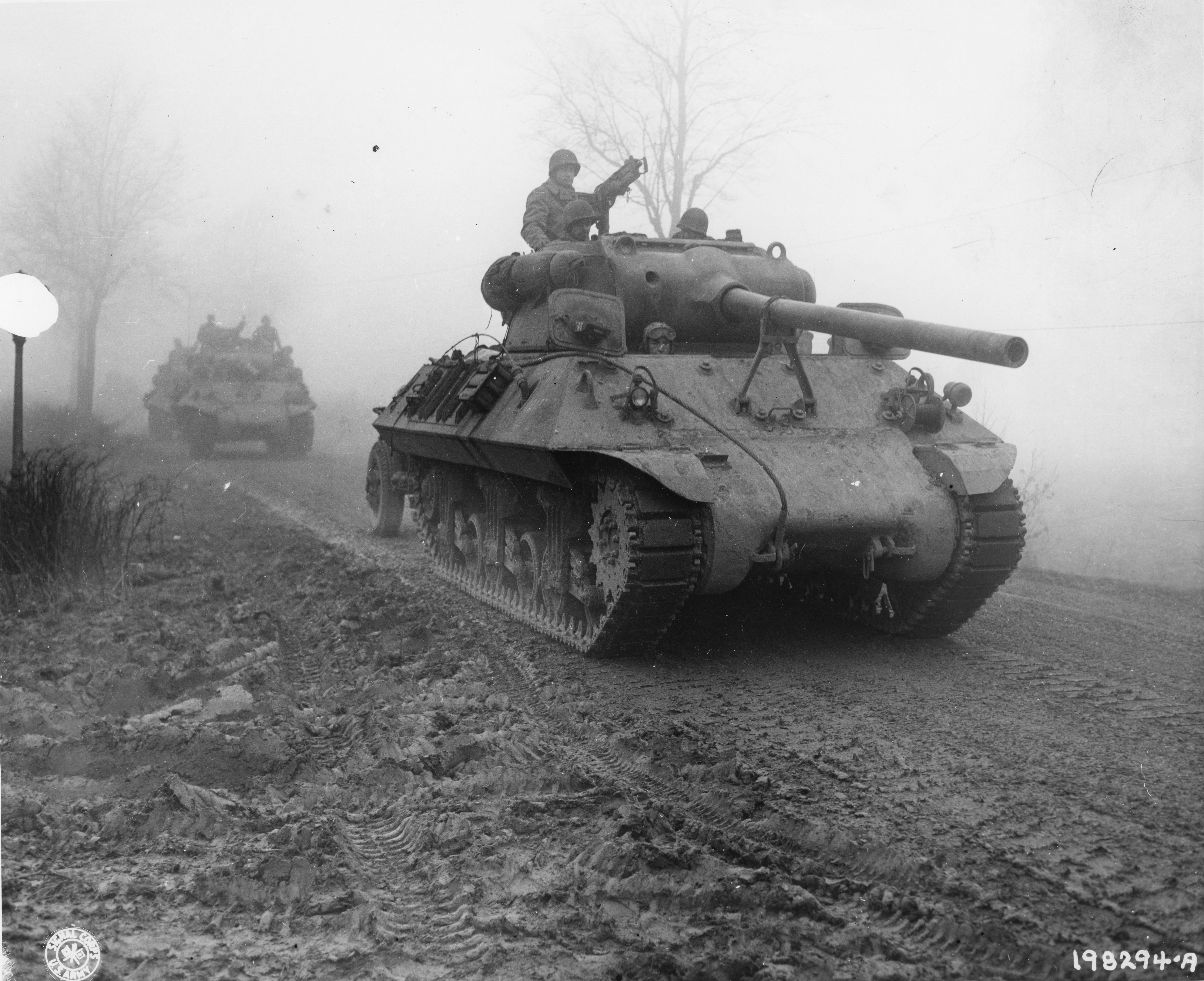
Een Amerikaanse tankjager tijdens het Ardennenoffensief

De catastrofes in de zomer van 1944 hadden de Wehrmacht onherstelbare schade toegebracht. In Normandië en aan het oostfront waren 130 divisies vernietigd of geïsoleerd geraakt. Men kon de fronten alleen nog sluiten door er nauwelijks getrainde rekruten in te zetten, wat de kwaliteit van de gevechtseenheden ernstig verminderde. Dit was des te erger omdat de legers van de westelijke geallieerden uit elitedivisies bestonden: volledig gemotoriseerd en ruim voorzien van pantservoertuigen. Toch leidde dit niet tot de ogenblikkelijke ineenstorting van nazi-Duitsland. De geallieerde opmars stokte en kwam pas begin 1945 weer op gang. Ten dele kwam dit door wanhopige noodmaatregelen die het regime nam. Na de aanslag op Hitler heerste er een paranoïde sfeer van terreur en ieder vermeend teken van verzet of onwil kon met de dood bestraft worden. Aan vrouwen werd een verruimde arbeidsplicht opgelegd en elke man of jongen die een wapen kon dragen werd opgeroepen in de Volkssturm. De belangrijkste reden voor de vertraging lag echter in grote logistieke problemen: na de intense gevechten moesten de geallieerde troepen weer bevoorraad worden en wegens de grote terreinwinst over langere aanvoerlijnen, in het westen helemaal uit Normandië.
Op 17 september deden de Britten en Amerikanen in Operatie Market Garden toch een poging om de Duitse zwakte snel uit te buiten. Luchtlandingen moesten de bruggen over de Nederlandse grote rivieren nemen om via de Rijnbrug bij Arnhem de Westwall te omtrekken en door te stoten naar het Ruhrgebied. Dit mislukte en pas door de bloedige Slag om de Schelde konden de geallieerden in de herfst de zeeweg vrijmaken naar de essentiële haven van Antwerpen. In december 1944 vergokte Hitler zijn laatste pantserreserve aan het Ardennenoffensief om Antwerpen te heroveren; dit vertraagde de hernieuwde geallieerde aanval slechts zes weken. Duitse propaganda over Wunderwaffen suggereerde dat een laatste krachtsinspanning tijd kon winnen voor de inzet van atoomwapens, maar in feite konden de V1, een "vliegende bom", en de ballistische raket V2 slechts met conventionele koppen uitgerust worden die enkele duizenden burgerslachtoffers in vooral Londen en Antwerpen maakten.

### 1945

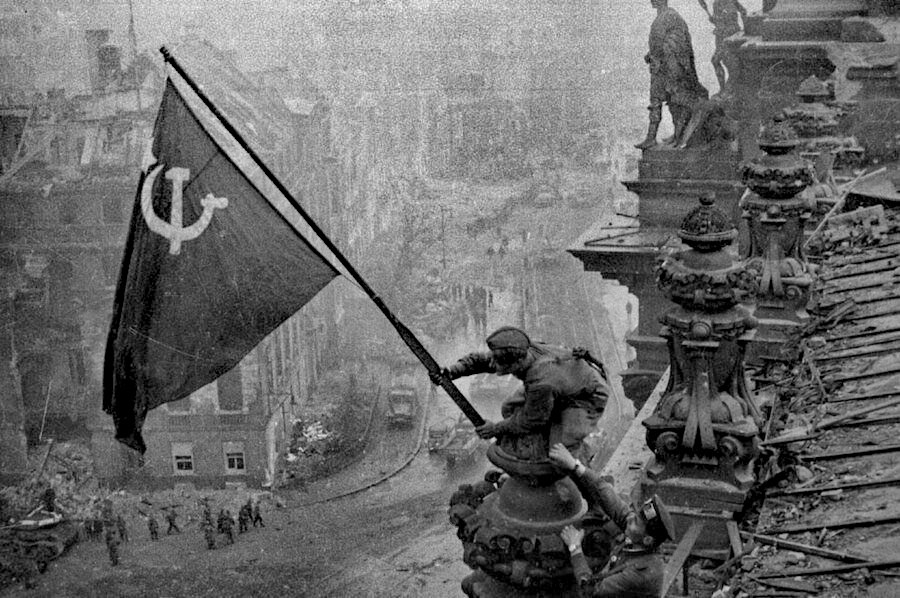
Op 30 april plaatste Michail Pterowitsj Minin de Sovjetvlag op de Reichstag. Bovenstaande geënsceneerde foto van Meliton Kantaria werd op 2 mei genomen.

Januari 1945 opende het Rode Leger het Wisła-Oderoffensief met de grootste concentratie van manschappen en materieel uit de oorlog. Omdat Hitler zijn pantserreserve verspild had aan het Ardennenoffensief, kon de aanval niet meer opgevangen worden en het Duitse leger in Polen werd verpletterd, waarbij de Sovjets tot vlak voor Berlijn oprukten. De strijd werd gerekt doordat ze, bang voor flankaanvallen, in maart eerst Silezië, Oost-Pruisen en Pommeren zuiverden. Hitler liet onderwijl nog wat vruchteloze aanvallen uitvoeren in Hongarije. Die leidden slechts tot een uitputting van zijn troepen. Wenen werd snel ingenomen en politici daar riepen opnieuw een onafhankelijk Oostenrijk uit. In april 1945 omsingelde een tangbeweging in de Slag om Berlijn de Duitse hoofdstad.

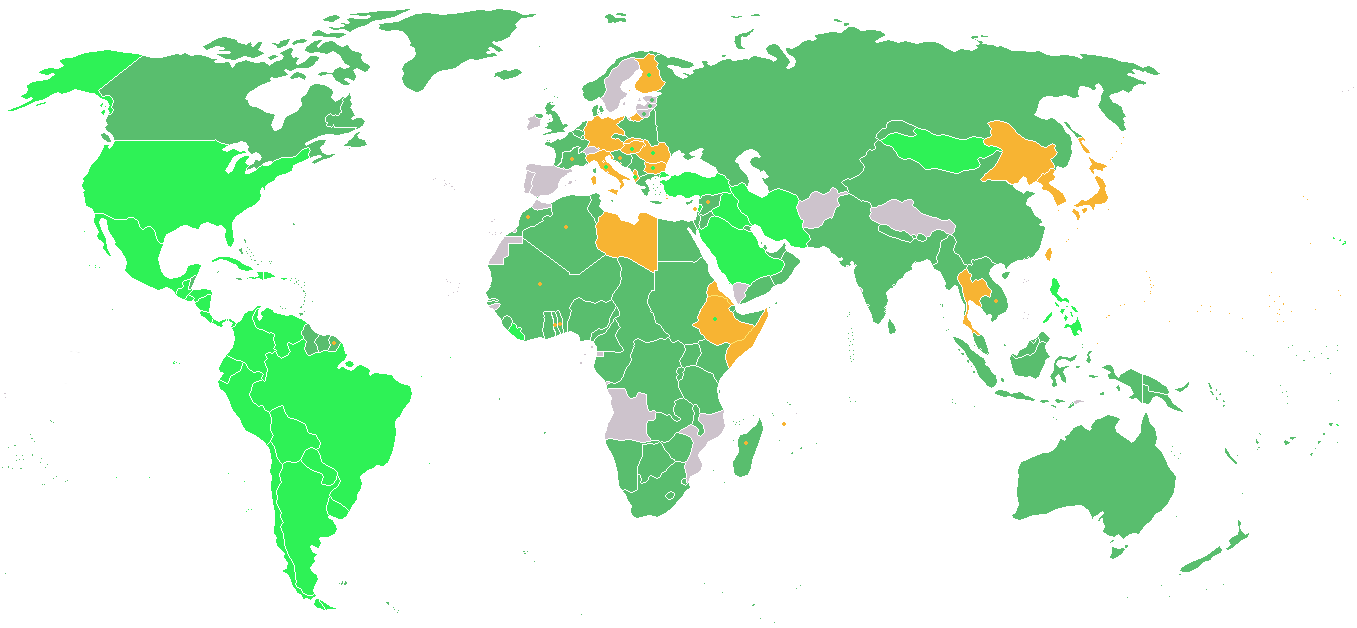
Tussen 1939 en 1945 raakten de meeste landen met de As-mogendheden in oorlog

In februari 1945 veroverden de Britten en Amerikanen het Rijnland. De Rijn bleek daarna geen onoverkomelijk obstakel. Op 7 maart 1945 viel de Amerikanen de Ludendorffbrug bij Remagen in handen en op 24 maart staken geallieerde troepen bij Wesel de Rijn over in Operatie Plunder, de laatste grote luchtlanding van de oorlog. De Duitse verdediging in het westen stortte hierop in elkaar. De Wehrmacht maakte bekend op deze wijze zoveel mogelijk burgers te willen sparen voor de wraak van het Rode Leger. In Nederland bleven Nederlandse SS'ers echter Holland en Utrecht verdedigen, wat de Hongerwinter verergerde. Hitler vaardigde de "Nerodecreten" uit om het land te verwoesten teneinde het inferieur gebleken Duitse volk na de oorlog iedere bestaansmogelijkheid te ontzeggen, maar die konden niet op grote schaal worden uitgevoerd. Amerikanen en Russen schudden elkaar op 25 april 1945 de hand in Torgau aan de Elbe. Hitler pleegde op 30 april 1945 in zijn Berlijnse bunker zelfmoord. De troepen in Nederland gaven zich op 5 mei over. De algehele overgave werd door vertegenwoordigers van de regering van Karl Dönitz op 7/9 mei 1945 getekend.
Nadat de landen van Midden-Amerika en Brazilië ze al waren voorgegaan, verklaarden begin 1945 ook de meeste Zuid-Amerikaanse landen Duitsland de oorlog, alsmede Turkije. Deelneming aan de oorlog was in eerste instantie een voorwaarde om lid te worden van de Verenigde Naties die in april werden opgericht. Op de Conferentie van Jalta van 7 tot 11 februari 1945, gedurende welke Roosevelt, Churchill en Stalin veel formele en informele regelingen troffen over de naoorlogse situatie, had de Sovjet-Unie toegezegd aan de VN te zullen deelnemen.

### Economische vergelijking

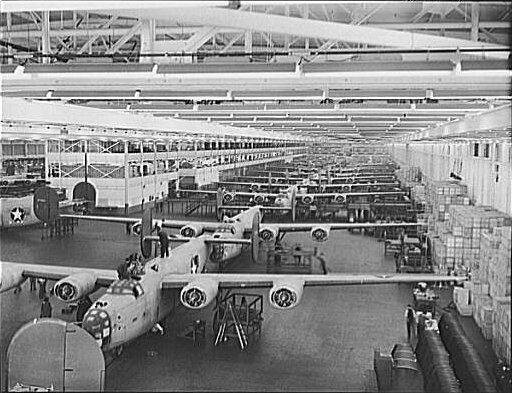
Op het hoogtepunt in 1944 rolde er elke 63 minuten een B-24 van de lijn van Ford in Willow Run. Er waren 1300 bedden voor piloten en bemanning die op hun vliegtuig wachtten

Het verloop van de oorlog hing op een complexe wijze samen met de relatieve wapenproductie. Duitsland had aan het begin van de oorlog daarin al een achterstand op de geallieerden. Het wist alleen successen te boeken vanwege een tactische superioriteit. De wanverhouding was het ergst in 1942. In de VS was in korte tijd een militair-industrieel complex geschapen dat tweemaal meer produceerde dan de asmogendheden bij elkaar. Grote industriële bedrijven kregen de vrijheid om in nauwe samenwerking de economie te reguleren. De totale industriële productie steeg er een kwart per jaar, om aan het eind van de oorlog ruim verdubbeld te zijn. De planeconomie van de Sovjet-Unie maakte in 1942 een vergelijkbare groei van de wapenindustrie mogelijk, zij het ten koste van de rest van de consumptie. Door de strategische situatie wist Duitsland zich echter in 1942 en 1943 te handhaven. In 1944 had Duitsland de achterstand voor een groot deel ingelopen. Het kon echter door strategische fouten geen reserves opbouwen, terwijl de Duitse strijdkrachten gehandicapt werden door brandstofgebrek. D-Day bracht de legers van de VS op het slagveld en de tactische voorsprong van Duitsland viel weg wat zijn nederlaag bezegelde.
Hitler en zijn bondgenoten in Europa beheersten in 1942 een gebied, het Großraum, met meer inwoners dan de Sovjet-Unie en de VS samen en met een economische productie die gelijk was aan die van de Amerikanen. Dat potentieel werd echter slecht uitgebuit en groeide als geheel ook nauwelijks. Door het eerder verwaarlozen van de spoorwegen waren de Duitsers gedwongen de locomotieven van andere landen te roven, wat de transportcapaciteit van de bezette gebieden ernstig verminderde. De stagnerende productie van steenkool, verreweg de belangrijkste energiebron, kon zo niet efficiënt meer verdeeld worden. De meeste bondgenoten waren technisch en sociaal onderontwikkeld en hun bevolkingen konden niet zonder meer voor de Duitse oorlogsinspanning worden ingezet. De Lage Landen en Frankrijk leverden in 1941 nog een flinke bijdrage maar veel van hun mankracht moest daarna dwangarbeid in Duitsland verrichten zodat meer Duitsers in dienst konden, een inefficiënt systeem. Het zich massaal laten doodwerken van krijgsgevangenen, dwangarbeiders en Joden vernietigde nog meer mankracht. Duitsland had geen echte planeconomie. Doordat de NSDAP steeds meer de maatschappij overnam, verloren de ministeries hun feitelijke macht en werd het ambtenarenapparaat ineffectief. De partij zelf viel uiteen in elkaar bestrijdende facties die alle wedijverden om de gunst van Hitler. Industriëlen sloten zich hierbij aan en poogden met spectaculaire, doch onpraktische, ontwerpen geld en middelen los te krijgen. De landbouwproductie haperde en heel het continent balanceerde bij misoogsten op de rand van de hongersnood. Al voor de invasie van de Sovjet-Unie was door Herbert Backe berekend dat slechts het aldaar uithongeren van de stedelijke bevolking een voedselsurplus voor Duitsland kon opleveren. Dit Hungerplan kon echter niet systematisch worden uitgevoerd en het gebied kon niet eens de Duitse bezettingsmacht voeden. In het algemeen kostten de bezette gebieden Duitsland meer dan ze opleverden.
De relatieve tankproductie van Duitsland en de Sovjet-Unie kan als voorbeeld dienen van de ontwikkelingen.
| Jaar        | 1939 | 1940 | 1941 | 1942   | 1943   | 1944   | 1945   |
| ----------- | ---- | ---- | ---- | ------ | ------ | ------ | ------ |
| Duitsland   | 743  | 1520 | 3114 | 4276   | 5663   | 7875   | 956    |
| Sovjet-Unie | 3110 | 2752 | 6274 | 24.639 | 19.859 | 16.900 | 14.426 |

Duitsland produceerde veel vliegtuigen maar de productie van de asmogendheden bleef flink achter bij de totale vliegtuigproductie van de geallieerden.
| Jaar          | 1940   | 1941   | 1942   | 1943    | 1944    |
| ------------- | ------ | ------ | ------ | ------- | ------- |
| Asmogendheden | 18.900 | 20.000 | 27.000 | 42.500  | 67.500  |
| Geallieerden  | 38.400 | 62.100 | 96.900 | 147.000 | 163.000 |

## De oorlog in Azië

### Japan in de eerste helft van de 20e eeuw
Japan moderniseerde radicaal tijdens de Meijiperiode in de tweede helft van de 19e eeuw. De nieuwe industriële grootmacht ontbrak het echter aan natuurlijke hulpbronnen. Tussen 1859 en 1942 voerde Japan een imperialistische politiek om de aanvoer van grondstoffen en voedsel veilig te stellen door middel van verovering en beheersing van buurlanden. Daartoe werd een sterk leger geschapen en een van de grootste marines te wereld.
De overwinningen in de Eerste Chinees-Japanse Oorlog (1894-1895) en Russisch-Japanse Oorlog (1904-1905) resulteerden in de Japanse beheersing van Taiwan in het zuiden, Korea en Mantsjoerije in het westen en Zuid-Sachalin in het noorden. In 1919 kreeg Japan het bestuur over het uitgestrekte Zuid-Pacifisch Mandaatgebied. De invoering in 1925 van algemeen kiesrecht lokte een conservatieve reactie uit die de parlementaire democratie steeds verder ondermijnde.

De Japanse imperialistische drang werd nieuw leven ingeblazen door de Grote Depressie na 1929. Het leger begon in toenemende mate de buitenlandse politiek te bepalen. Tussen 1932 en 1936 werd het land bestuurd door admiraals. Na de mislukte staatsgreep in Japan van 26 februari 1936 dwong het leger af dat de minister van oorlog altijd een generaal in dienst zou zijn. Nadien was het land in feite een militaire dictatuur.

Japanse Imperium in 1939

### De Tweede Chinees-Japanse Oorlog
Door de Nationale Beschermingsoorlog van 1915 verloor het centrale gezag in China de macht aan regionale krijgsheren. Japan verwierf hierdoor meer invloed en dwong de zwakke Chinese regering tot "ongelijke verdragen". De verdragen werden slecht nagekomen: een zwakke regering kon ze niet afdwingen en een sterke had er geen belang bij. Na de krijgsheren in Zuid- en Midden-China onder zijn gezag gebracht te hebben, leidde Chiang Kai-shek, de leider van de Kwomintang, in 1927 en 1928 de Noordelijke Expeditie tegen de zetbazen van de noordelijke krijgsheren in Peking. Toen Zhang Xueliang, de krijgsheer die Mantsjoerije controleerde, zijn trouw aan Chiang verklaarde, grepen de Japanners in. Ze schiepen in 1931 een satellietstaat Mantsjoekwo onder de laatste Chinese keizer Puyi. Japan trok zich terug uit de Volkenbond die deze actie veroordeelde. Chiang viel tot 1936 dankzij de Sino-Duitse samenwerking voornamelijk de communisten aan die hij uit het zuiden van China verdreef. Japan begon de krijgsheren in het noorden te beheersen.
Eind 1936 werd Chiang ontvoerd door Zhang Xueliang, het Xi'an Incident, en gedwongen met de communisten een bondgenootschap tegen de Japanners te sluiten. Officieren van het Kanto-leger provoceerden daarom, zonder medeweten van het Japanse opperbevel, op 7 juli 1937 het Marco Polobrugincident, als voorwendsel om het noordoosten van China te bezetten. Deze Tweede Chinees-Japanse Oorlog geldt in Aziatisch perspectief als het begin van de Tweede Wereldoorlog. Chiang bleef zich fel tegen de invasie verzetten. Japan viel eind 1937 zijn hoofdstad aan, resulterend in het Bloedbad van Nanking met driehonderdduizend burgerslachtoffers. Miljoenen boeren kwamen om door terreur, overstromingen en hongersnood. Het lukte Japan niet China te verslaan of de bezette gebieden profijtelijk te exploiteren.

### De weg naar Pearl Harbor

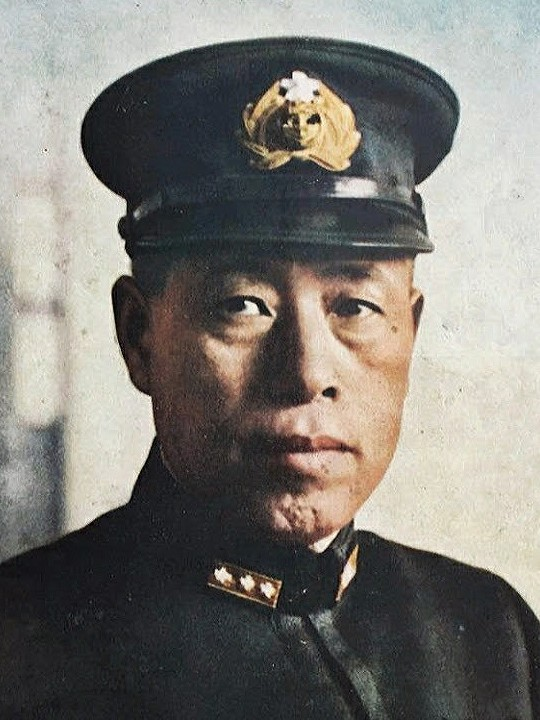
Admiraal Yamamoto

In 1938 ontstond een grensoorlog tussen Japan en de Sovjet-Unie die Xinjiang bezet had en haar communistische satellietstaat Mongolië steunde. In augustus 1939 behaalde generaal Zjoekov een beslissende overwinning op de Japanners in de Slag bij Halhin Gol, waarna Japan zijn streven naar noordelijke gebiedsuitbreiding opgaf. De politieke invloed van de Noordelijke Aanvalsgroep, de exponent van het Japanse Leger, verminderde ten bate van de Zuidelijke Aanvalsgroep, de favoriet van de Japanse Marine. Toen Duitsland de Sovjet-Unie binnenviel, bleef Japan neutraal, een goede relatie met Stalin als rugdekking voor een zuidelijke aanval beschouwend.
In 1940 tekende Japan met Duitsland en Italië het Driemogendhedenpact, een bijstandsverdrag. Na de Duitse verovering van Nederland en Frankrijk, ontstond er angst in de Verenigde Staten dat Japan dit zou uitbuiten door de westerse koloniën in Zuid-Oost-Azië over te nemen. September 1940 werd Vichy-Frankrijk inderdaad gedwongen het noorden van Indochina onder Japanse controle te brengen. Als straf stelden de VS, het Verenigd Koninkrijk en de Nederlandse regering in ballingschap, die nog steeds de oliebronnen in Nederlands-Indië beheerste, een olie- en staalboycot tegen Japan in. Japanse militairen onder leiding van admiraal Isoroku Yamamoto begonnen hierop een campagne voor te bereiden om de Verenigde Staten uit de Grote Oceaan te verdrijven. Juli 1941 werd ook het zuiden van Indo-China bezet.
Anders dan de Duitsers, beseften de Japanse militaire top, de regering en de keizer zeer wel dat een dergelijke strijd uiteindelijk vergeefs zou zijn. Ondanks een sterke industriële basis, moest een uitputtingsoorlog tegen de grootste economie ter wereld wel verloren worden. Niets doen was geen optie want het land zou dan wegens de boycot economisch en militair ineenstorten door een gebrek aan grondstoffen en aardolie, waarvan men 90% importeerde. Zich schikken naar de eisen van de VS zou ongetwijfeld leiden tot verdere diplomatieke druk om zich uit China terug te trekken. Een dergelijk gezichtsverlies zou niet verenigbaar zijn met de eer van het leger. Liever aanvaardde men het grote risico op een heroïsche militaire nederlaag, zich troostend met de kleine kans om door de verovering van olievelden in Zuidoost-Azië, waaronder Nederlands-Indië, een economische basis te verwerven die de VS na een vernietigende aanval op Pearl Harbour tot een vergelijk zou dwingen.

### Het Japanse offensief

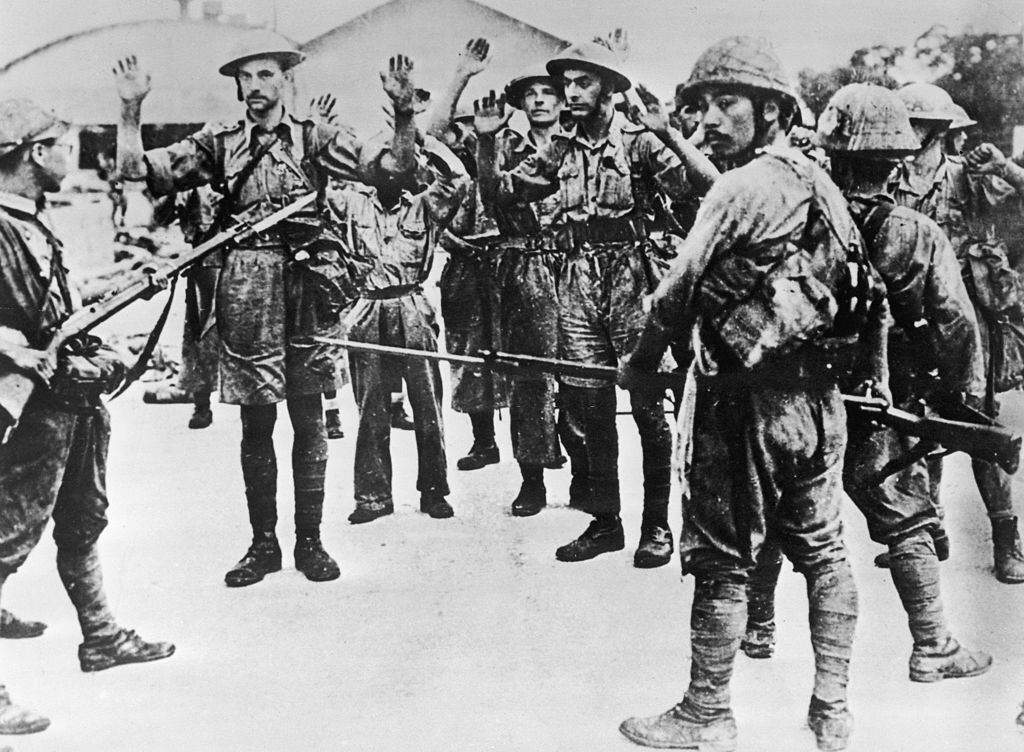
Singapore 1942

Japan had in 1941 de grootste vloot vliegkampschepen ter wereld. Die voerde op 7 december 1941 een verrassingsaanval uit op Pearl Harbour in de Hawaïaanse archipel. De Amerikaanse slagvloot werd grotendeels uitgeschakeld maar de drie vliegkampschepen overleefden doordat ze toevallig op oefening waren. Tegelijkertijd begonnen er aanvallen tegen Brits Malakka en de Amerikaanse kolonie de Filipijnen. Op 11 december verklaarde Hitler de oorlog aan de Verenigde Staten, hopend dat die voorlopig door de Japanners bezig gehouden zouden worden.

De invasieroutes van de Japanners in Nederlands-Indië en de zeeslagen door het Geallieerd eskader

Na een korte invasie staakte Thailand ieder verzet en koos in januari 1942 de Japanse zijde. Het Britse slagschip Prince of Wales en de slagkruiser Repulse werden op 10 december voor de kust van Malakka door torpedobommenwerpers tot zinken gebracht. Na de Amerikaanse was daarmee ook de Britse slagvloot buiten gevecht gesteld. Op 15 januari werden de resterende geallieerde kruisers en torpedobootjagers in dit strijdtoneel onder één centraal ABDA commando geplaatst.
De vrij kleine geallieerde koloniale garnizoenen voerden een passieve verdediging en werden stuk voor stuk opgerold. Hongkong viel op 25 december 1941. De Japanners landden op de oostkust van Malakka en vielen in de Slag om Singapore de grote Britse marinebasis van de landzijde aan. Op 15 februari 1942 gaven de 130 000 Britse, Indiase en Australische troepen zich over. De Amerikaanse bases op Guam en Wake gingen verloren. In januari volgden Japanse invasies in Birma, de Salomonseilanden, Nederlands-Indië en Nieuw-Guinea. Manilla, Kuala Lumpur en Rabaul werden door Japan veroverd. Het Amerikaanse garnizoen van de Filipijnen trok zich terug op het schiereiland Bataan maar moest zich in april overgeven. Rangoon werd in maart veroverd en Mandalay volgde begin mei. De ABDA vloot probeerde in februari 1942 Japanse landingen in Nederlands-Indië te verhinderen. Bij de Slag in de Straat Badoeng lukte het niet om de invasie van Bali te stoppen waarna Bali en Timor bezet werden. Tijdens de Slag in de Javazee werd het geallieerd eskader verslagen en konden de Japanners op 1 maart landen in Java. De Japanse luchtmacht beheerste het luchtruim volledig en samen met de vliegkampschepen van de Japanse Marine voerde ze bombardementen uit op Noord-Australië. Op 5 april 1942 vielen vijf vliegkampschepen Colombo aan. De Britse vloot trok zich terug uit Ceylon maar op 9 april werd het vliegkampschip HMS Hermes tot zinken gebracht. De geallieerden vreesden dat de Japanners de aanvoerlijnen met Egypte en India wilden onderbreken en bezetten in mei 1942 de Franse kolonie Madagaskar om ze voor te zijn. De Doolittle Raid van april 1942 waarin de Amerikanen Tokyo bombardeerden, was slechts een symbolische daad.

### Het tij keert

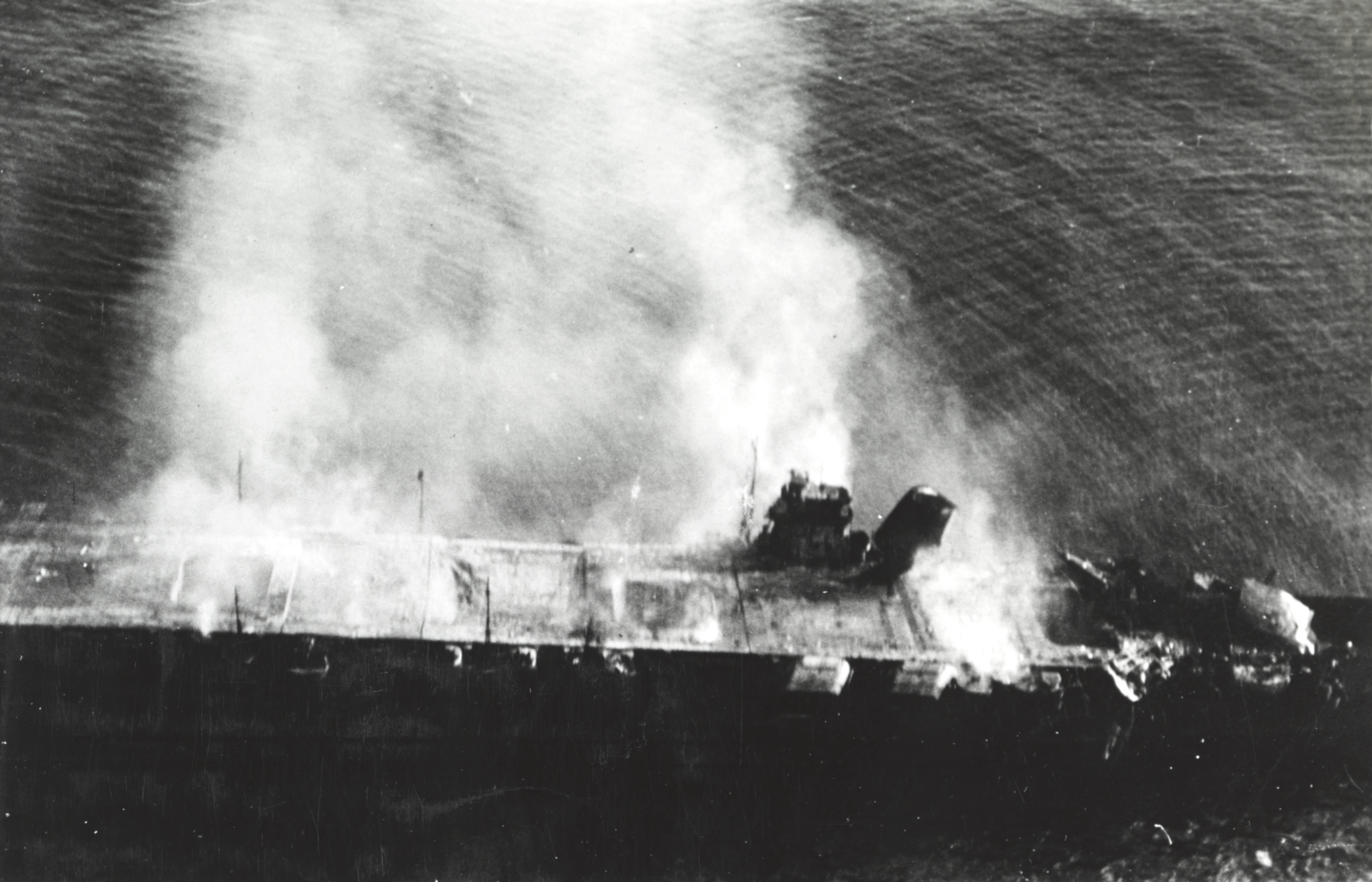
Het brandende Japanse vliegkampschip Hiryu, tijdens de Slag bij Midway, 4 juni 1942

Nadat hun eerste oorlogsdoelen behaald waren, twijfelden de Japanners over de verdere strategie. Het Japanse leger wilde zich concentreren op China en verwierp categorisch invasies in Australië, Brits Indië of Ceylon. De Japanse marine wilde enerzijds het offensief verderzetten langs de eilanden tussen Australië en de VS, om Australië te isoleren en te neutraliseren. Anderzijds was de Japanse marine beducht voor de Amerikaanse vliegkampschepen en wilde men die uitschakelen. Op 5 april besliste Yamamoto om in mei te landen in Port Moresby, in het oosten van Nieuw-Guinea, en daarna in juni met een landing op Midway een confrontatie met de Amerikaanse vloot uit te lokken. Beide operaties werden door Amerikaanse codebrekers ontdekt. De eerste operatie mislukte in mei 1942 door de Slag in de Koraalzee, de eerste keer in de geschiedenis dat carrier fleets een slag uitvochten. Weliswaar zonk de Lexington maar de Japanners verloren de Shoho en veel piloten kwamen om van de Zuikaku en de Shokaku, hun twee modernste vliegkampschepen. Ondanks deze tegenslag begon Yamamoto de tweede operatie die leidde tot de Slag bij Midway. Tussen 3 en 7 juni wist de Amerikaanse vloot met drie vliegkampschepen, de Yorktown, Enterprise en Hornet, de vier overige grote Japanse vliegkampschepen, de Kaga, Akagi, Soryu en Hiryu tot zinken te brengen. De Amerikanen verloren alleen de Yorktown. Dit was het keerpunt in de oorlog in Azië. Japan kon de verloren schepen niet meer vervangen terwijl de Amerikanen nog voor het einde van de oorlog zestien nieuwe vlootvliegkampschepen in dienst namen, naast vele tientallen lichte escortcarriers. 

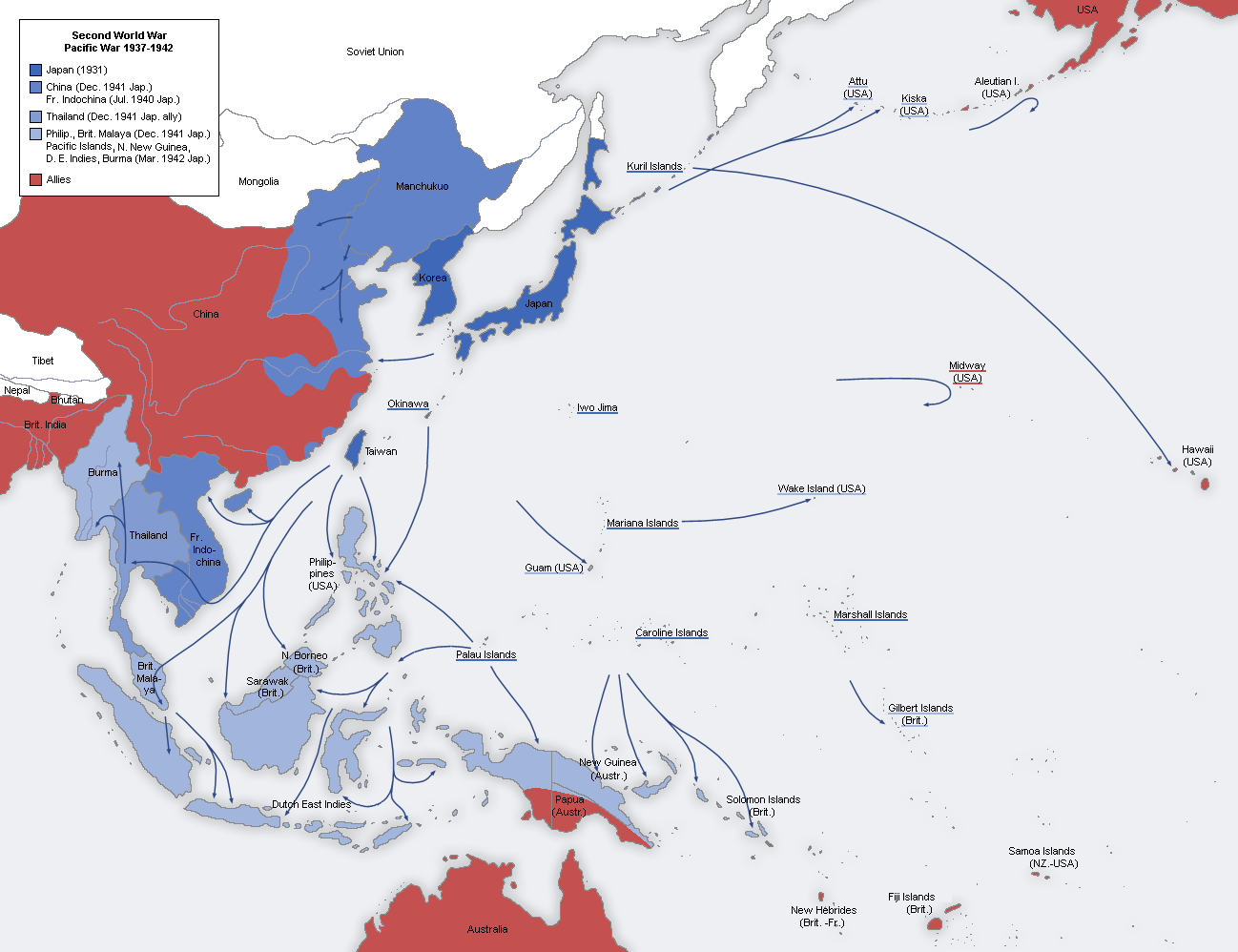
De Japanse veroveringen tot augustus 1942

### Guadalcanal enIsland Hopping
Japan noch de VS waren midden 1942 tot grote offensieven in staat. De keizerlijke marine bleef pogen richting Australië op te dringen. Een landaanval van het noorden uit richting Port Moresby werd door de Australiërs geblokkeerd langs de Kokoda Track. In augustus 1942 mislukte voor het eerst een Japanse landing, in de Slag om de Baai van Milne. Dezelfde maand landden zowel de Amerikanen als Japanners op Guadalcanal, een van de Salomonseilanden. Dit begon de half jaar durende Slag om Guadalcanal, deel van de Slag om de Salomonseilanden. In talrijke vlootacties verloren de Japanners geleidelijk terrein, ondanks het opofferen van veel schepen en manschappen. In 1943 vestigden de Amerikanen en Australiërs de bruggenhoofden Buna en Gona op de noordoostkust van Nieuw-Guinea.

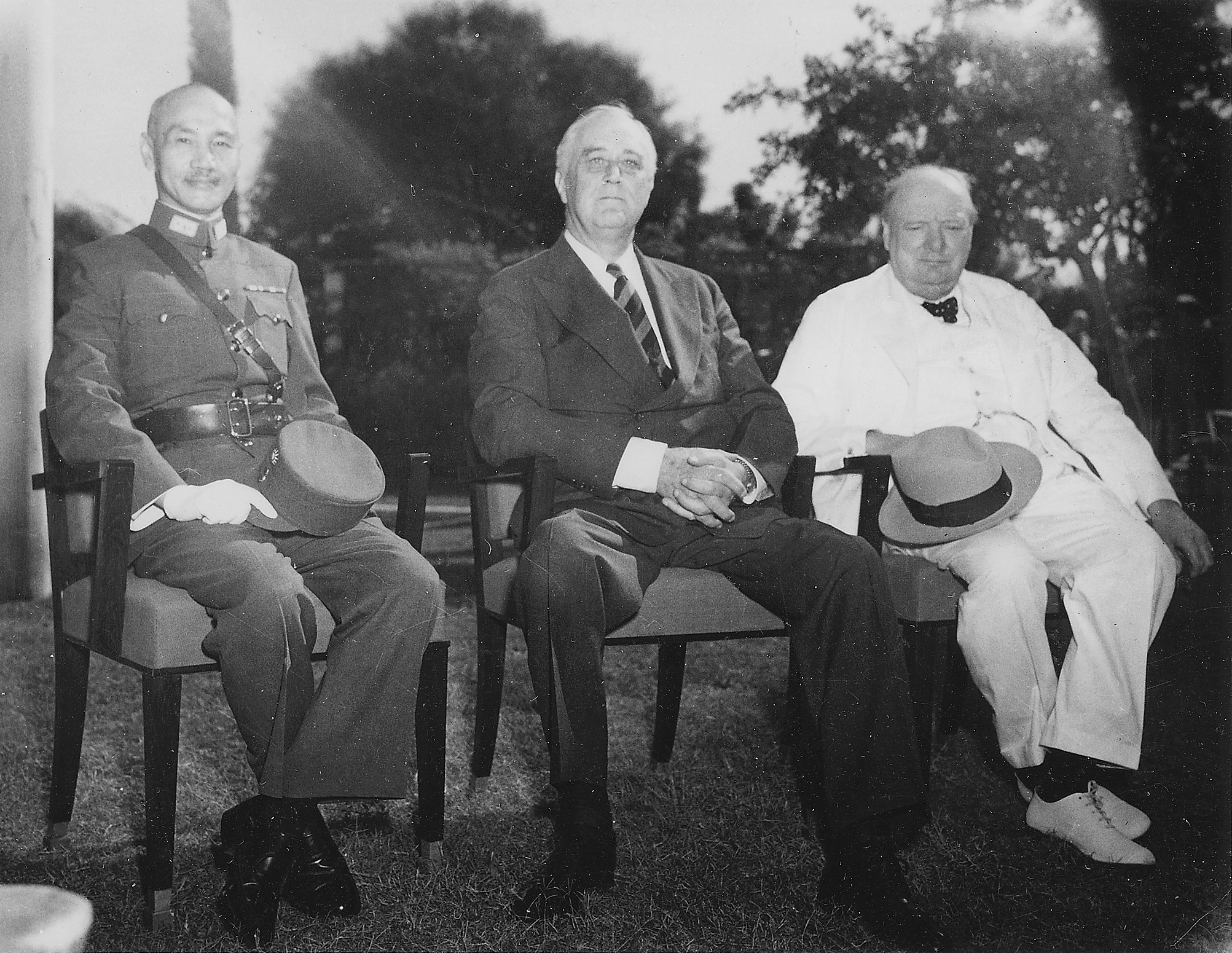
Chiang Kai-shek, Franklin Delano Roosevelt en Winston Churchill in de Conferentie van Caïro op 25 november 1943

De Amerikanen konden in 1943 door de grote uitbreiding van hun vloot een agressieve strategie gaan bepalen. Om Japan te verslaan was het niet nodig om heel Zuid-Oost-Azië te heroveren. Het zou volstaan om het noorden van de Filipijnen in te nemen en zo de aanvoerlijn naar de olie uit Sumatra te verbreken. Deze aanval uit het oosten moest over twee assen plaatsvinden. Douglas MacArthur zou met een zuidelijke as over de zone van Nieuw-Guinea naar het westen opdringen. Als noordelijke as wilde admiraal Chester Nimitz in een island hopping of leapfrogging campagne snel strategische eilanden innemen, krachtige Japanse garnizoenen passerend en isolerend, om zo controle te verwerven over de archipels ten zuiden van Japan. De Japanners voerden extra troepen aan om deze offensieven af te grendelen in een "blokkadestrategie", hopend minstens een half jaar te winnen om hun vloot, luchtmacht en garnizoenen te versterken.
De zuidelijke aanval ging in juni 1943 van start met een bloedige verovering van New Georgia. In augustus volgde een landing op Bougainville dat pas in 1945 geheel genomen zou worden. Gezien het taaie Japanse verzet besloot ook McArthur om maar haasje-over te gaan spelen en passeerde de Japanse hoofdmacht te Rabaul op Nieuw-Brittannië. In het voorjaar van 1944 had hij zijn controle over de hele noordkust van Nieuw-Guinea uitgebreid, posities innemend tot drieduizend kilometer westelijk van Guadalcanal.
In november 1943 startte de noordelijke aanval met landingen in de Gilberteilanden. Na zware strijd werd Tarawa genomen. Op 31 januari 1944 begon de aanval op de Marshalleilanden en vrij snel werden Majuro, Kwajalein en Eniwetok veroverd.

### Herovering van de Filipijnen

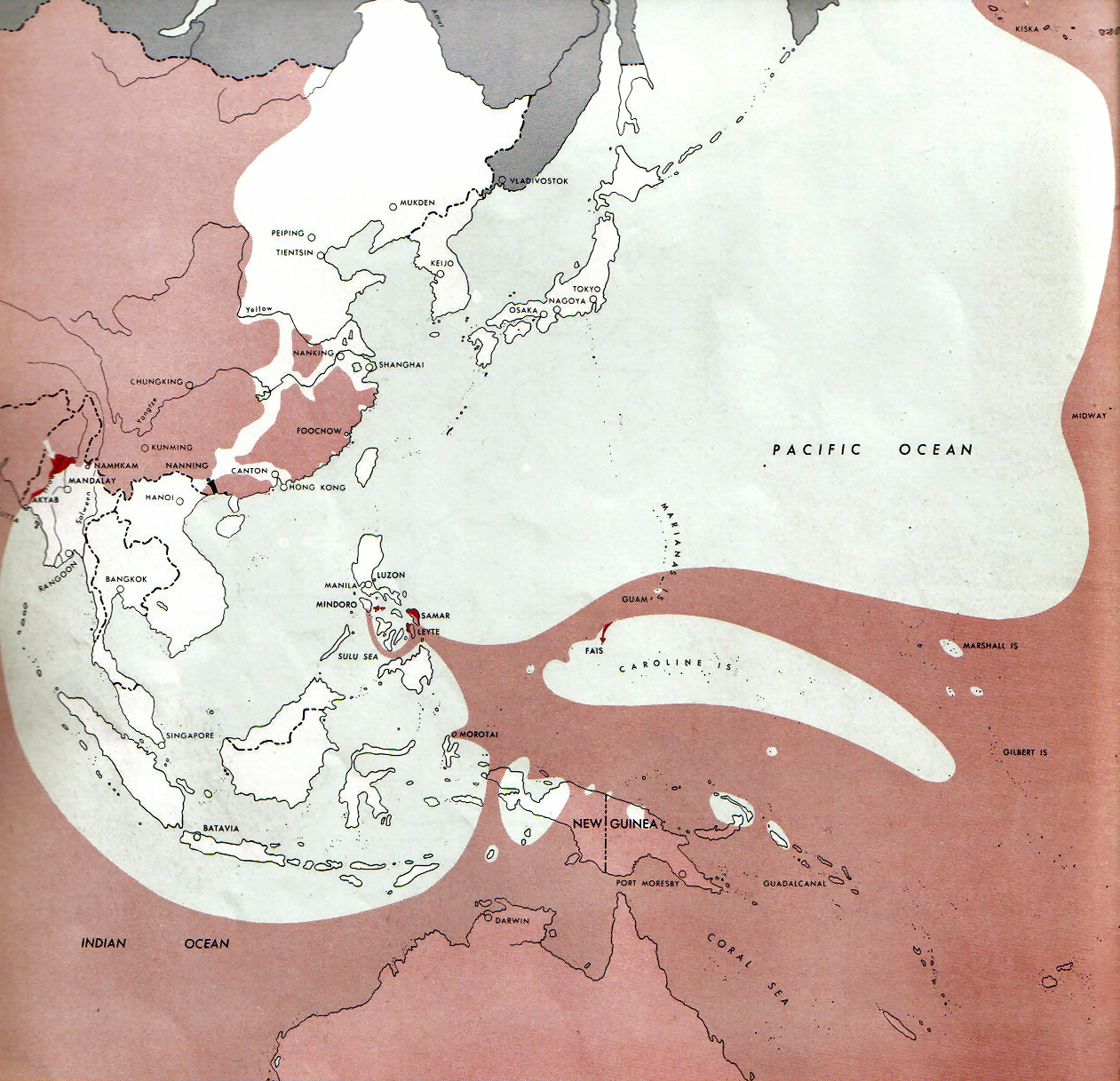
De posities eind 1944

In het late voorjaar van 1944 maakten beide partijen zich op voor de Kantai Kessen, de "beslissende zeeslag". De twee jaar voorbereidingstijd was door de Japanners slecht gebruikt. Er was geen industriële capaciteit geweest om een nieuwe generatie tanks te produceren zodat Japanse pantservoertuigen nu sterk bij de Amerikaanse achterliepen in bepantsering en vuurkracht. Het handjevol nieuwe vliegkampschepen viel in het niet bij de Amerikaanse Big Blue Fleet. Men was er niet in geslaagd voldoende marinepiloten volledig te oefenen doordat de eerste lichtingen naar het garnizoen van Rabaul waren gestuurd. Amerikaanse onderzeeërs brachten zoveel koopvaardijschepen tot zinken dat de aanvoer van grondstoffen en olie ernstig terugliep. Daarom voerde men van april 1944 af Operatie Ichi-Go uit, het grootste offensief van het Japanse leger gedurende de oorlog, dwars door Zuid-China een landverbinding tot stand brengend met Indo-China. In het voorjaar deed men voor het eerst ook een serieuze poging om van Birma uit India binnen te vallen, in Operatie U-Go. Dit werd afgeslagen en de Britten, Indiërs en Chinezen zouden gedurende 1944 en 1945 geleidelijk Birma heroveren.

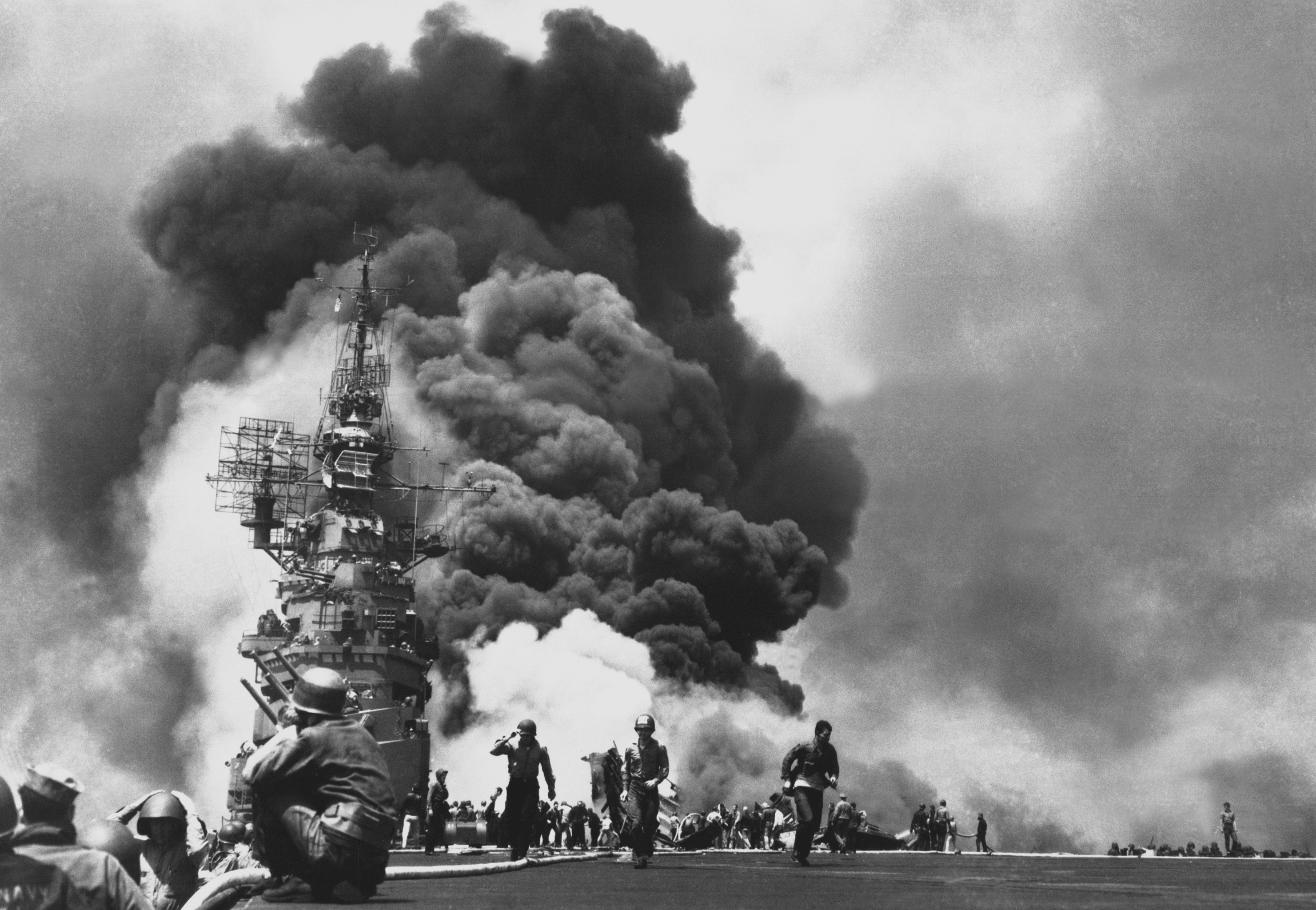
USS Bunker Hill geraakt door kamikazes 11 mei 1945; het vliegkampschip overleefde

In juni 1944 viel de Amerikaanse Vijfde Vloot met negenhonderd vliegtuigen op vijftien vliegkampschepen de Marianen aan. Op 15 juni landde men op Saipan. Vanaf de Marianen lag Japan binnen bereik van zware bommenwerpers, de eilandengroep maakte deel uit van de binnenste verdedigingsgordel van Japan en als reactie op de aanval moest de volledige Japanse vloot volgens plan A-Go uitvaren en de confrontatie met de Amerikaanse vloot aangaan. De keizerlijke marine stoomde nu met negen vliegkampschepen en ongeveer 450 vliegtuigen op naar het oosten. Op 19 juni begon de Slag in de Filipijnenzee met een aanval van 374 Japanse vliegtuigen die in vier golven gelanceerd werden. De Amerikaanse radar ontdekte de aanval tijdig en jagers konden de meeste Japanse toestellen neerschieten; 244 Japanse vliegtuigen gingen verloren terwijl de Japanse aanval geen beduidende schade veroorzaakte. Amerikaanse onderzeeërs en luchtaanvallen brachten drie vliegkampschepen tot zinken. Doordat de Amerikaanse vijfde vloot bij de landingsvloot moest blijven mocht ze de achtervolging niet inzetten en daardoor kon de Japanse vloot ontsnappen. Maar de luchtvloot van de Japanse vliegkampschepen zou zich nooit meer herstellen van de hier geleden verliezen. Nooit meer zouden Japanse carriers op reguliere wijze met de Amerikaanse slag kunnen leveren. Tussen 21 juli en 10 augustus werden ook Guam en Tinian veroverd. Op de drie eilanden werden vliegvelden aangelegd voor B-29 Superfortress langeafstandsbommenwerpers. Op 24 november 1944 begonnen B-29's vanuit Saipan Japan te bombarderen, en vanaf februari 1945 ook vanuit Tinian en Guam.
De Amerikanen overwogen nu eerst Formosa te veroveren maar alleen een snel einde aan de oorlog in Europa zou daarvoor de benodigde krachten vrijmaken. Daarom begon men op 17 oktober 1944 met de herovering van de Filipijnen door landingen bij en op Leyte. De Japanse marine trok nu haar laatste troefkaart: de slagvloot die in de grootste zeeslag in de geschiedenis, de Slag in de Golf van Leyte, door een ingenieuze strategie de Amerikanen moest verslaan. De laatste vliegkampschepen lokten de Amerikaanse Derde Vloot naar het noorden en een smaldeel slagschepen de Amerikaanse Zevende Vloot naar het zuiden zodat een middelste smaldeel door de San Bernardinostraat de Amerikaanse landingsvloot kon overvallen. Deze opzet slaagde maar na een escort carrier te hebben gekelderd, trok de centrale task force zich terug zodat het offer van vier vliegkampschepen en drie slagschepen vergeefs was geweest. Op 9 januari 1945 landden de Amerikanen op Luzon dat in het voorjaar van 1945 grotendeels onder controle was gebracht.
Na de zware verliezen bij de Marianen vormden radicale elementen binnen de Japanse luchtmacht het eerste Kamikaze eskader voor zelfmoordmissies, voornamelijk met van een bom voorziene jachtvliegtuigen. Tijdens de slag in de Golf van Leyte vielen ze voor de eerste keer aan en brachten een escortevliegkampschip tot zinken, maar hun inzet had geen invloed op de slag. Toch werden de kamikazestrijdkrachten verder uitgebouwd. Tegen het eind van de oorlog waren er ongeveer 3850 kamikazemissies uitgevoerd. Ze brachten tientallen kleinere schepen en drie escortevliegkampschepen tot zinken, zonder invloed op het verloop van de oorlog.

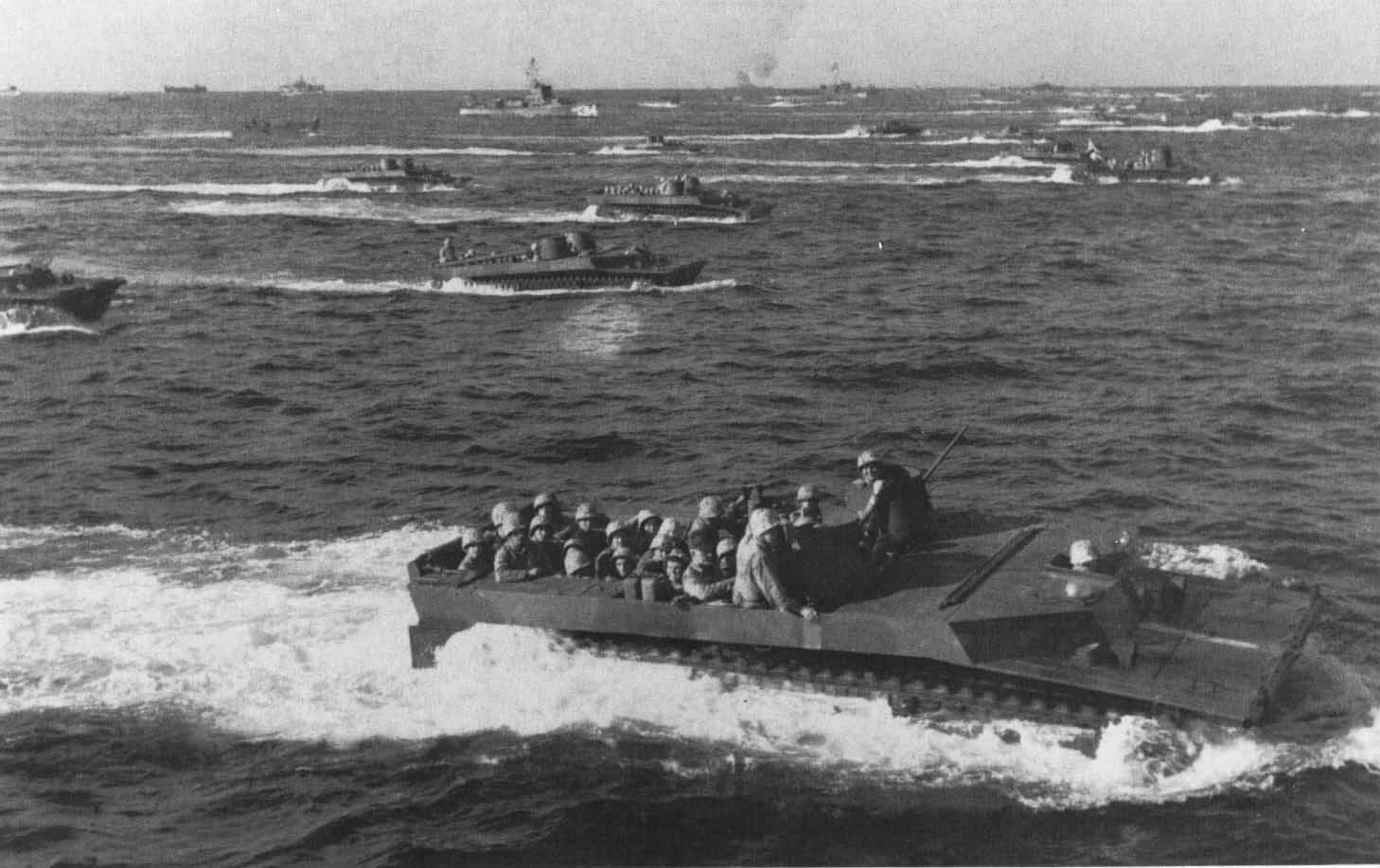
Landingsvaartuigen naderen Iwo Jima, 19 februari 1945

### 1945
In de winter van 1944 verbraken de geallieerden vrijwel alle zeeverbindingen tussen Japan en het zuiden. Nadat in 1943 reeds 942 000 ton aan scheepsruimte verloren gegaan was, steeg dit in 1944 tot 2 150 000 ton, voornamelijk door onderzeeërs. Begin 1945 was driekwart van de Japanse koopvaardijschepen gekelderd. Marine en industrie leden onder een acuut brandstoftekort. Grondstoffen konden alleen uit Mantsjoerije en het door een guerrilla geteisterde China gehaald worden. Niet alleen de industriële productie maar ook de voedselproductie daalde tot een derde. Om de bevolking verder uit te hongeren legden na 27 maart 1945 in Operatie Starvation B-29s ruim twaalfduizend zeemijnen in de Japanse kustwateren.
De bombardementen vanuit de Marianen werden geïntensiveerd. Toen precisiebombardementen bij dag weinig resultaat opleverden, ging men over op nachtelijke aanvallen met brandbommen op steden. Er vielen een half miljoen doden en vijf miljoen Japanners raakten dakloos. Op 10 maart 1945 vond het bombardement op Tokio plaats, met minstens 83 600 doden, en volgens sommige schattingen tweehonderdduizend, het zwaarste uit de geschiedenis.
Tussen 19 februari en 26 maart werd Iwo Jima, een eiland halfweg tussen de Marianen en Japan, veroverd zodat men een basis had van waaruit escortejagers voor de B-29s konden opstijgen, en waar B-29s een noodlanding konden uitvoeren. Tussen 1 april en 22 juni werd Okinawa veroverd, na een landing die maar weinig kleiner was dan D-Day. De eilanden werden verbeten verdedigd met als gevolg twintigduizend Amerikaanse doden en meer dan honderddertigduizend Japanse. Kamikazes werden op grote schaal ingezet: tussen 6 april en 22 juni vielen meer dan 1800 kamikazes aan, maar ze konden het verloop van de strijd niet beïnvloeden. Ook de Japanse marine voerde een zelfmoordaanval uit met het superslagschip Yamato, maar het schip werd gekelderd vooraleer het Okinawa kon bereiken.

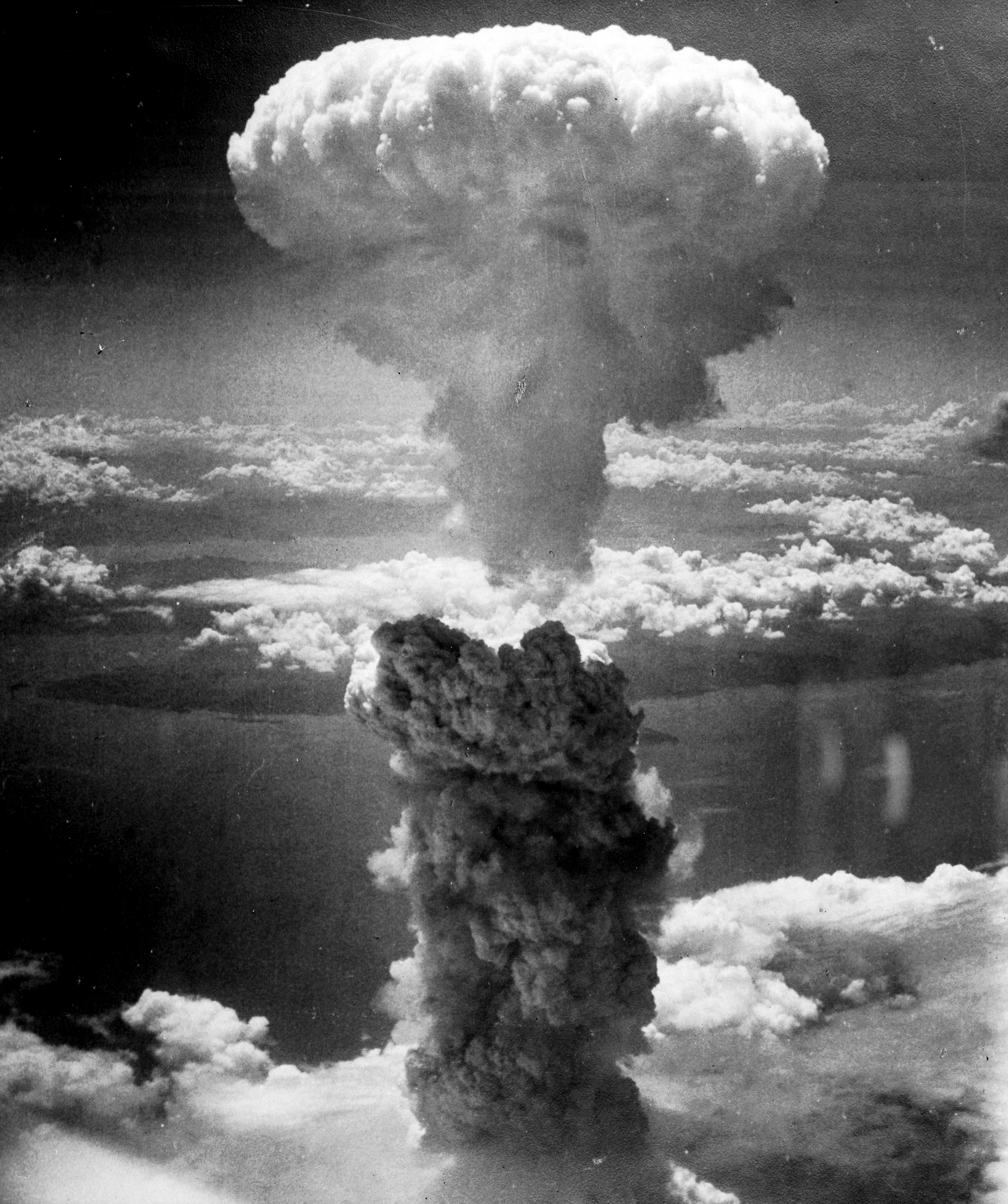
Nagasaki 1945

Op 12 april 1945 overleed president Roosevelt, maar dit had geen effect op de Amerikaanse oorlogsinspanning. De Japanse militaire strategische situatie was in juli 1945 hopeloos. Na de operatie van de Yamato was er voor de resterende grote marineschepen geen brandstof meer en ze werden voor anker gelegd in havens, als drijvende kustbatterijen. De Japanse vloot kon niets meer ondernemen tegen de geallieerde vloot die in maart en juli 1945 de Japanse hoofdeilanden aanviel. Vliegkampschepen vielen vliegvelden, scheepvaart, havens en industrie aan, geholpen door bombardementen van slagschepen en kruisers.
In het kabinet van de nieuwe premier admiraal Kantarō Suzuki waren er "duiven" die via de nog neutrale Sovjet-Unie onderhandelingen over een overgave hoopten aan te gaan. De "haviken" vreesden echter dat zoiets zou leiden tot demilitarisering, bestraffing van Japanse oorlogsmisdadigers en de afschaffing van het keizerschap. Ze dachten een betere onderhandelingspositie te winnen door een verwachte landing op Kyushu met drieduizend kamikazepiloten af te slaan. De geallieerden herhaalden op 26 juli in de Verklaring van Potsdam de eis van een onvoorwaardelijke overgave, overigens zonder de keizer te noemen. Sinds Okinawa vreesden de Amerikanen dat ze bij een verovering van Japan een miljoen man zouden verliezen. Het kwam als een opluchting dat het geheime Manhattanproject op 16 juli 1945 een eerste atoombom succesvol testte. President Harry S. Truman beval de inzet van het nieuwe atoomwapen.
Op 6 augustus 1945 wierp de B-29 Enola Gay een uraniumbom af die Hiroshima vernietigde, 79 000 mensen direct dodend. Nog steeds nam het Japanse kabinet geen besluit tot overgave, hopend dat de Amerikanen slechts één zo'n wapen bezeten hadden. Op 9 augustus vernietigde een plutoniumbom Nagasaki met 39 000 directe doden tot gevolg. Aan verbrandingen en stralingsziekte bezweken na de twee aanvallen nog eens 145 000 mensen.
De Sovjet-Unie had, onder grote Amerikaanse druk, tijdens de Conferentie van Jalta toegezegd uiterlijk drie maanden na de Duitse capitulatie Japan aan te vallen, op voorwaarde dat het Zuid-Sachalin en de Koerilen mocht veroveren en annexeren. Op 9 augustus 1945 begon "Operatie Augustusstorm" die het Japanse Kwantoengleger in Mantsjoerije verpletterde.
Op 10 augustus dwong keizer Hirohito het kabinet om telegrammen naar de geallieerden te zenden dat de Verklaring van Potsdam aanvaard werd mits zijn positie onaangetast bleef. Op 11 augustus omzeilden de geallieerden deze kwestie door te stellen dat het Japanse volk zijn eigen staatsvorm zou mogen bepalen. Op 15 augustus, 12:00, gaf de keizer in een radiotoespraak Japan over. Dit voorkwam de afworp van een derde atoombom rond 19 augustus. Op 2 september 1945 werd de capitulatie getekend, op het slagschip USS Missouri. Japan kwam onder Amerikaanse bezetting, geleid door MacArthur. President Truman verklaarde op 31 december 1946 een formele "beëindiging van de vijandelijkheden" tussen de VS en Japan. Op 28 april 1952 werd tussen Japan en de meeste geallieerden het Vredesverdrag van San Francisco gesloten. De uitzondering was de Sovjet-Unie wegens een blijvend dispuut over de Koerilen.

## Slachtoffers en oorlogvoering

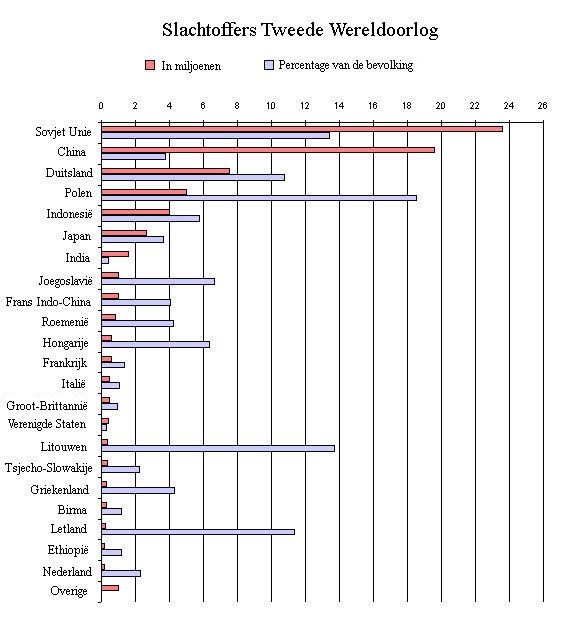
Slachtoffers van Tweede Wereldoorlog per land

De Tweede Wereldoorlog kenmerkte zich door de klaarblijkelijke onmacht van de diverse vooroorlogse vredes- en niet-aanvalsverdragen en ook door een tot op dat moment in de geschiedenis ongekend massaal en nietsontziend geweld, waarbij over en weer talloze burgerslachtoffers vielen. In vorige oorlogen was over het algemeen een principieel onderscheid gemaakt tussen burgers en militairen, waarbij de burgers zo veel mogelijk ontzien werden of in ieder geval geen primair doel vormden. Dit principe werd in de Tweede Wereldoorlog op grote schaal verlaten; alle partijen beschouwden elkaars burgers nu als valide doelen, met het argument dat ook de burgers bijdroegen aan het oorlogvoerend vermogen van de vijand. De Tweede Wereldoorlog is daarmee tot op heden het meest sprekende voorbeeld van een totale oorlog. Daarnaast waren zowel nazi-Duitsland als de Sovjet-Unie totalitaire regimes, die zich overeind hielden met politieke repressie en indoctrinatie. Ook de oorlog tussen militairen was uitgesproken hard, vooral aan het oostfront. De internationaal overeengekomen regels voor oorlogvoering (vastgelegd in de Conventie van Genève) werden systematisch en op grote schaal overtreden, met name met betrekking tot de behandeling van krijgsgevangenen.

Tijdens de Tweede Wereldoorlog vielen in totaal tussen de 50 en 70 miljoen doden. Ongeveer twee derde van alle slachtoffers was burger, waarvan naar schatting meer dan elf miljoen behoorden tot minderheden die stelselmatig werden vervolgd en vermoord. Het was tevens de eerste − en tot op heden enige − oorlog waarin kernwapens werden ingezet. Ook werden aan het eind van de oorlog op betrekkelijk kleine schaal raketwapens en straaljagers ingezet. Tijdens de oorlog werd door alle betrokken partijen een inzet op het strijdtoneel van chemische wapens gevreesd zoals in de Eerste Wereldoorlog was gebeurd. Gifgas werd echter slechts ingezet in de periferie, namelijk door Italië in Abessinië tijdens de Tweede Italiaans-Ethiopische Oorlog en door Japan in China, waar ook experimenten met biologische oorlogvoering plaatsvonden.

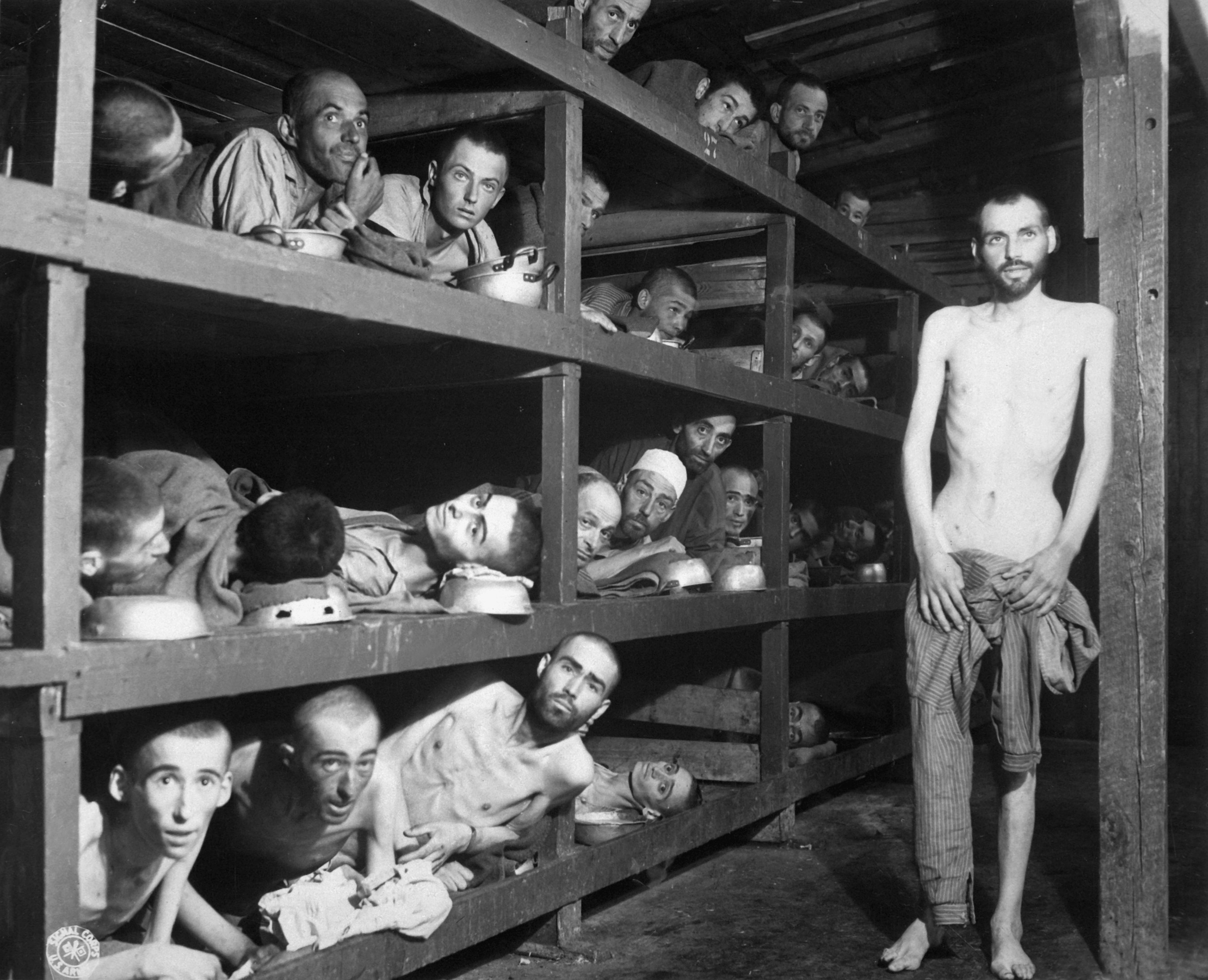
Zwaar ondervoede Joodse gevangenen in Buchenwald, bij hun bevrijding op 16 april 1945

### Vervolging en vernietiging
Er zijn naar schatting elf miljoen mensen systematisch vermoord, het grootste gedeelte in de concentratie- en vernietigingskampen, die als een grootschalige en efficiënte industrie gerund werden. De ongelukkigen die in de ogen van de nazi's inferieur en parasitair waren moesten letterlijk worden uitgeroeid. Tijdens de Holocaust werden tussen de vijf en zes miljoen Joden vermoord, evenals ongeveer vijf miljoenen zigeuners, krijgsgevangenen, Slaven, gehandicapten, verzetsstrijders, Jehova's getuigen, homoseksuelen en dissidenten. Er werden door de Duitsers diverse methoden toegepast om de Untermenschen te vermoorden, waarvan de gaskamers de bekendste zijn.

### Burgerslachtoffers en bombardementen
De strijdende partijen bombardeerden de civiele bevolking bewust. De Japanners voerden terreuraanvallen uit op onder andere Shanghai, Wuhan, Nanking en Kanton (Guangzhou). In Europa werden door de Duitsers onder andere Warschau, Rotterdam, Londen en Coventry bestookt. Het bombarderen zou echter vooral door de geallieerden worden gebruikt als middel om de tegenstander op de knieën te krijgen. 

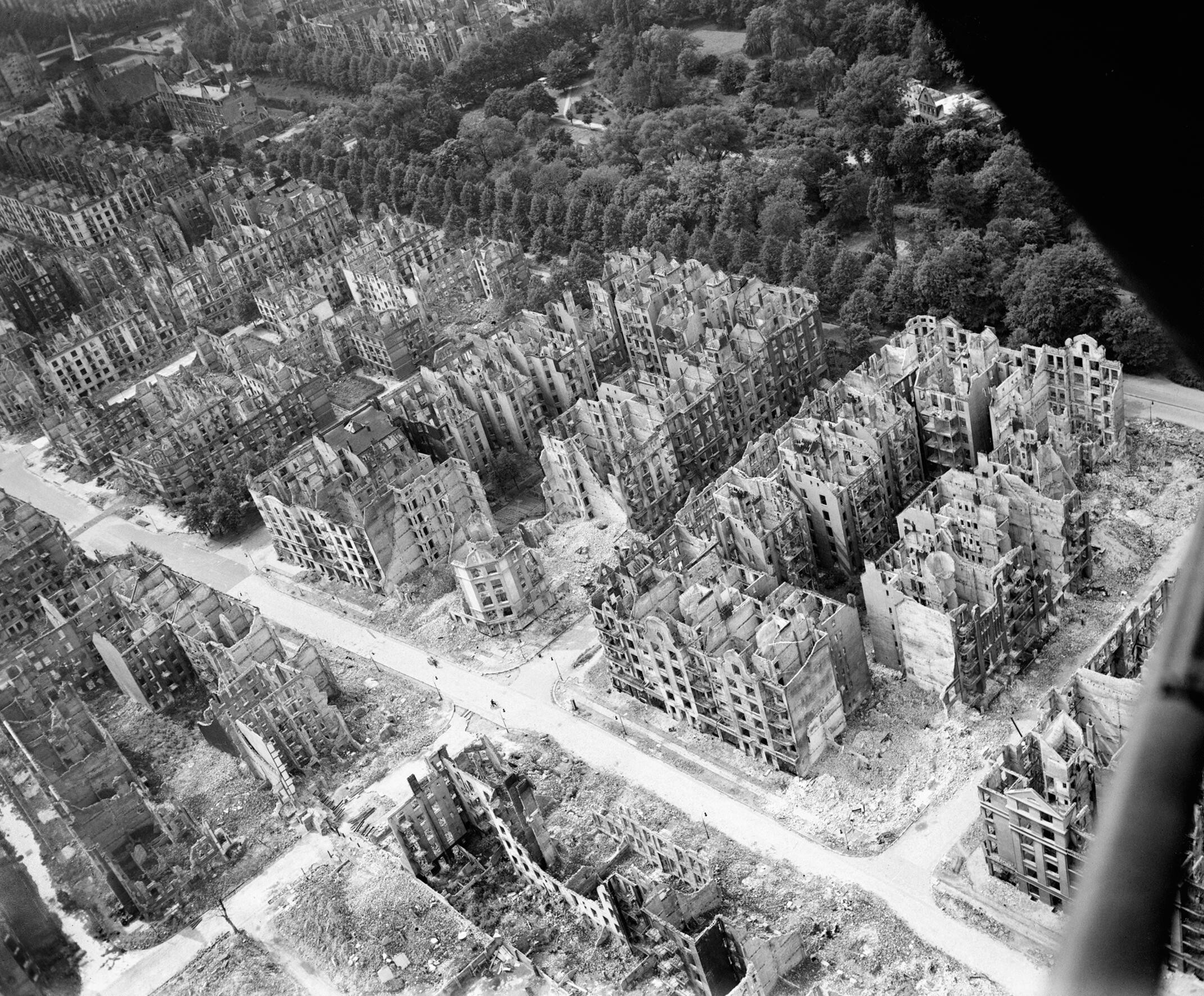
Hamburg na geallieerde bombardementen in 1945

De voortdurende bommenregen op Duitsland en Japan had twee strategische doelen: vernietiging van de oorlogsindustrie en aantasting van het moreel. De techniek om bommen te richten was echter nog dermate primitief dat de oorlogsindustrie alleen kon worden aangetast als enorme oppervlakten werden bestookt, waarbij veel burgerslachtoffers vielen. Bovendien wisten de Duitsers een belangrijk deel van de oorlogsindustrie onder te brengen in ondergrondse fabrieken: tot op het laatst van de strijd konden de nazi's zodoende nog een verbazingwekkende productiecapaciteit aan oorlogsmaterieel handhaven. In Duitsland werden grote steden als Hamburg, Keulen, Berlijn en Dresden zwaar beschadigd met in totaal 1,5 miljoen doden en gewonden als gevolg. In Japan werden 67 steden met overwegend houten huizen vrijwel weggevaagd door brandbommen. Dit resulteerde in 500.000 doden en 5 miljoen daklozen.
In de frontzone van de Sovjet-Unie hadden de burgers het erg zwaar. De nazileer had weinig respect voor het leven van het veroverde Slavische volk, dat als een verzameling Untermenschen werd beschouwd; de regering beschouwde hun overleven als secundair aan het behalen van de overwinning. Als gevolg hiervan kwamen er in totaal ongeveer 11,9 miljoen Sovjet-burgers om het leven als gevolg van oorlogsgeweld, terreur, honger, ziekte, en andere ontberingen. Maar ook de Sovjet-Unie spaarde haar eigen burgers niet: iedereen die verdacht werd van collaboratie of onvoldoende steun aan het verzet, werd gedeporteerd of geëxecuteerd.
Ook de Franse burgers leden tijdens de oorlog grote verliezen. In totaal kwamen in Frankrijk 70.000 burgers om het leven door geallieerde acties, grotendeels bombardementen. Een groot deel van hen, 19.890 doden en een veel groter aantal gewonden, werd slachtoffer tijdens de bevrijding van Normandië. Dat aantal komt boven op de 15.000 Franse doden en 19.000 gewonden tijdens de bombardementen die dienden als voorbereiding op Operatie Overlord in de eerste vijf maanden van 1944. In totaal kwamen meer Franse burgers door geallieerde acties om het leven, dan dat er Britse burgers door de Duitse bombardementen werden gedood.
In augustus 1945 werden ten slotte ook nucleaire wapens tegen de Japanse burgerbevolking ingezet. Hierbij vielen circa 250.000 directe en indirecte slachtoffers.

## Geopolitieke gevolgen

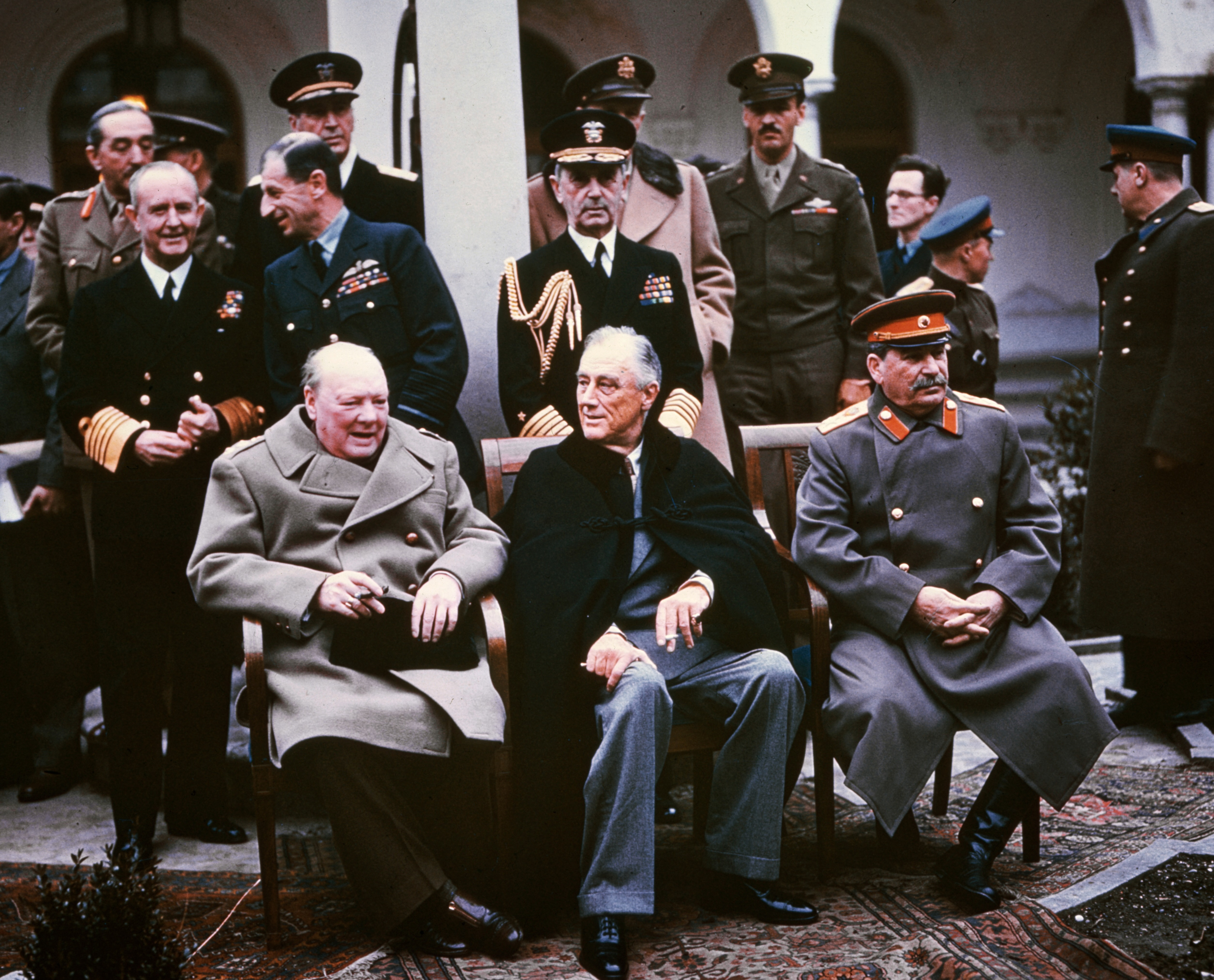
De geallieerde oorlogsleiders Churchill, Roosevelt en Stalin in Jalta in 1945.

De wereld van 1939 kende zes grote regionale machten: de als nieuwe supermacht opkomende Verenigde Staten, de communistische Sovjet-Unie, het nationaalsocialistische Duitsland, het keizerlijke Japan en het koloniale Verenigd Koninkrijk en Frankrijk. Deze wereld was weg. De naoorlogse periode werd tot 1989 bij de val van de Berlijnse Muur, gekenmerkt door de rivaliteit tussen twee resterende super- of grootmachten: de Verenigde Staten en de Sovjet-Unie. De onderlinge geopolitieke rivaliteit tussen deze twee grootmachten staat bekend als de Koude Oorlog.
De opkomst van de twee grootmachten ging hand in hand met de ingekrompen macht en positie van de drie andere landen. Japan en Duitsland hadden de oorlog verloren en daarom was hun politieke en militaire mondiale rol voorlopig uitgespeeld. Duitsland werd in 1949 opgedeeld in een westelijk en in een kleiner oostelijk stuk, die tot de NAVO, respectievelijk het Pact van Warschau gingen behoren. Dit zou tot 1990 zo blijven. Japan bleef ongedeeld en mocht zelfs de keizer behouden, al moest die afstand doen van zijn goddelijke status. Als beschermeling van de VS kon Japan zich concentreren op economische wederopbouw, wat het ook heel succesvol deed.
De Verenigde Staten hadden, afgezien van Hawaï en de Aleoeten, geen oorlogsgeweld op eigen grondgebied gehad en hadden relatief lichte verliezen geleden. Zij steunden de niet-communistische landen in Europa en Azië, zowel bevriende landen als de voormalige vijanden Duitsland en Japan, met tientallen miljarden dollars (Marshallplan) en mede hierdoor wisten zowel de Japanners als de West-Europeanen zich economisch snel uit het moeras te werken. In de door de Sovjet-Unie gedomineerde landen in Oost-Europa liep het anders: zij kregen in plaats van kredieten een door Stalin opgelegd communistisch economisch model, waardoor tot op heden de West-Europeanen rijker zijn dan de Oost-Europeanen.
De Tweede Wereldoorlog zette ook een nieuwe dekolonisatiegolf in gang. Al behoorde het Britse Imperium tot de winnaars, het verval als grote mogendheid zette al snel in. Het Franse en het Nederlandse koloniale rijk bleken ook hun langste tijd gehad te hebben. De Japanners hadden de nationalistische sentimenten in het Verre Oosten flink opgezweept om steun te krijgen bij hun strijd tegen de Westelijke mogendheden. Deze geest was uit de fles en zou niet meer terug kruipen. Bovendien hadden de Engelsen het grootste deel van hun financiële reserves uitgeput om wapens en voorraden te kopen in de Verenigde Staten, die zij met schuldpapier betaald hadden dat hun nog decennia zou kosten om af te lossen. De koloniale rijken brokkelden in sneltreinvaart af, en na de Suezcrisis van 1956 moesten Frankrijk en het Verenigd Koninkrijk leren leven met de status van middelgrote mogendheid. In het Britse Mandaatgebied Palestina werd kort na de oorlog de staat Israël gesticht. Hiermee was de kiem gelegd voor het Arabisch-Israëlisch conflict, waardoor in dit deel van het Midden-Oosten tot op heden geregeld gewapende conflicten oplaaien.
De verschrikkingen van de Tweede Wereldoorlog leidden met name op het Europese continent tot geïntensiveerde internationale samenwerking. De Verenigde Naties, en mede door de Koude Oorlog de Europese Unie, kwamen hierdoor tot stand.

### Technische en wetenschappelijke gevolgen
Het conflict versnelde de ontwikkeling van wetenschappelijke en technologische kennis zoals penicilline, radar, nucleaire energie, geavanceerde raketten die de ruimte konden bereiken, straalvliegtuigen en de atoombom.
In Duitsland ontstond zeer kort na het einde van de Tweede Wereldoorlog of misschien al iets eerder een nieuwe literaire stroming, bekend als kaalslagliteratuur (Trümmerliteratur).

### Lijsten
- Lijst van landen in de Tweede Wereldoorlog
- Lijst van oorlogsverklaringen tijdens de Tweede Wereldoorlog
- Lijst van gebeurtenissen tijdens de Tweede Wereldoorlog: 1939
- Lijst van gebeurtenissen tijdens de Tweede Wereldoorlog: 1940
- Lijst van gebeurtenissen tijdens de Tweede Wereldoorlog: 1941
- Lijst van gebeurtenissen tijdens de Tweede Wereldoorlog: 1942
- Lijst van gebeurtenissen tijdens de Tweede Wereldoorlog: 1943
- Lijst van gebeurtenissen tijdens de Tweede Wereldoorlog: 1944
- Lijst van gebeurtenissen tijdens de Tweede Wereldoorlog: 1945
- Lijst van gebeurtenissen tijdens de Tweede Wereldoorlog: Duitsland en bezet gebied
- Lijst van gebeurtenissen tijdens de Tweede Wereldoorlog: Finland
- Lijst van gebeurtenissen tijdens de Tweede Wereldoorlog: Jodenvervolging en concentratiekampen
- Lijst van gebeurtenissen tijdens de Tweede Wereldoorlog: Lage Landen en Luxemburg
- Lijst van gebeurtenissen tijdens de Tweede Wereldoorlog: Middellandse Zee, Afrika en Midden-Oosten
- Lijst van gebeurtenissen tijdens de Tweede Wereldoorlog: Oost-Europa
- Lijst van gebeurtenissen tijdens de Tweede Wereldoorlog: Verre Oosten
- Lijst van gebeurtenissen tijdens de Tweede Wereldoorlog: West- en Noord-Europa, Amerika en Atlantische Oceaan
- Lijst van belangrijke personen uit de Tweede Wereldoorlog
- Lijst van geallieerde conferenties in de Tweede Wereldoorlog
- Lijst van voertuigen uit de Tweede Wereldoorlog
- Lijst van wapens uit de Tweede Wereldoorlog
- Lijst van bombardementen uit de Tweede Wereldoorlog